# Cathédrale Saint-Étienne de Metz
Pour les articles homonymes, voir Saint-Étienne (homonymie) et Cathédrale Saint-Étienne.
La cathédrale Saint-Étienne de Metz est la cathédrale catholique du diocèse de Metz, dans le département français de la Moselle en région Grand Est.
Si sa construction dure 300 ans, à partir de 1220, la cathédrale présente une certaine homogénéité de style : les critères stylistiques furent respectés à chaque campagne de construction.
La cathédrale de Metz est non seulement la cathédrale de France ayant la plus grande surface vitrée, près de 6 500 m2, mais également celle qui présente les plus grandes verrières gothiques d’Europe. Quant à la hauteur de ses voûtes, elle n'est surpassée en France que par les cathédrales de Beauvais (inachevée) et d'Amiens.
Le chevalier Joseph Bard a rendu hommage à la qualité de la cathédrale et à sa parure de vitraux dans l'article qu'il a rédigé dans le Congrès Archéologique de France de 1846. Il l'appelait la « lanterne de Dieu ».
La cathédrale fait l’objet d’un classement au titre des monuments historiques depuis le 16 février 1930. Comptant parmi les dix cathédrales les plus fréquentées de France, elle est candidate à un classement à l'UNESCO.

## Propriété et gestion
La cathédrale Saint-Étienne de Metz, comme la plupart des cathédrales de France est propriété de l'État,.
La DRAC Lorraine en assure la conservation suivant les modalités suivantes :
- L'architecte des bâtiments de France (Chef du Service Territorial de l'Architecture et Patrimoine) est le conservateur en titre de la cathédrale. Il est par ailleurs responsable de la sécurité de l'édifice.
- Le service territorial de l'Architecture et du Patrimoine[7] assure la maîtrise d’œuvre des travaux d'entretien et de réparation sous l'autorité de l'architecte des bâtiments de France.
- La conservation régionale des monuments historiques finance et pilote au titre de la maîtrise d'ouvrage les travaux de restauration, de réparation et d'entretien.
- L'architecte en chef des monuments historiques, assure la maîtrise d’œuvre des travaux de restauration.

Le clergé, en tant qu'affectataire, assure l'ouverture au public de l'édifice, sa sûreté et les offices.
L'association de l'Œuvre de la Cathédrale assure les visites de l'édifice, la visite de la crypte et du trésor de la cathédrale et possède une petite boutique dans la cathédrale.

## Histoire

### L'oratoire Saint-Étienne (Ve–Xesiècles)

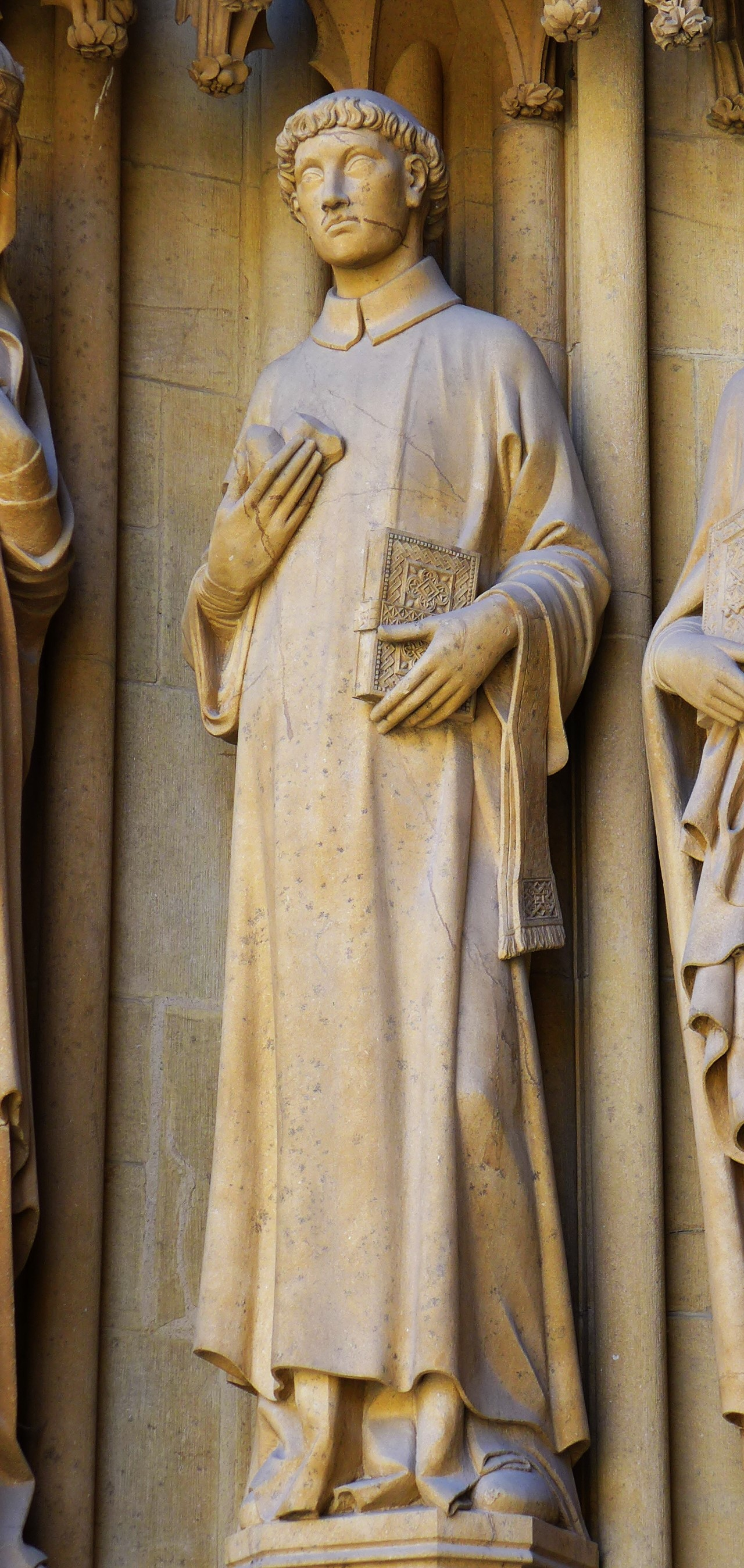
Statue de saint Étienne, portail de la Vierge.

Au début du Ve siècle, saint Étienne est populaire et se voit célébré dans tout l’empire. L’essor du culte du premier martyr en Occident suit l’"invention de reliques" du saint à Jérusalem (415). Plusieurs cathédrales françaises lui sont dédiées — Agde, Auxerre, Bourges, Cahors, Châlons-en-Champagne, Limoges, Meaux, Paris, Sens, Toul, Toulouse — et remontent pour la plupart au Ve siècle.
Vieille cité gauloise, Metz ("Divodorum" en latin) devient le siège d’un évêché au IIIe siècle. Comme nous l’apprend un passage de l’Histoire des Francs de Grégoire de Tours, rédigée vers 576, un sanctuaire dédié à Étienne (Oratorium beati Stephani) qui se trouvait à l’emplacement actuel de la cathédrale, fut le seul monument épargné par les Huns lors du sac de la cité le samedi saint 7 avril 451. L’oratoire de Saint-Étienne, réputé dans les grâces divines, devient alors fort populaire. On parle de miracle. Il accueille le siège de l’évêque et devient ainsi la première cathédrale de Metz, à l’intérieur même de celle-ci. On peut supposer que le sanctuaire dédié à Saint-Étienne était relativement récent lors du sac de Metz par Attila.
En 623, Clotaire II confie l'Austrasie - dont la capitale est Metz -  à son fils Dagobert auquel il donne comme conseiller l'évêque du lieu Arnoul de Metz. La tradition attribue à Dagobert la construction de la chapelle Sainte-Marie.
Vers 784, Paul Diacre, moine bénédictin de Lombardie qui séjourna à la cour de Charlemagne et à Metz, écrivit une Histoire des évêques de Metz selon laquelle Pépin le Bref aida financièrement l’évêque Chrodegang (742-766) à réaliser des travaux dans le sanctuaire (ciborium, chancel, presbyterium, déambulatoire).
En 835, le concile de Thionville, présidé par son demi-frère l’archevêque Drogon de Metz, rétabli Louis le Débonnaire comme empereur. Le 28 février 835, au cours d'une messe solennelle à laquelle assiste le souverain, les décisions du concile sont lues et l'archevêque de Reims Ebbon, reconnaît humblement avoir calomnié l'empereur.
Le 9 septembre 869, Charles II le Chauve y est couronné roi de Lotharingie par l’archevêque Hincmar de Reims,.

### La basilique ottonienne (Xe–XIIIesiècles)

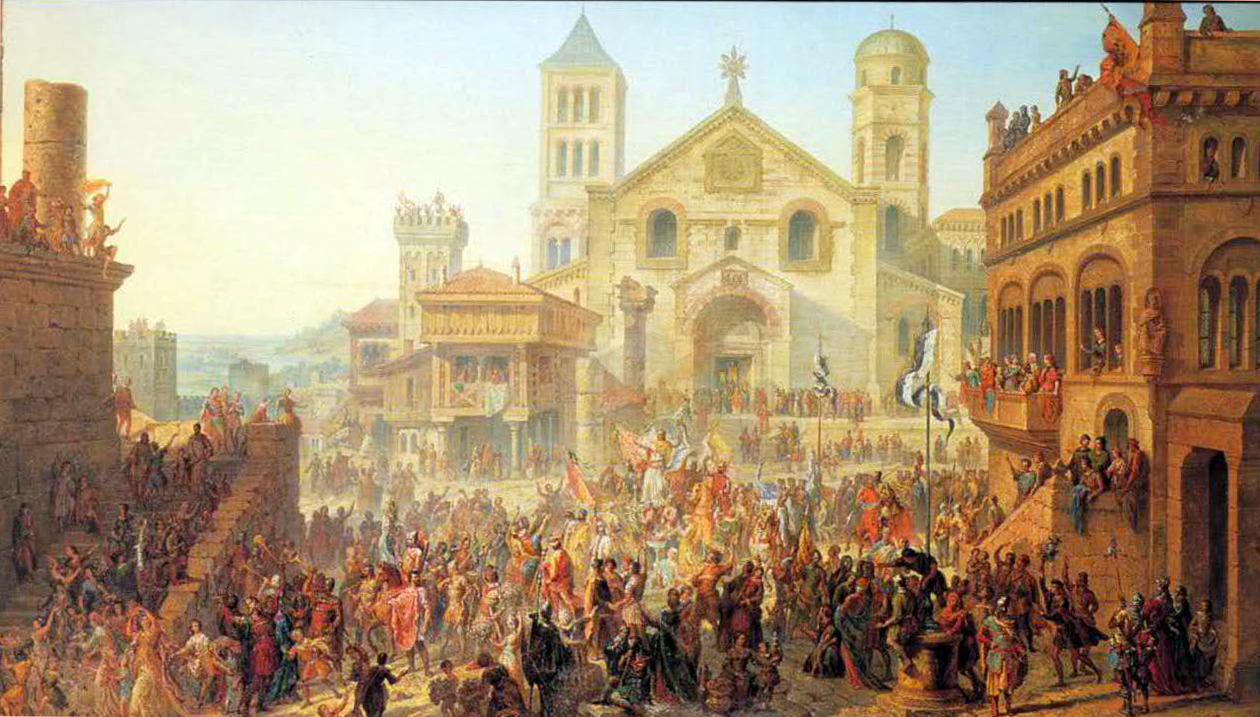
Sur ce tableau de Migette représentant la naissance de la République messine en 1055, est représentée en arrière-plan la basilique de 1040, à l’emplacement de la cathédrale actuelle (Commencement de la république messine, Auguste Migette, 1862)

Entre 965 et 984,avec l’aide financière des empereurs Othon Ier et Othon II, l’évêque Thierry Ier entreprit de reconstruire le sanctuaire primitif. La nouvelle cathédrale, ou basilique en raison de son plan, fut achevée sous son successeur Thierry II et consacrée par celui-ci le 27 juin 1040 en présence de l’évêque Gérard Ier de Cambrai,,
La nef, flanquée de bas-côtés, haute d’environ 20 mètres, s’ouvrait sur un transept saillant de même hauteur, long de 42 mètres, pour 12 mètres de large. Deux tours de chevet s’élevaient de part et d’autre de l’abside centrale, et des chapelles donnant sur le transept les jouxtaient. Seule la constitution de la façade nous est inconnue, la présence d'une tour-porche est envisagée toutefois en vue de sa popularité dans les édifices ottoniens,.
Le plan de la basilique Saint-Vincent voisine, de style gothique, semble par ailleurs calqué sur celui de cette cathédrale primitive, malgré la différence de style.
Vers 1186, la collégiale Notre-Dame fut construite contre celle-ci, sans que l'on sache si un espace, même étroit fut laissé. Sa forme de demi-rotonde lui valut le nom de Notre-Dame-la-Ronde. La reconstruction de la basilique ottonienne débuta moins de deux siècles après son achèvement.

### La cathédrale gothique (XIIIe–XVIesiècles)

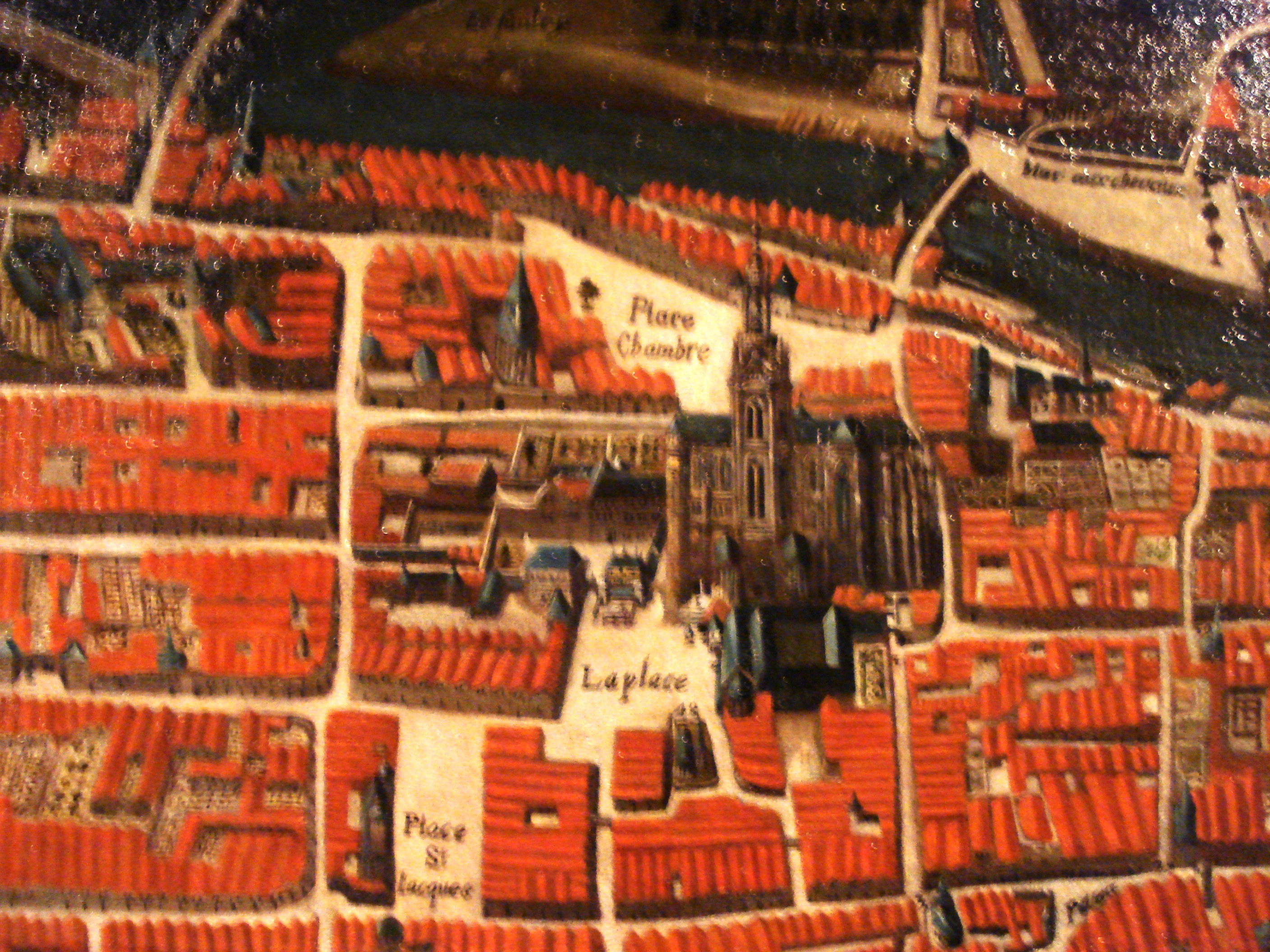
La cathédrale dans le tissu urbain à la fin de la Renaissance.

Contrairement à de nombreuses sources mal interprétées, et en dépit de la volonté de l’évêque Conrad de Scharfenberg, l’édification de la cathédrale, dédiée à saint Étienne, n'est pas entreprise vers 1220 : il s'agit en fait de confirmations de prébendes de la Cathédrale. La reconstruction en parallèle de la collégiale Notre-Dame-la-Ronde et de la cathédrale commence vers 1240, voire probablement dès 1235. Dans la seconde moitié du XIVe siècle, l’architecte Pierre Perrat lance l'édification des voûtes à 42 mètres du sol.
La construction s’étale sur trois siècles pour s’achever vers 1525.

#### Premières campagnes de construction (1237-1380)
La construction de la cathédrale actuelle fut peut-être voulue par l’évêque Conrad de Scharfenberg, en même temps que les cathédrales de Reims (1211), de la toute proche Cathédrale de Toul (1210-1220), du Mans (1217), d’Amiens (1221). Seule la nef ottonienne fut à cette époque détruite, jusqu’au niveau des fondations, le chevet et le transept, ainsi que Notre-Dame-la-Ronde, étant épargnés. De cette première campagne de construction datent les parties basses des murs de la nef et les bases des supports d’arcades. Sous l’épiscopat de Jacques de Lorraine (1239-1260), le parti de l’élévation fut modifié. L’élan gothique devait l’emporter devant toute autre considération. C'est donc aux alentours de 1240 que débutent les travaux de l'édifice gothique actuel, d'abord une première campagne concernant les nefs collatérales en style gothique primitif, puis un nouveau plan pour la nef principale en style rayonnant.

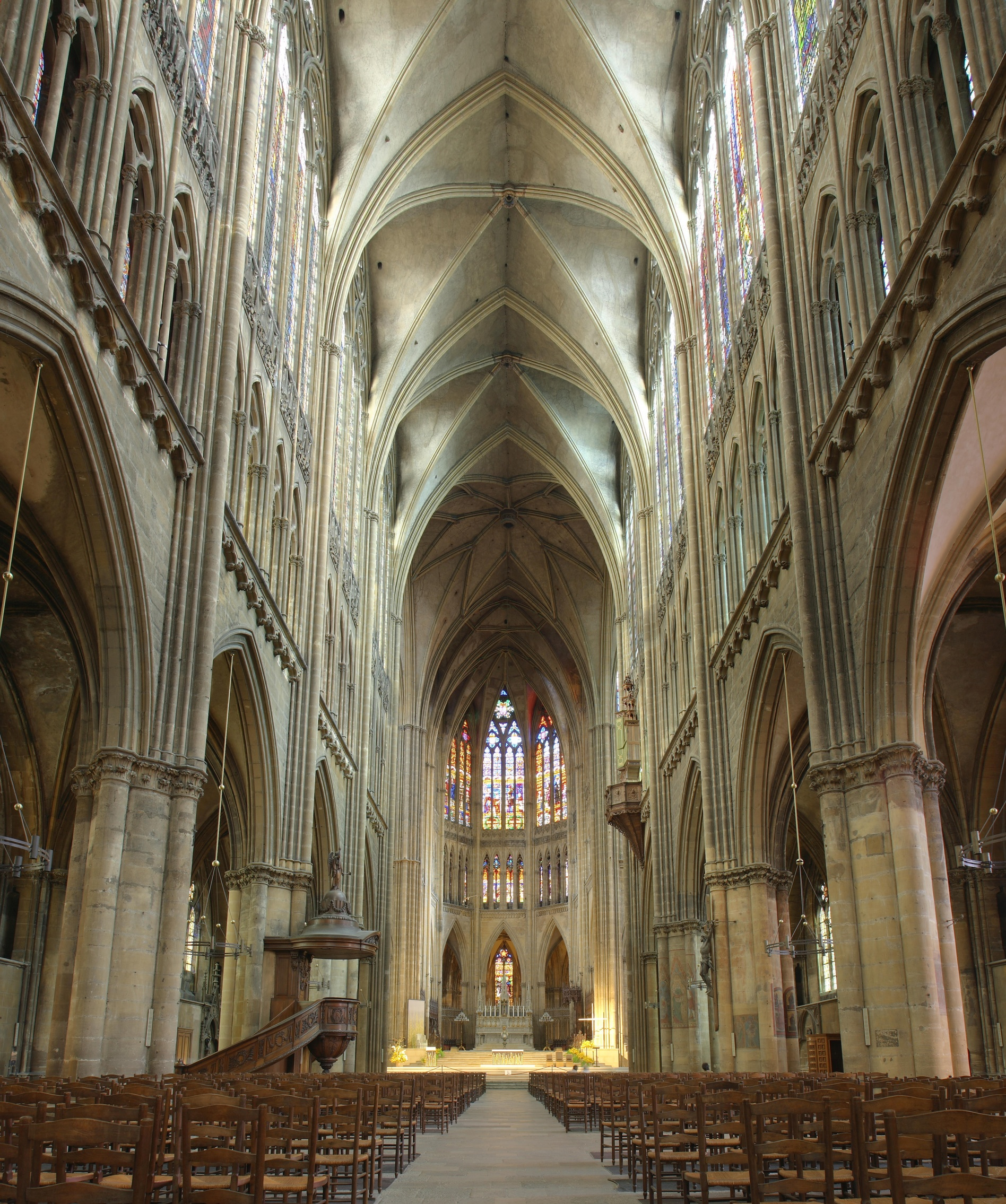
Vaisseau central de la cathédrale et la verrière occidentale

Il fut également choisi de reconstruire la collégiale Notre-Dame, pour l’intégrer au nouveau style de la cathédrale. La reconstruction de Notre-Dame-la-Ronde est entreprise en conservant, semble-t-il, les piliers ronds de celle-ci, alignés sur l’ancienne nef ottonienne. Le nouveau chœur de la collégiale, épaulé par les deux premiers contreforts sud de la cathédrale, indique une construction concertée dès cette époque. Dans la deuxième moitié du XIIIe siècle, les bases des deux tours harmoniques de la cathédrale, à double fenestrage, sont achevées. Les supports en attente, actuellement visibles vers les troisième et cinquième travées des faces nord et sud, indiquent que le projet de double fenestrage devait s’appliquer à tout l’édifice. Une frise d’arcs trilobés masque judicieusement l’épaississement des murs, au-dessus des grandes arcades.
Dans le dernier quart du XIIIe siècle, une claire-voie est ménagée au niveau du triforium, sous les fenêtres hautes. La construction de celles-ci, de style gothique rayonnant, s’achève dans le premier tiers du XIVe siècle. Pour récolter de nouveaux fonds, la confrérie de Sainte-Marie et de Saint-Étienne est créée vers 1330. Le financement de la fabrique est aléatoire, et provoque l’arrêt du chantier à plusieurs reprises. Il dépend, en effet, des dons des fidèles, des ventes d’Indulgences, des prébendes vacantes du Chapitre ou des largesses de l’évêque.
En 1356, l’empereur Charles IV venu à Metz pour promulguer la Bulle d’or qui définit le protocole électoral des empereurs est reçu en la cathédrale de Metz.
A cette époque, la charpente de la toiture est posée, et l’évêque Adhémar de Monteil fait élever une chapelle dans la cinquième travée du collatéral sud. Cette première campagne de construction s’achève avec le voûtement de la nef, entre 1360 et 1380. A cette date, la hauteur de ses voûtes (41,7 m) place la cathédrale de Metz derrière celle de Beauvais (48 m qui s'effondre en 1572) et celle d’Amiens (42,3 m qui la dépasse que  60 cm). À cette époque fut détruite la cloison qui séparait encore la nef de Saint-Étienne de celle de Notre-Dame. Le sol de celle-ci fut alors abaissé au niveau de celui de la cathédrale, ce qui explique le déchaussement des piliers des trois premières travées.
Seul le chœur fut laissé au niveau primitif. Les grandes baies, notamment le fenestrage de la façade occidentale, encore occultées par des ais de bois, furent vitrées. Un contrat est passé en 1381 pour la réalisation du grand « O », la rose occidentale, entre le Chapitre et le maître-verrier Hermann de Münster ; celui-ci eut le privilège d’être inhumé à l’intérieur de la cathédrale. Le maître d’œuvre, Pierre Perrat, connu aussi pour ses travaux à Toul et Verdun, fut également autorisé en 1386 à avoir sa sépulture dans la cathédrale. Ceci nous confirme l’importance accordée tant aux architectes qu’aux artisans de renom travaillant pour l’Œuvre, ces derniers accédant au statut d’artiste. Il faut attendre la fin du XVe siècle pour que la construction de la cathédrale reprenne.

#### Seconde campagne de construction (1440-1552)
De 1440 à 1443, l'évêque Conrad Bayer de Boppart fait reconstruire par Jean de Commercy la chapelle d'Adhémar de Montheil dite chapelle des évêques. En 1468, un incendie ravage la toiture mais épargne le beffroi de la Mutte encore en bois, ce qui décide les bourgeois messins à reconstruire en pierre la partie supérieure de la tour de la Mutte, beffroi municipal. Cette tour, ainsi que la tour du Chapitre au Nord, est longtemps restée coiffée d’un colombier de bois. Hannes de Ranconval le remplaça de 1478 à 1481 par une flèche de style gothique flamboyant.
En 1473, l’empereur Frédéric III et son fils Maximilien assistent à un office dans la cathédrale. La cathédrale est alors un édifice stylistiquement composite, dont la nouvelle nef gothique épouse peu ou prou les anciens transept et chevet du sanctuaire ottonien.
La seconde campagne de construction s’ouvre réellement en 1486, avec la démolition du bras nord du transept, reconstruit aussitôt dans le même style et avec la même élévation que la nef. Les fondations sont creusées, d’après la chronique, à une profondeur dépassant le niveau de la rivière. Le bras nord du transept est achevé en 1504, avec la pose des vitraux de Théobald de Lixheim. La démolition des vestiges ottoniens se poursuit par le chœur, ses deux tours romanes et en 1508 par le bras sud du transept qui est reconstruit. En 1521, a lieu la pose des premiers vitraux de Valentin Bousch. A cette date, la construction du chœur est terminée  (les derniers vitraux de Bousch seront posés en 1539). Un jubé complète la nef en 1525 (il sera supprimé en 1791). La cathédrale est consacrée le 11 avril 1552 mais l’édifice connaîtra encore de nombreux aménagements. Metz est occupée peu après par l'armée Française qui impose à la ville un protectorat. L'annexion de Metz à la France est reconnue en 1648 par les traités de Westphalie qui mettent fin à la terrible guerre de Trente Ans.

### Berceau du talent littéraire de Bossuet et autres événements
Le 28 mars 1642, grâce à l’entregent de son père, magistrat de la ville, Jacques-Bénigne Bossuet devient, à l’âge de treize ans, chanoine de la cathédrale . C’est en la cathédrale de Metz, le 21 juillet 1652, à l'âge de 23 ans, qu’il prononce son premier sermon. C’est encore à Metz, sans qu’on puisse dire avec certitude s’il fut prononcé au sein de la cathédrale, qu’il prononce le 17 décembre 1655, sa première oraison funèbre à l'occasion des obsèques de Yolande de Monterby, abbesse du Petit Clairvaux à Metz.
Officiant dans une ville-frontière, tant au point de vue géographique - entre l’Empire et la France - que religieux - entre les domaines catholiques et protestants, il se consacre avec zèle et foi à la prédication en vue de la conversion des protestants de la ville. Son œuvre Réfutation du catéchisme du sieur Paul Ferry, ministre de la Religion Prétendue Réformée, le premier ouvrage publié par Bossuet et imprimé à Metz, en 1655, est le compte-rendu de ses conversations avec le pasteur de l’Église réformée de Metz.
Le 15 octobre 1657, il prêche un Panégyrique de sainte Thérèse, en présence la reine Anne d’Autriche (qui, comme la sainte, était espagnole). Son talent oratoire lui vaut d'être nommé conseiller et prédicateur extraordinaire du roi. Dès lors, il partage son temps entre Metz et la cour, à Paris, Fontainebleau ou Versailles. À partir de 1660, sa renommée allant croissante, il n’est plus que rarement à Metz.
Le 22 août 1664, Bossuet est nommé doyen du chapitre cathédral, fonction qu’il quitte le 19 octobre 1669 pour devenir évêque de Condom. Le roi le nomme précepteur du Dauphin.
En 1671, Élisabeth-Charlotte de Bavière, fille de l'|Electeur Palatin, épouse le duc d'Orléans, "Monsieur", frère unique du roi. Quittant Heidelberg, le cortège princier passe par Metz où, en la cathédrale Saint-Etienne, la princesse abjure la religion protestante, reçoit le baptême, puis épouse par procuration le frère du roi.

### Le portail néoclassique de Blondel (1764)

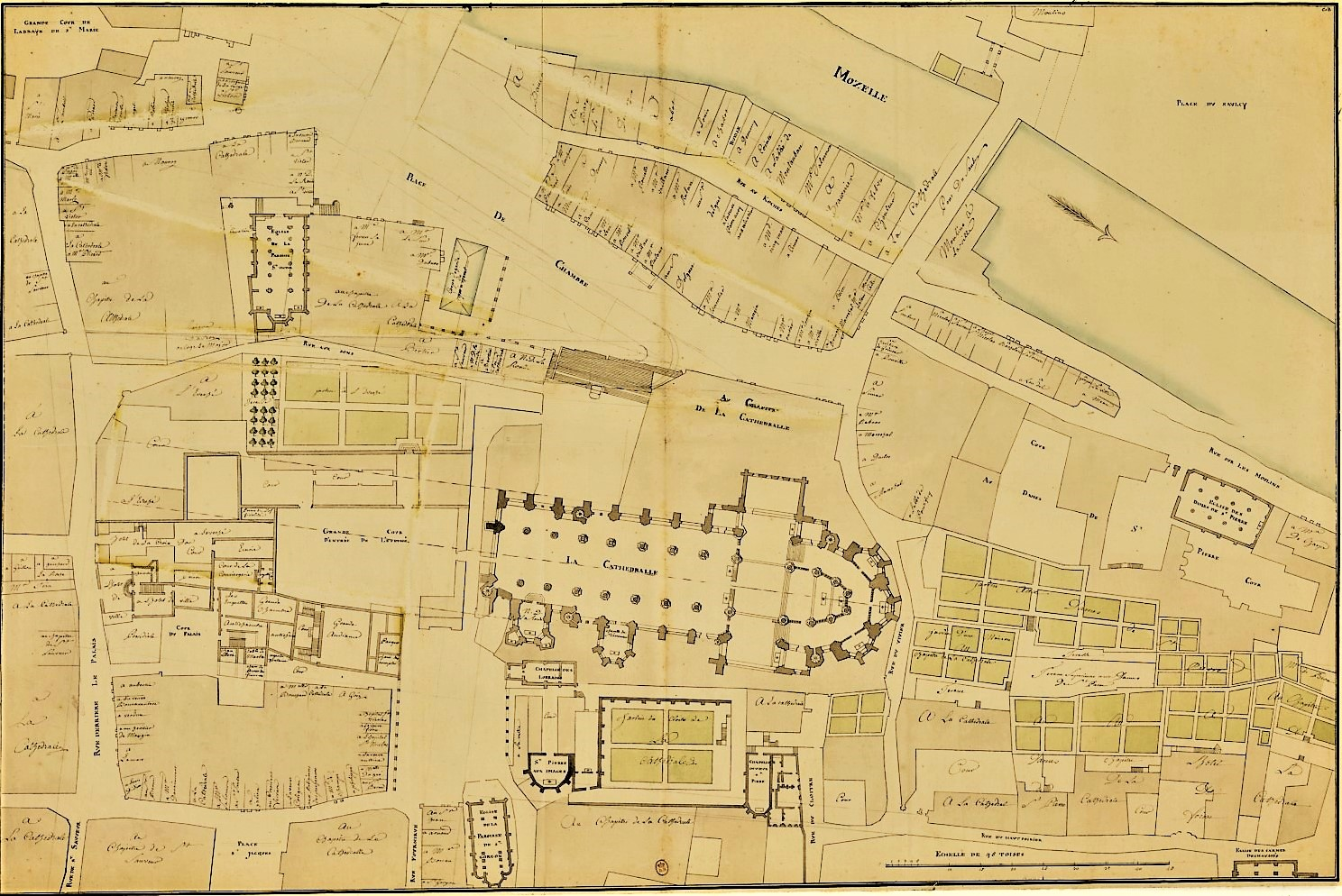
Plan des alentours de la cathédrale au XVIIe siècle
Collection Gaignières (BnF)

Dans la seconde moitié du XVIIIe siècle, soucieux de ne pas demeurer en reste par rapport à Nancy qui venait de se doter d’une majestueuse place royale, mais aussi parce que l’art « gothique » n’était plus au goût du jour, le maréchal de Belle-Isle, gouverneur des Trois-Évêchés, décide d’établir une place royale. Malgré les protestations du chapitre, il fait dégager les abords de la cathédrale par la destruction du cloître et des églises attenantes (Saint-Pierre-le-Vieux, Saint-Pierre-le-Majeur, la chapelle des Lorrains).

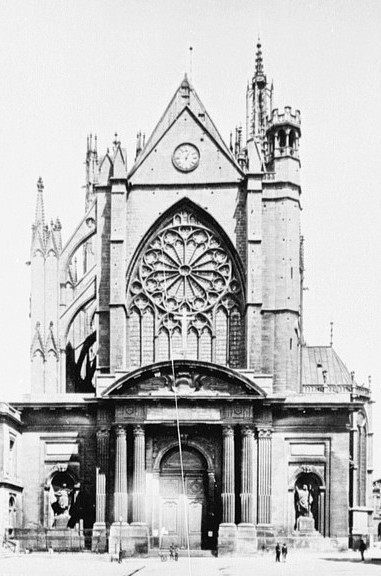
La façade occidentale avec le portail de Blondel (1764). Vue de 1877.

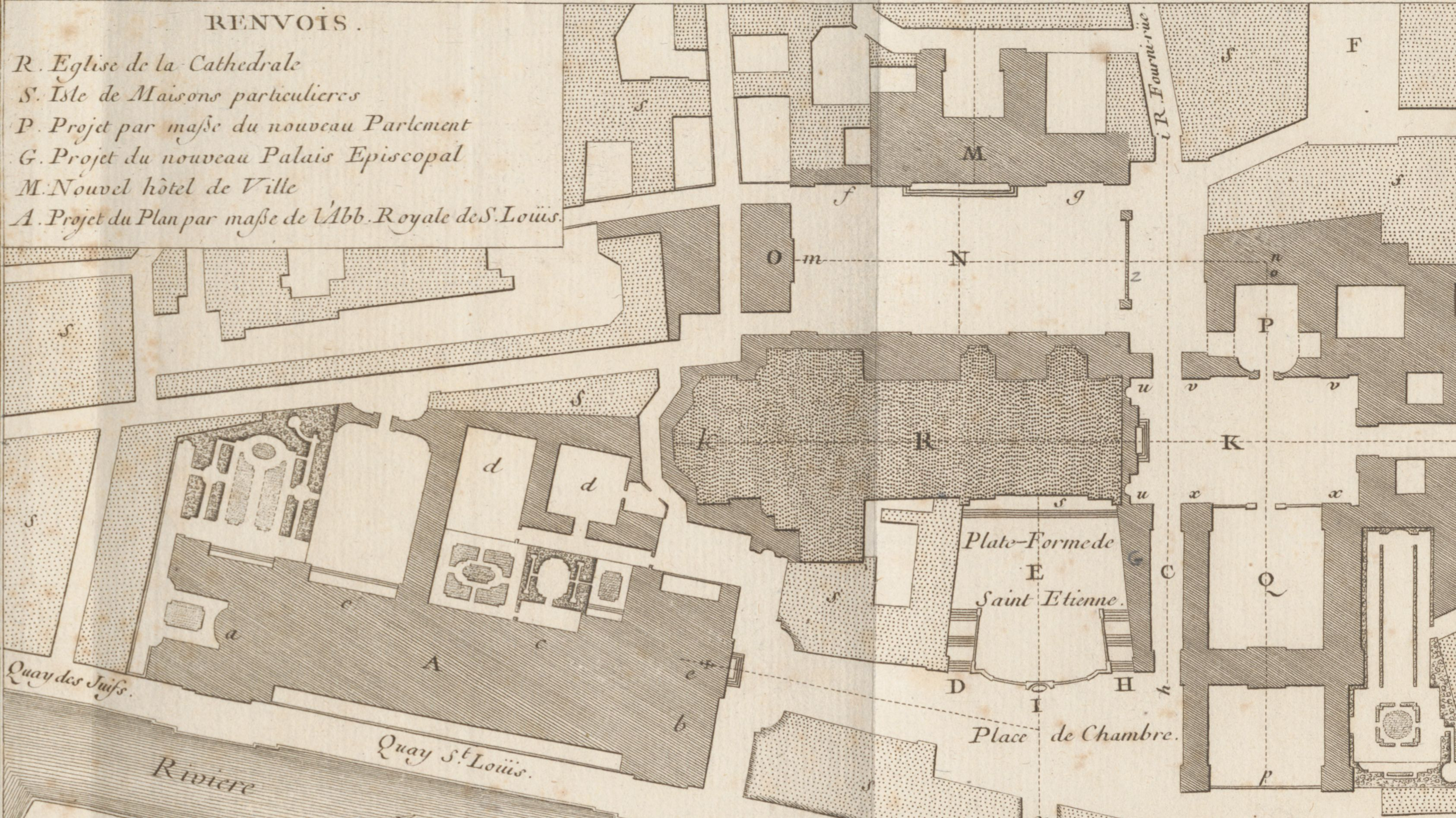
Plan par masse des nouveaux bâtiments et des nouvelles communications faites à Metz depuis 1764
Jacques-François Blondel
Cours d'architecture, tome 4, planche L.

Mais aucun projet ne se construit. L’architecte Jacques-François Blondel, protégé par le duc de Choiseul, alors présent à Metz pour reconstruire l’abbaye Saint-Louis dont sa oeur est abbesse, va opportunément proposer de réaliser un projet d’aménagement qui comprend la création de rues et de places, ainsi que la reconstruction de l’hôtel de ville, du parlement et du palais de l’évêque mais en détruisant le cloître des chanoines et des églises situées autour (églises Saint-Pierre-le-Vieux, Saint-Pierre-aux-Images, Saint-Gorgon et chapelle des Lorrains).
Derrière l’argument avancé de créer une place d’armes fonctionnelle utile au défilé des troupes, la réalisation d’un nouveau centre politique pour la ville vise à son embellissement. Ce projet est à la fois une œuvre de la maturité et une expérience inédite pour Jacques-François Blondel que le XXe siècle retiendra comme théoricien et rénovateur de l’enseignement architectural.
Entrepris en 1762 sous la direction de Louis Gardeur-Lebrun, l’aménagement de la place d’Armes, de la place de Chambre et de la place du Marché dégage le tissu urbain médiéval sur trois côtés autour de la cathédrale. L’édification de la mairie et du Parlement, côté place d’Armes et du palais des évêques de Metz (aujourd’hui, le marché couvert), côté place du Marché et place de Chambre contribue à constituer un ensemble architectural dominé par la cathédrale, œuvre des maîtres-maçons du Moyen Âge.
À cette occasion, et dans un souci d’harmonisation de cet ensemble urbain, Blondel construit sur les trois côtés de la cathédrale ainsi dégagée, une enveloppe classicisante. Un sobre et majestueux portail principal est construit en 1764 du côté de l'évêché (actuel marché couvert. Le portail de la Vierge qui donnait accès à la collégiale Notre-Dame-la-Ronde est dissimulé par les arcades classiques, sous lesquelles ouvrent des échoppes .

### Premiers réaménagements duXIXesiècle
À partir de 1845, des projets de restauration de la cathédrale apparaissent avec l'intention de rendre une certaine « pureté stylistique ». L'engouement romantique pour le Moyen Âge au XIXe siècle a pour effet de faire renaître un intérêt pour l'art gothique, à le valoriser et l'étudier, ce que nous prouvent les travaux d'Eugène Viollet-le-Duc. L'oeuvre de Blondel apparaît comme une hérésie tant par le sculpteur Auguste Dujardin que l'évêque Paul Dupont des Loges qui envisage la destruction des arcades.
Ainsi, l'intérieur de la cathédrale est vidé du mobilier et des ornements postérieurs au XVIe siècle (fin du Moyen Âge et de la construction originelle de l'édifice). On note notamment la disparition d'un jubé baroque, présent sur des gravures, ayant remplacé le jubé médiéval après 1791. Cette première campagne de restauration s'accompagne de l'ajout de nombreux vitraux encore présents dans les premières travées de la cathédrale. L'ensemble vitré de la chapelle Notre-Dame-la-Ronde témoigne de cet art du vitrail de l'école de Metz au XIXe siècle, représenté principalement par Laurent-Charles Maréchal.

### Paul Tornow: une refonte néogothique (1874-1903)
Sous le Second Empire, Metz devient la plus importante place forte d'Europe. À la suite de la Guerre franco-prussienne, le traité de Francfort du 14 mai 1871 donne l'Alsace, la Lorraine plattophone ainsi que Metz et sa région au nouvel Empire Allemand. L' "Alsace-Moselle", dont la capitale est Strasbourg, fait partie de l'Empire allemand avec le statut de "Reichsland" (Terre d'Empire). Comme en France - où Eugène Viollet-le-Duc restaure le Château de Pierrefonds et entreprend des travaux à Notre-Dame de Paris - ou en Autriche-Hongrie - où le chateau de Karlstejn est restauré sur ordre de l'empereur François-Joseph Ier - et dans toute l'Europe, la mode est alors au médiévisme. De même qu'en Alsace où le château du Haut-Koenigsbourg est  réhabilité sur ordre de l'empereur Guillaume II, Metz est appelée à être une vitrine de l'Empire et la célèbre cathédrale en est un des enjeux. Si la nouvelle gare, édifiée en 1873, reste dans le style classique, partout ailleurs dans la ville de Metz et surtout après l'avènement de l'empereur Guillaume II (1888), les autorités impériales  préfèrent le style néo-roman rhénan  pour les nouveaux bâtiments officiels comme le Temple Neuf (1904), la nouvelle gare (1908), la poste centrale (seul le palais du gouverneur militaire sera de style renaissance Allemande).
L'usage du néo-roman rhénan n'est pas dénué d'une symbolique impérialiste prosélyte faisant appel à la renaissance carolingienne, manière d'affirmer une légitimité historique dans la continuité d'un Charlemagne qui domina l'Europe et notamment la vallée de la Moselle dont les villes étaient résidences impériales. Des arrière-pensées politiques ont donc pu jouer un rôle dans la décision de supprimer l'enveloppe « française » de Blondel pour une refonte néogothique des pourtours de la cathédrale bien que le style champenois de la cathédrale soit respecté.
Le  26 novembre 1874, le jeune architecte Brandebourgeois  Paul Tornow, prend la direction du chantier de la cathédrale de Metz. Il y consacrera la casi totalité de sa vie.
En mai 1877, l'empereur Guillaume Ier  visite la ville. Le dimanche 6 mai, à partir de 21 heures et malgré l'opposition de la municipalité, un feu d'artifice en l’honneur du souverain est tiré depuis le toit de la cathédrale. Le  7 mai 1877, à 4 heures du matin, le guetteur s'aperçoit que le toit avait pris feu, probablement provoqué par une fusée, et sonne l'alarme. Le guetteur qui logeait au-dessus de la Mutte réussit à sauver la tour. La toiture est entièrement détruite mais les voûtes faites de moellons de 30 cm d'épaisseur ont tenu et ont permis d'épargner l’intérieur de la cathédrale.

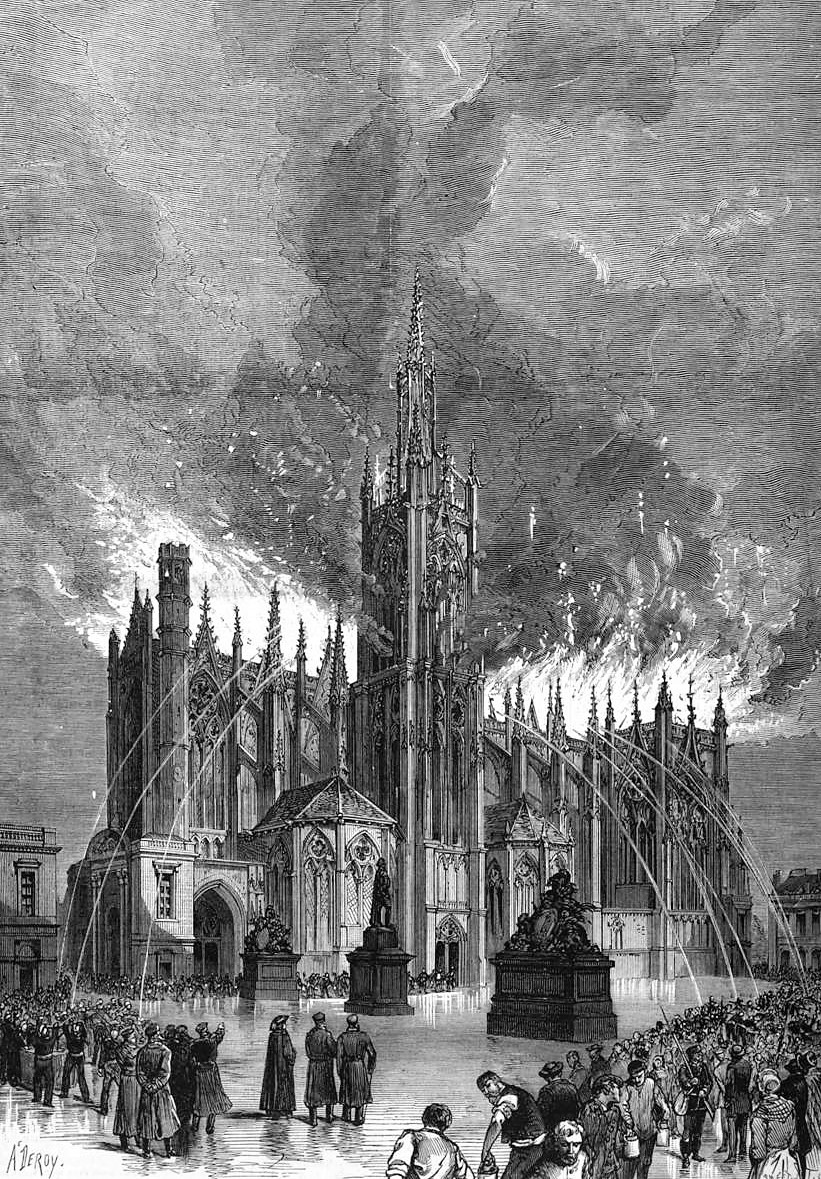
L'Illustration du 19 mai 1877
Incendie du 7 mai 1877 (A. Devoy)

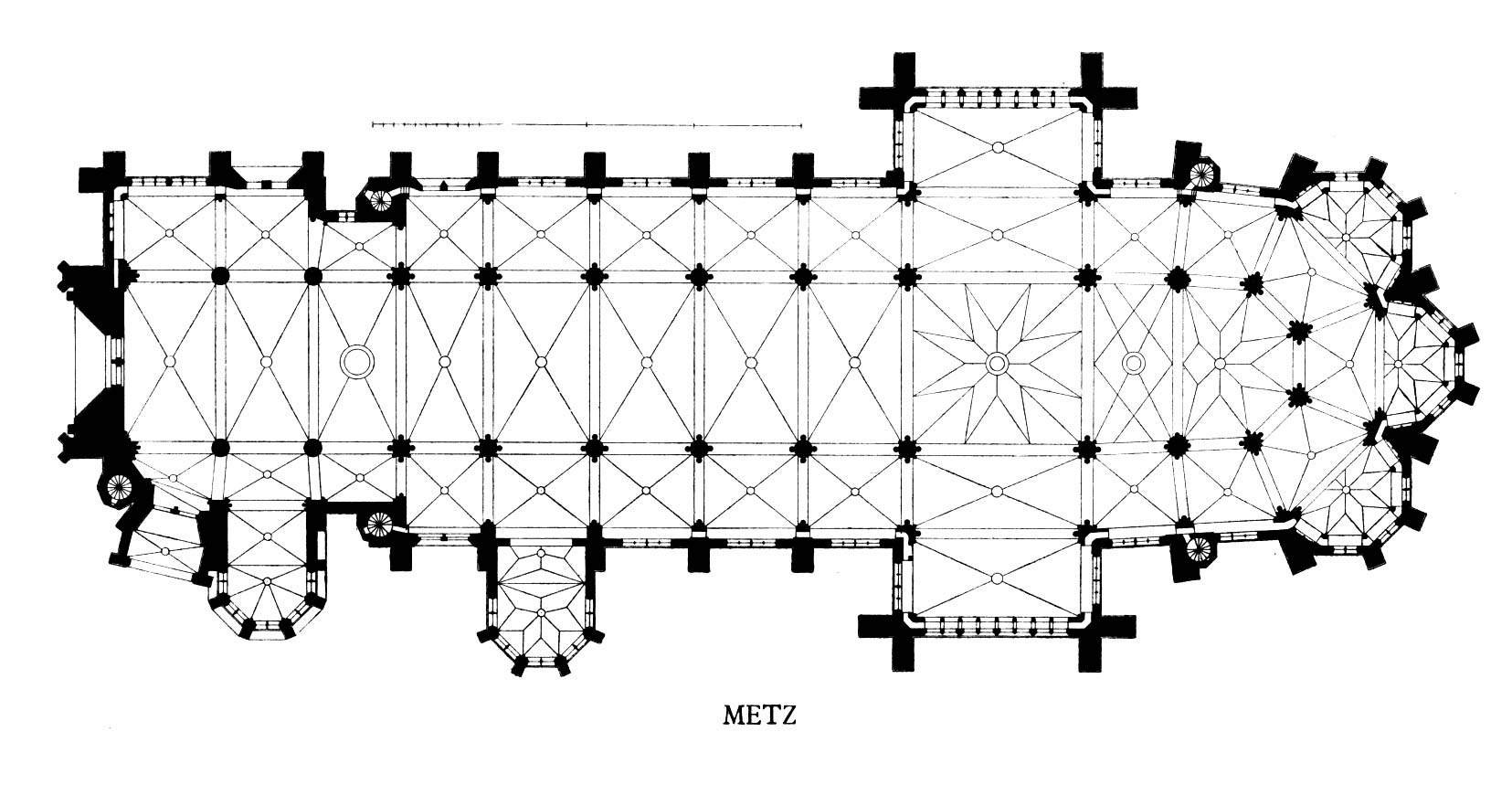
Metz : plan (Dehio 1902)

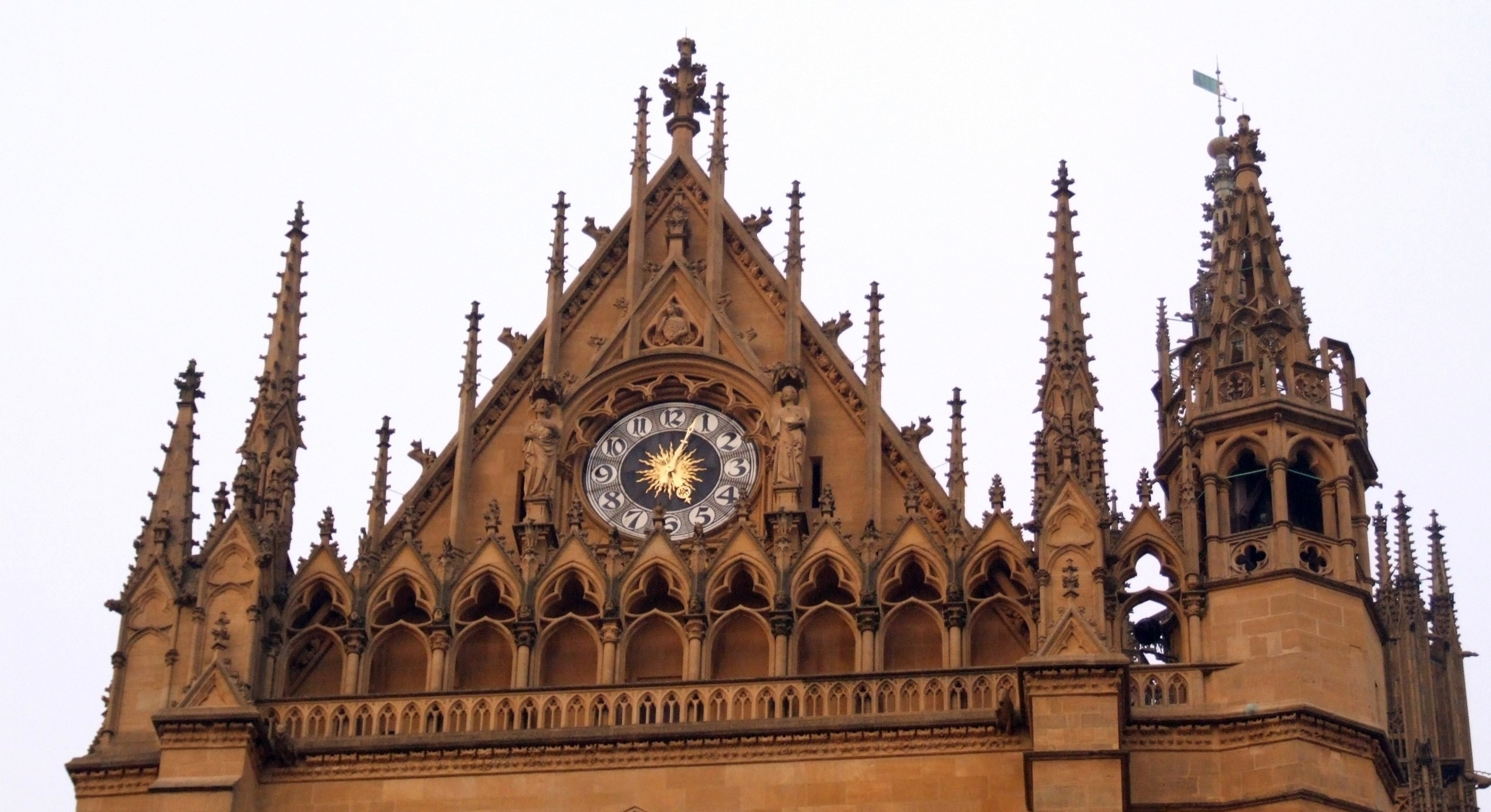
Ornements et pinacles de la période néogothique, pignon de la façade occidentale.

L'empereur finance en grande partie les travaux : l’ancienne charpente de bois édifiée après l'incendie de 1468  et la couverture en ardoise sont remplacées entre 1880 et 1882 par des fermes métalliques à « la Polonceau », avec une couverture de plaques de cuivre. La nouvelle toiture, surélevée de 4,5 m modifie sensiblement la volumétrie extérieure de la cathédrale, réduisant l’effet d’élancement des tours. La surélévation s’accompagna de la création, entre 1883 et 1886, de pignons ornés sur les façades nord, sud, et ouest.
De 1878 à 1881, la rotonde du chœur, œuvre de Claude Gardeur-Lebrun en 1791, est supprimée et l'accès à la crypte rétabli. De 1874 à 1887, la restauration des piles et des arcs-boutants de la nef et du chevet complète la restauration des voûtes. Le portail latéral sud, auparavant masqué par celui de Blondel, est dégagé et inauguré en 1885. Il a fallu le descendre deux mètres plus bas au niveau de la place d’Armes, les sculptures restantes étant alors démontées et restaurées par le sculpteur Auguste Dujardin. En 1888, les restaurations portent sur Notre-Dame-du-Carmel, ancien chœur de la collégiale Notre-Dame-la-Ronde. Elles ont consisté à refaire la charpente et à rouvrir les fenêtres occultées par le portique néo-classique construit à partir de 1766. La chapelle des Évêques est réouverte à son tour en 1895, alors que les travaux de démolition du portail de Blondel étaient décidés.En décembre 1896 ,Paul Tornow propose de réutiliser le portail de Blondel comme portail du marché couvert qui avait été installé en 1831 dans les bâtiments prévus pour le palais épiscopal (qui, n'étant pas achevé en 1789, n'avait plus de fonction officielle, l'évêque s'étant installé à l'abbaye Sainte-Glossinde) mais n'est pas écouté.

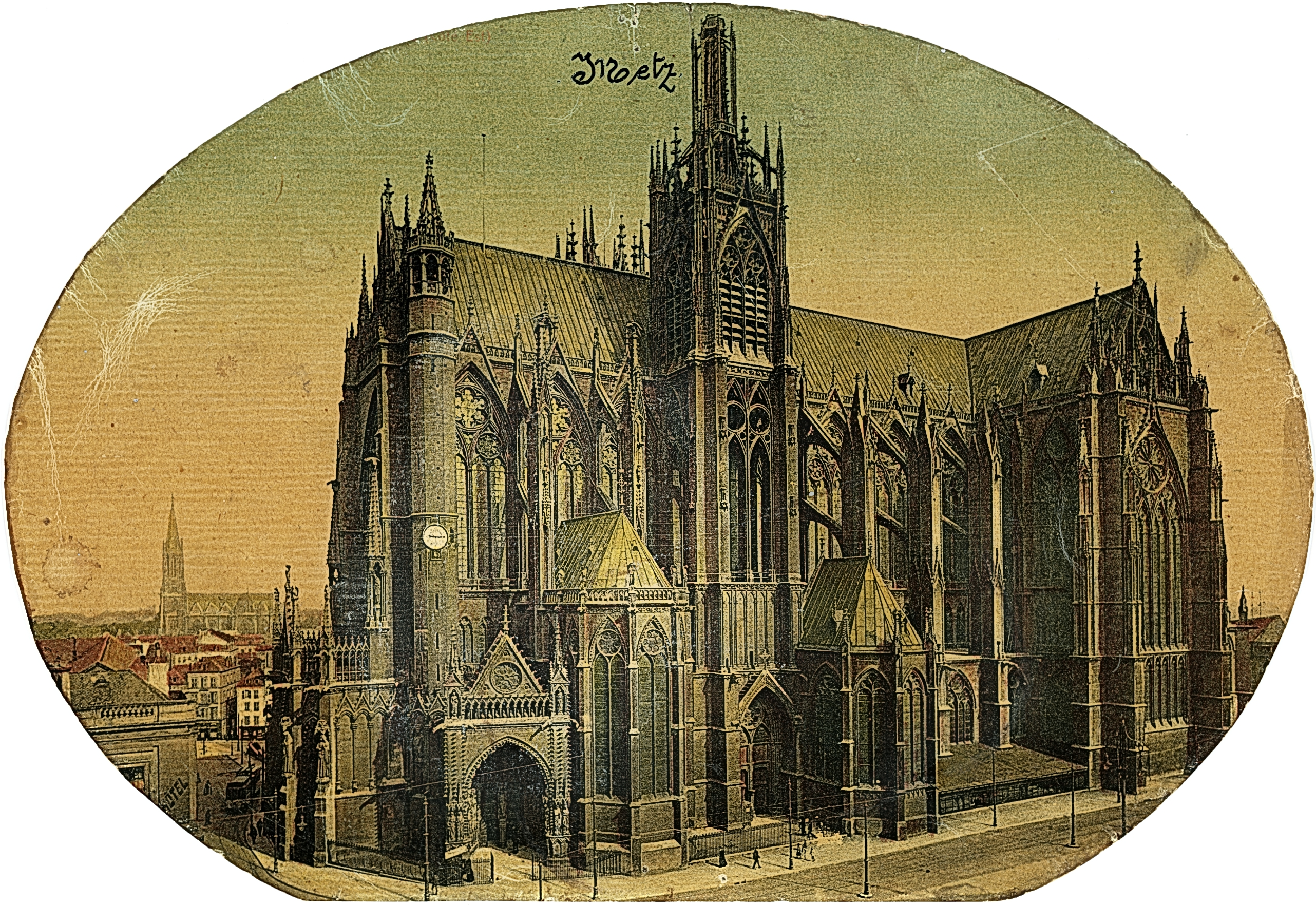
La cathédrale avec le portail néogothique inauguré en 1903 par l’empereur Guillaume II.

Les derniers ajouts de Blondel dont le style disconvient à l'idéal romantique de l'époque sont détruits en 1898 pour faire place à un portail de style néogothique inauguré en 1903 par l'empereur Guillaume II, sous la direction de l'architecte Paul Tornow. Les sculptures, sur le tympan du portique, représentent le Jugement dernier. Une des statues sculptées par Auguste Dujardin, représentant le prophète Daniel, a les traits (et à l'époque la moustache en croc) de l'empereur ce qui laissa le souverain dubitatif.
Le nouveau portail emprunte à l'école champenoise, notamment par l'usage de voussures appareillées. Les deux grandes statues sur la façade de l'ancien portail, sculptées en 1767 par Le Roy, se trouvent aujourd'hui à Saint-Avold : l'une au-dessus de la face avant de la basilique et l'autre au-dessus du portail d'entrée de l'église abbatiale Saint-Nabor.
En 1907, l'évêque Willibrord Benzler accueille dans la cathédrale rénovée les participants au Congrès Eucharistique.
De 1908 à 1919, l'intérieur de la cathédrale est restauré et meublé par Wilhelm Schmitz. La flèche de la tour de la Mutte, qui était devenue la propriété de l'État en 1907, est refaite entre 1909 et 1911.
En 1914, Metz est vaillamment défendue par le prince Rupprecht de Bavière et l'architecture de la ville ne souffrira aucun dommage de la guerre.
En 1918, Metz redevient Française. Si certaines statues des places de la ville sont renversées, l'architecture néo-gothique de la cathédrale ne subit aucun dommage. Après délibération, la statue du prophète Daniel est conservée en l'état.
En 1923, le chœur est avancé de 3 mètres vers le transept.
À la veille de la Seconde Guerre mondiale, le service des monuments historiques, soucieux de préserver les chefs-d'œuvre des bombardements, avait mis en 1938 les verrières anciennes de la cathédrale en caisses dans la crypte. À la déclaration de guerre, elles sont envoyées loin du front près de Poitiers. Récupérées par l'occupant, elles sont expédiées en Allemagne où elles auraient été découvertes à la fin de la guerre par les Américains dans une mine de sel d’Altaussee.

### La cathédrale de 1945 à nos jours

#### I - État des lieux: la cathédrale de Metz en 1945

##### État de la cathédrale en 1945
Le régime nazi s'est peu investi dans des travaux sur la cathédrale, se concentrant à Metz sur les fouilles de Saint-Pierre-aux-Nonnains. Des dégradations sont à signaler, comme la disparition des innombrables ex-voto patriotiques "merci" de l'entre-deux-guerres ou la suppression le 4 août 1940 de la moustache de la statue de Guillaume II représenté en prophète Daniel, au motif que la représentation d’un empereur allemand en juif, fût-il prophète, était jugée intolérable par l’auteur de ce geste.
Un orage de grêlons ravage en 1942 tous les vitraux, -essentiellement des grisailles encore en place-, des parties hautes de la cathédrale.
Au sortir de la Seconde Guerre mondiale, la cathédrale qui n'a certes pas à déplorer la ruine à laquelle ont été confrontés d'autres édifices Lorrains, est fragilisée, essentiellement en raison du peu de travaux menés durant l’entre-deux-guerres et la guerre, et du fait des combats de novembre 1944 pour la Libération de la ville (Une partie des remplages de la chapelle du Saint-Sacrement est détruite, ses vitraux XIXe irrémédiablement endommagés. Plusieurs obus ont atteint les maçonneries et perforé les couvertures, et les déflagrations causées par le dynamitage des ponts ont ébranlé la cathédrale.
Si les grandes campagnes de restauration réalisées sous l'Annexion et l'absence de bombardement par les Alliés durant la Première Guerre mondiale avaient permis à la cathédrale de Metz d'être en bon état au sortir des conflits, si bien que peu de travaux d'envergure ont été réalisés durant l'entre-deux-guerres, au sortir de la Seconde Guerre mondiale, la cathédrale n'a certes pas à déplorer la ruine à laquelle ont été confrontés d'autres édifices lorrains, comme l'abbaye des Prémontrés de Pont-à-Mousson ou la cathédrale de Saint-Dié-des-Vosges. L'absence de travaux d'entretien, les événements climatiques, et les derniers combats de la Libération ont pourtant grandement fragilisé l'édifice.
Face au défi de ce chantier gigantesque, l'État se dote de moyens importants en créant en 1945 le corps des architectes des bâtiments de France qui, dans un premier temps, supplée l'architecte en chef des monuments historiques et met progressivement en place sa politique de restauration.
Lorsque Paul Pillet, architecte en chef, prend en charge en 1944 les monuments historiques classés de Meurthe-et-Moselle et de la Moselle, il retrouve Henri Thiry, architecte départemental des monuments historiques de la Moselle en poste depuis 1923. Il reprend le monument tel que l'avait laissé son prédécesseur, Ernest Herpe, architecte en chef en Moselle de 1925 à 1940. De ces « années de silence et d’action », hormis les travaux de réparation d'urgence et le remontage des verrières anciennes mises en caisse par l'entreprise Gaudin en 1946-47, peu de documents nous sont parvenus de cette courte période.

#### II - Entre urgences et création: les travaux de 1946-73
Pendant plusieurs années, la cathédrale est maintenue dans un état précaire, ce qui fait écrire au chanoine Annéser en 1958 : "la tâche essentielle pour le moment (…) sera de lui enlever son caractère de chantier ouvert à tous les vents et de permettre la reprise normale de toutes les fonctions liturgiques". Il est relayé par l’évêque Paul-Joseph Schmitt en 1961 : "les stalles sont souvent dans un état tel qu'il faudra envisager à brève échéance la suppression des offices du chapitre au grand chœur".
Son état extérieur est encore plus préoccupant. Les restaurations menées durant l'Annexion présentent des fragilités importantes, dues en partie à l'utilisation de pierres de mauvaise qualité et l’état de la tour de la Mutte est alarmant. La tempête de décembre 1952 aggrave les désordres et emporte une partie de la couverture de la nef.
Les premiers crédits débloqués depuis le sortir de la guerre jusqu’en 1973 permettent d'assurer des opérations de réparation d'urgence au gré des nécessités : rétablir le couvert (toitures) puis le clos (façades, vitraux).

##### Organisation du service des monuments historiques
C’est dans ces conditions que sont nommés R. Renard, architecte en chef de la Sarre puis de la Moselle en 1948 et enfin de la cathédrale en 1950 et E. Voltz, architecte des bâtiments de France qui prend ses fonctions en 1945 en tant que chef de l’agence des bâtiments de France et également des bâtiments civils le 1er septembre 1969. À cette époque, l’agence est composée d’un architecte des bâtiments de France, d'un commis dessinateur, d'une dame sténodactylographe et d’un surveillant des travaux.
Leurs missions sont confortées lors de la création du Ministère d'État chargé des affaires culturelles en février 1959. Afin de mettre de l'ordre dans la maîtrise d'ouvrage des travaux, est créé en 1965 la Conservation régionale des bâtiments de France qui deviendra plus tard la Conservation régionale des monuments historiques.
Chaque projet de restauration est présenté à l'inspecteur des monuments historiques du Ministère qui émet un avis. Le projet de restauration est limité à une ou deux pages, et comprend essentiellement le descriptif des travaux, du moins pour ce qui en est conservé aux archives. Quant aux plans, ils sont bien souvent des plus sommaires, le stabilo sur des plans photocopiés remplaçant les planches aquarellées du siècle précédent.

##### Les travaux d’urgence: clos et couvert, 1948-1962
Les premiers travaux portent sur les couvertures et en particulier sur celles du grand comble (1952-58) mises à mal par la tempête. Réalisée par P. Tornow après l’incendie de 1877 en cuivre et en style néo-gothique, sa restauration se veut résolument moderne. Selon B. Foucart, "le souci de l'instant est plutôt de se débarrasser du trop-plein d’un décor dont on ne comprend plus les motivations, où l'on ne voit plus que du pastiche sans âme". La nouvelle couverture sera traitée dans une écriture nettement plus moderne, dépouillée des fioritures de la fin du XIXe. Elle sera réalisée par les établissements Marcais & cie en utilisant un nouveau procédé de cuivre électrolytique.
Il ne donnera cependant pas entière satisfaction et en 1969, l’architecte s’en plaint à l’entreprise « la couleur actuelle du cuivre posé est brun foncé, noirâtre. Ce n'est pas aussi beau que le vieux cuivre posé en 1880" et s’en justifie auprès du conservateur des bâtiments de France "qu’il ressort (...) que le verdissement du cuivre dépend de nombreux facteurs qui ne sont pas tous connus et fait dire aux spécialistes que la patine verte est capricieuse ; il semble que parfois au moment où l'on désespère de sa formation, elle se couvre rapidement et tout verdit en une année.(...)".
Le couronnement de cette couverture est confié en 1959 aux frères Martel, artistes cubistes ayant travaillé à la villa Noailles de Mallet-Stevens. En lieu et place de l'épi de faîtage néogothique, ils réalisent un "Ange sonnant la trompe" en cuivre doré.
Succède à ce chantier celui des couvertures de la grande sacristie (1959), puis l’étanchéité des terrasses de la sacristie du Trésor (1961) et la couverture de la terrasse de la tour du chapitre et du porche d'entrée (1959-62).
Les travaux de maçonnerie montrent le caractère ponctuel et tous azimuts des premières opérations. Ils portent essentiellement sur les arcs-boutants et les parties sommitales.
Les parties hautes de la tour de la Mutte, pourtant entièrement remontées au début du siècle, doivent être reprises (1951-61). Ce sera l’occasion pour faire travailler les frères Martel. Ils réalisent en 1960 des sculptures contemporaines en remplacement des chimères néogothiques. La même année, le verrier Gaudin intervient pour réaliser, dans la cellule du guetteur en haut de la tour six vitraux rendant hommage aux corps des métiers intervenant sur la cathédrale.

##### Des travaux d'aménagement repoussés
À l'exception d'opérations d’aménagement strictement nécessaires, comme la réalisation d'un nouveau sas d'entrée, sont abandonnés le projet d'un nouvel autel dans la chapelle du Saint-Sacrement (1959), le projet d'orgue adossé à la façade occidentale (1966). Ce dernier, réalisé en noyer du Périgord est financé par le clergé et est finalement installé dans le transept en 1970.

##### Interventions contemporaines en restauration et création
Si les vitraux les plus insignes avaient été préservés, par une dépose préventive, des centaines de mètres carrés de vitraux losangés du XIXe, nécessitent d’être repris. Sous l’impulsion de R. Renard, qui croit « impossible qu’une œuvre décorative ne se démode pas rapidement (…), si elle ne représente pas le meilleur de la pensée créatrice de son époque », l’État confie la conception des vitraux dans un premier temps à des maîtres verriers puis à des artistes de renoms.
R. Renard n’ayant pas réussi à faire venir G. Braque ou F. Léger, le dessin de nouvelles verrières pour la nef, est confié au verrier Gaudin (1954). Il leur est ainsi demandé de trouver, selon Jean Verrier « une formule décorative qui soit en harmonie avec les vitraux anciens et qui soit en même temps économique ». Cette formule est reprise pour les trois premières travées sud du triforium, pour lesquelles l’atelier Simon réalise des vitraux géométriques (1958), à l’instar peu ou prou des réalisations contemporaines dans plusieurs cathédrales telles Reims, Chartes, Paris. Ces vitraux "d'accompagnement" sont vivement critiqués par le Père Régamey protestant contre "la médiocrité agressive, l'imposture d'une fausse création". Au plan local, le maire de Metz G. Hocquard s’insurge contre les vitraux de Gaudin « sans sel ni poivre, ni aucun condiment ».
Face à la critique, Renard réussit à imposer à sa hiérarchie des artistes de renom. La chapelle du Saint-Sacrement mutilée par un obus fait l'objet d’une restauration complète. Les verrières XIXe de Maréchal sont déposées et les remplages restitués. En 1957, les cartons de Villon sont retranscrits en vitraux par le verrier Simon. L’opération s’achève en 1959 par la rénovation intérieure de la chapelle supprimant, au passage, le décor « pseudo-gothique » dans le but «d’harmoniser cette œuvre d’une couleur brillante avec les murs de la chapelle» selon l’inspecteur Pieur. Le projet d’autel contemporain dessiné par Renard est cependant abandonné faute de financement.
Le choix de réaliser des œuvres d’art contemporaines suscite à rebours des résistances. Le chapitre cathédral, « exprime l'appréhension que ces réalisations trop hardies et un mélange hétéroclite de styles risqueraient de "désaffecter" notre cathédrale, et de la transformer en une sorte de musée d'art comparé, un "corps sans âme". » Il « note avec satisfaction que le remplacement des vitraux de cette chapelle [Notre-Dame-la-Ronde] par du vitrail moderne, qui ne s'impose nullement, est abandonné par l'administration des monuments historiques ».
Pourtant en 1960 est confiée à René Bissière la création de verrières au niveau des baies des portails des tours du chapitre et de la Mutte. Ces vitraux, relativement discrets, sont la première œuvre non figurative installée dans une cathédrale en France.
Après avoir réalisé en 1957 ses premiers vitraux, Chagall accepte de travailler à la cathédrale de Metz, d’abord pour deux baies du déambulatoire (1958), puis celle du transept et enfin du triforium (1968). Il faudra cependant attendre la fin de la grande rétrospective de l’ensemble de l’œuvre de Chagall au Grand Palais où elles sont exposées pour qu’elles puissent être définitivement installées en 1970.
Le rôle d’architecte en chef restaurateur-créateur est progressivement remis en cause à la fin des années 1970-80, l’initiative de la création relevant à partir de 1981 du domaine de compétences de la Direction des arts plastiques du ministère de la culture.

#### III- Un phasage systématique des travaux à partir de 1974
Une fois les urgences passées, un parti-pris de restauration quasi-systématique est alors mis en place et les Messins verront durant près de quarante ans un échafaudage tourner autour de la cathédrale. Après le départ de R. Robert, ces chantiers verront se succéder les architectes en chef P. Colas (1980-91), M. Goutal (1992-00), et C. Bottineau (2001-18) et les architectes des bâtiments de France, Henri Thiry (1919-1948), Eugène Voltz (1948-1980), Nadia Devinoy (1981-1995), Chantal Lavillaureix (1996-2004), Sophie Chabot (2004-2006), Emmanuel Étienne (2006-2010), Isabelle Michard (2010-2016) et Guillaume Lefèvre (2017-).

##### Restauration de la façade sud et du chevet: 1975-1985
Le début des années 1970 voit un ralentissement des crédits dû au choc pétrolier. L’intervention du Chapitre auprès de P. Messmer, ancien député de la Moselle et Premier Ministre permet de débloquer des fonds supplémentaires.
À partir de 1975 des campagnes plus systématiques par tranche, sont lancées. Elles permettent de restaurer la majeure partie de la façade sud et ses vitraux : transept (1975), baies de la nef jusqu’à la tour de la Mutte (1977-78), et enfin le chevet (1979-85).

##### Restauration de la façade nord 1985-1993
La loi de programme du patrimoine monumental 1988-92 permet la restauration de l’ensemble de la façade nord en sept ans : le transept (1986), les deux dernières travées de la nef (1987-88), les deux suivantes (1989). L'année 1990 voit la restauration des bas-côtés des quatre travées récemment traitées. La tour du Chapitre est restaurée en 1991 et le chaînage en fer de la chambre des cloches repris en 1996. Le chantier de la façade nord se termine par la restauration des trois premières travées de la cathédrale et le portail Notre-Dame (1992-93).

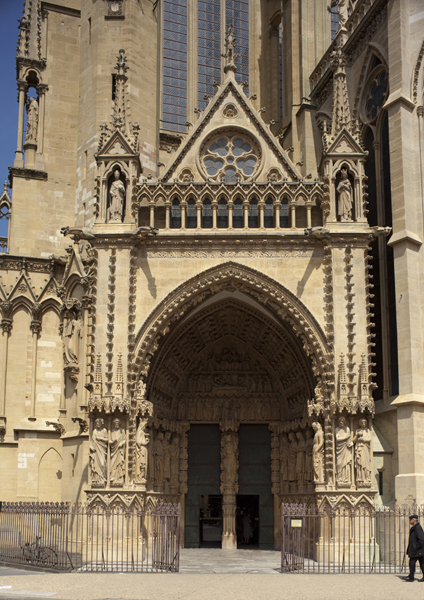
Le portail de la Vierge, obstrué au XVIIIe siècle puis restauré à partir de 1880 par l'architecte Paul Tornow et le sculpteur Auguste Dujardin.

##### Restauration de la façade occidentale et de la fin de la façade sud
La loi de programmation de 1994-98 voit la restauration de la façade occidentale sur trois ans. Contrairement aux restaurations antérieures, cette opération nécessite une étude préalable statique importante afin de comprendre les poussées résultant sur la rose et dont le dévers était causé par le défaut de contrebutement de la voûte et l’alourdissement lors des restaurations du XIXe s.. Les travaux mettent en œuvre plusieurs tirants traversant la façade afin de reprendre les efforts. Un premier nettoyage du revers de la rose est réalisé : il doit être le prélude d’une restauration intérieure qui ne s’est pas poursuivie.
En outre, durant la tempête de 1999, la chute d'un pinacle sur la sacristie nécessite de restaurer sa couverture.
À partir des années 2000, les travaux se poursuivent sur la façade sud, et portent sur le portail de la Vierge (2002), les trois premières travées sud et la chapelle Notre-Dame (2003) et les grilles de clôture (2011). Enfin, la tour de la Mutte est restaurée de 2009 à 2015. La cloche de la Mutte, muette depuis 1919 sonne de nouveau en 2015.

#### IV - Les nouveaux enjeux de la fin duXXeet du début duXXIesiècle
Les années 2000 voient un certain ralentissement dans les travaux au profit de projets d’aménagements intérieurs et de mise en valeur. Ils correspondent à de nouveaux usages de la cathédrale, et à l'adaptation de l'édifice aux normes contemporaines.

##### De nouveaux usages spirituels
Le temps postconciliaire entraîne une transformation de l'espace liturgique et repense les lieux de la parole et de la consécration : réaménagement du chœur, conquête du transept et recherche de simplicité. Il se transcrit dans la cathédrale par l’abandon de l’autel XIXe pour un aménagement temporaire (1970 puis 1987). Le concours lancé en 2000 pour le mobilier liturgique est remporté par le designer Mattia Bonetti. Il affirme dignement la nouvelle liturgie en proposant un dialogue entre création contemporaine et mobilier existant, dont la cathèdre sans doute des IVe – Ve siècles devient une des pièces clés. Ce projet est cofinancé par l'État pour les parties maçonnées, l'Œuvre et le clergé pour le mobilier liturgique.

##### De nouveaux usages culturels
La fin des années 1970 voit naître plusieurs initiatives visant à proposer une offre culturelle élargie aux visiteurs de la cathédrale. L’aménagement de la crypte est repris ainsi que la présentation du Trésor par l’Œuvre (1978).
Afin de permettre aux Messins de découvrir le panorama de la ville depuis la cathédrale, l’architecte des bâtiments de France N. Devinoy et l’Œuvre réalisent des travaux permettant l’ouverture au public de la tour de la Mutte en 1984.
Dans la continuité des travaux d’illumination de Notre-Dame de Paris, un projet d’éclairage de mise en valeur extérieur est réalisé en 1995, cofinancé par la ville et l'État. Le projet de mise en lumière scénique intérieure est cependant revu à la baisse et seul un éclairage par des lustres est réalisé en 1997 par Michel Goutal, co-financés par l’Œuvre et le Chapitre.

##### Des aménagements repoussés
L’Œuvre avait acquis au lendemain de la première guerre 26 tonnes de bronze sous forme de canon et souhaitait les utiliser pour restituer les portes en bronze du portail principal dessinées au moment de la création en 1904. Elle lance un concours en 1984 pour lequel dix artistes sont contactés. Dissuadée par les monuments historiques de restituer le décor XIXe, la direction artistique lance un concours remporté par F. Bauchet en 1992. À la suite du refus de la commission supérieure des monuments historiques de restituer des décors XIXe, l’opération est abandonnée.
La cathédrale possède trois orgues dont seul l'orgue renaissant situé à la croisée du transept appartient à l'État. Projet ardemment défendu par le chanoine Joseph Raber, alors secrétaire particulier de Paul-Joseph Schmitt et financé en grande partie par l’œuvre (qui lancera des enregistrements avec Norbert Petry et des saisons de concerts en été), il est restauré en totalité en 1981 par la Maison Garnier. La réalisation d'un orgue dans la nef, comme il existait au début du XIXe, suspendu au triforium de la tour du chapitre est lancé en 1997 par l’évêque, Pierre Raffin, en remplacement des orgues du transept difficiles à intégrer dans l'architecture de la cathédrale. Faute de financements, le projet est abandonné en 2003.

## Architecture

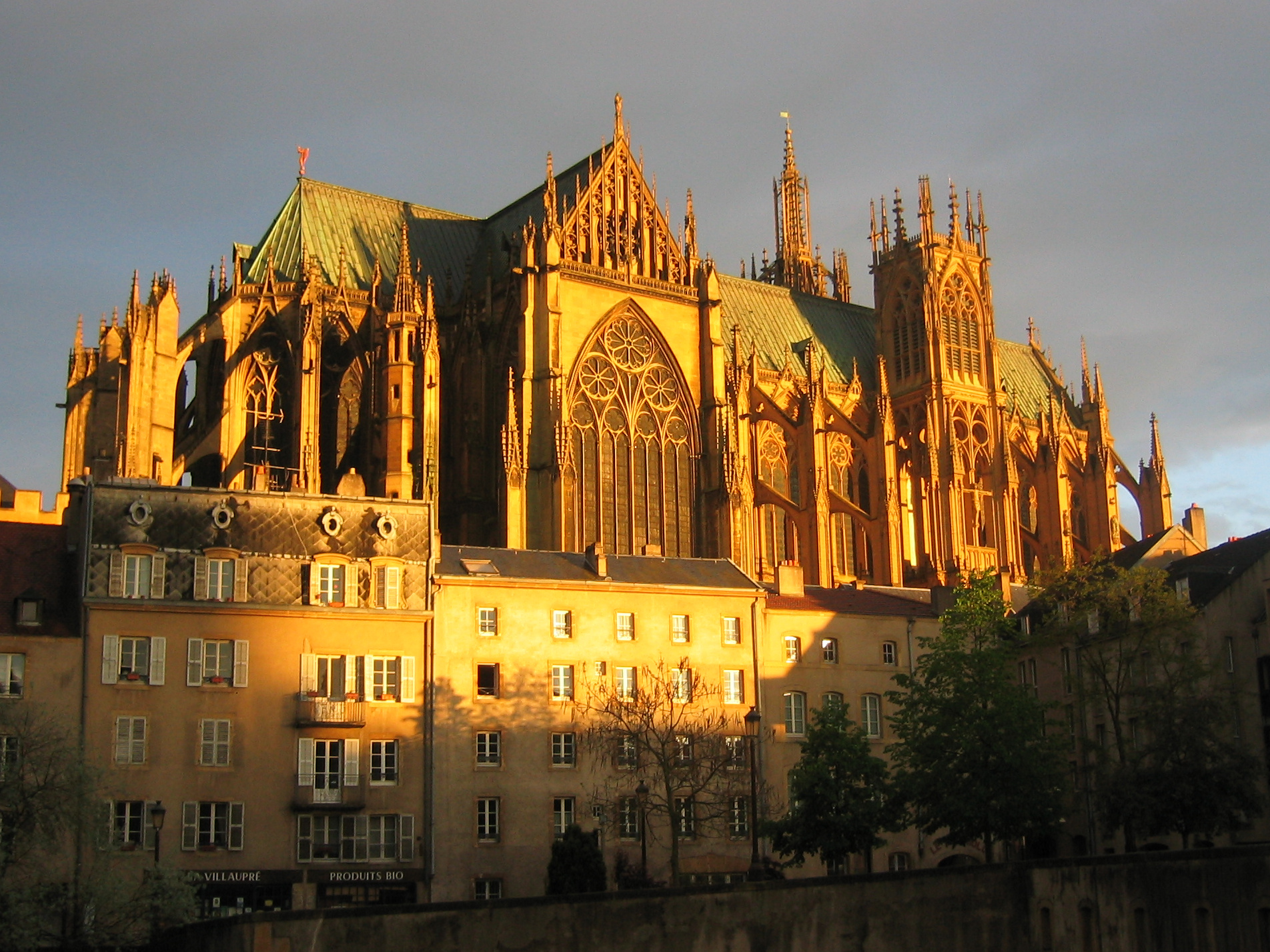
La pierre de Jaumont embrase la cathédrale à la lumière du couchant.

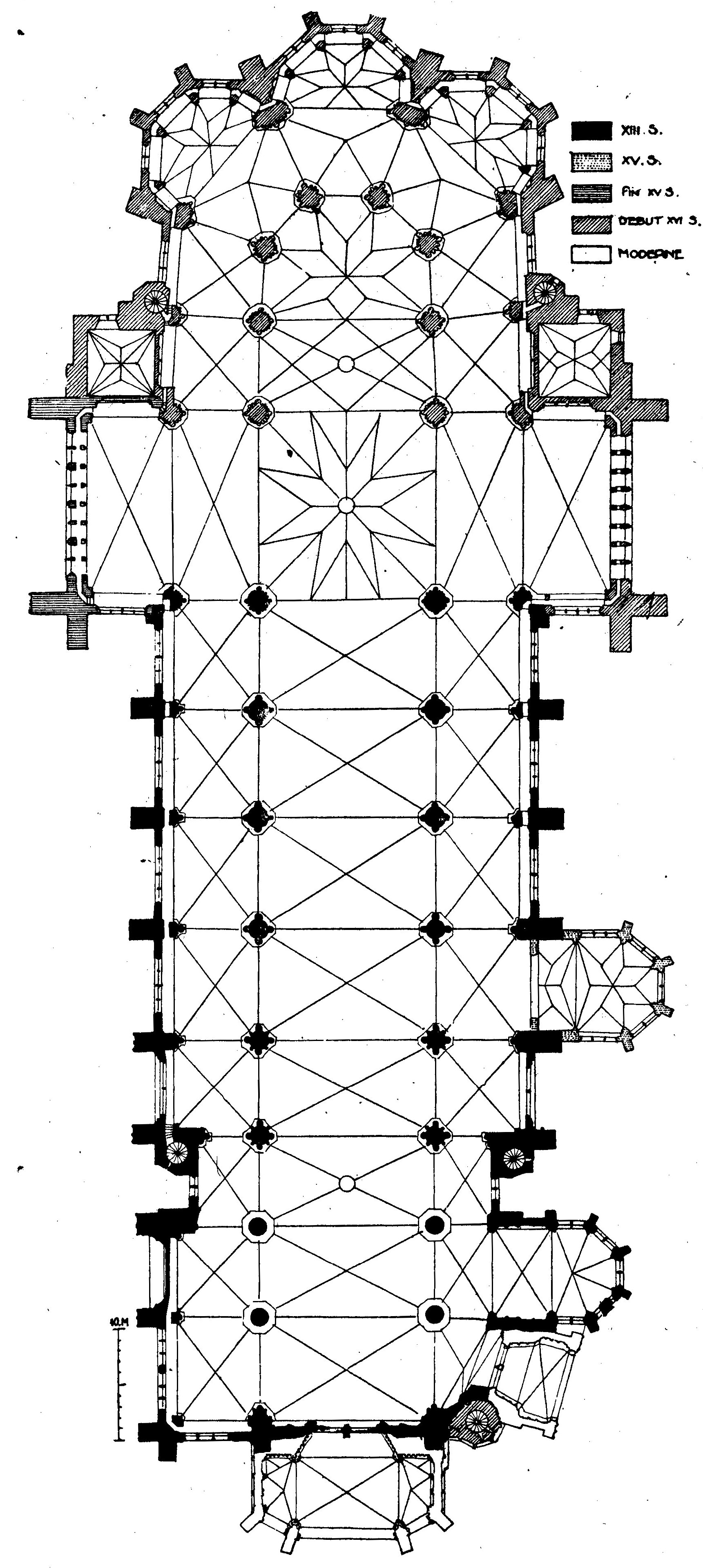
Plan de la cathédrale en 1905
Congrès archéologique de France (1920).

La cathédrale est bâtie en pierre de Jaumont. Les voûtes ont été élevées par l’architecte Pierre Perrat (1340-1400).
L'édifice présente un ensemble cohérent mais qui témoigne de trois siècles d'édification, pendant lesquels le style gothique a connu de nombreuses évolutions. La nef est des XIIIe et XIVe siècles, ère du gothique rayonnant reconnaissable par ses vastes verrières, comme la verrière occidentale de la cathédrale, tandis que le transept et le chœur n'ont été élevés qu'un siècle plus tard, dans une période de prédilection du style flamboyant, qui a été propice à l'édification des « murs vitrés » du transept (inspirés par ceux de la cathédrale de Toul).

### Quelques chiffres

#### Dimensions générales
- Surface de l'édifice : 3 500 m2
- Longueur maximale extérieure : 136 m
- Longueur maximale intérieure : 123,2 m
- Largeur de la façade ouest : 33,0 m
- Hauteur des voûtes : 41,41 m

#### Dimensions de la nef
- Hauteur de la nef centrale : 41,41 m
- Largeur de la nef centrale : 15,60 m
- Hauteur des nefs collatérales : 14,3 m (très basses par rapport à la forte élévation de la nef)

#### Dimensions du transept
Hauteur des voûtes : 43,10 m
- Longueur de la nef transversale (transept) : 46,80 m
- Largeur de la nef transversale (transept) : 16,34 m

#### Les tours
- Hauteur de la tour du Chapitre : 69,00 m
- Hauteur de la tour de la Mutte : 88,00 m (93,00 m avec la flèche)

#### Les vitraux
- Surface des vitraux : 6 496 m2
- Diamètre de la rosace ouest : 11,25 m

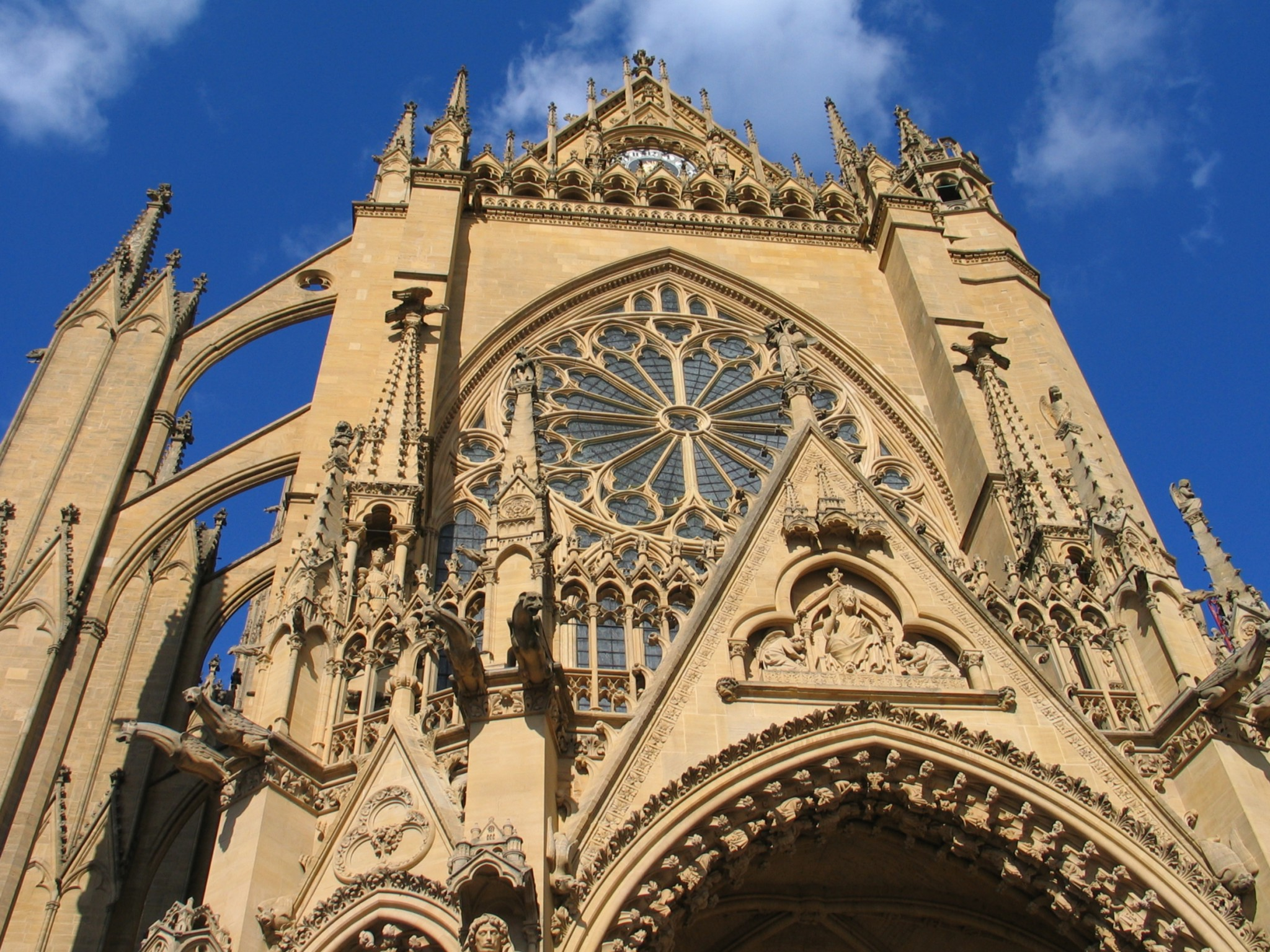
La façade occidentale, au-dessus du portail principal.
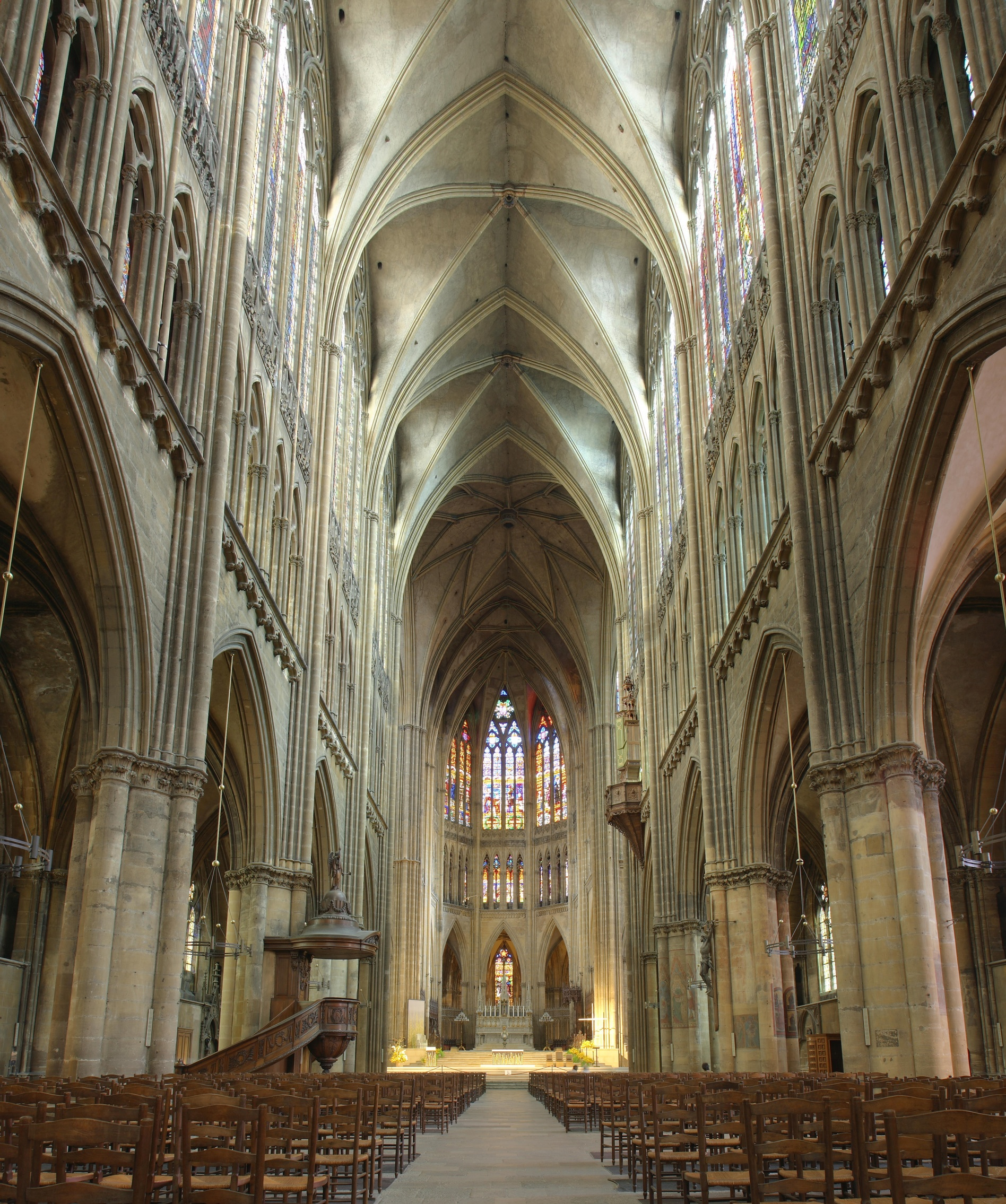
La nef de la cathédrale Saint-Étienne de Metz.
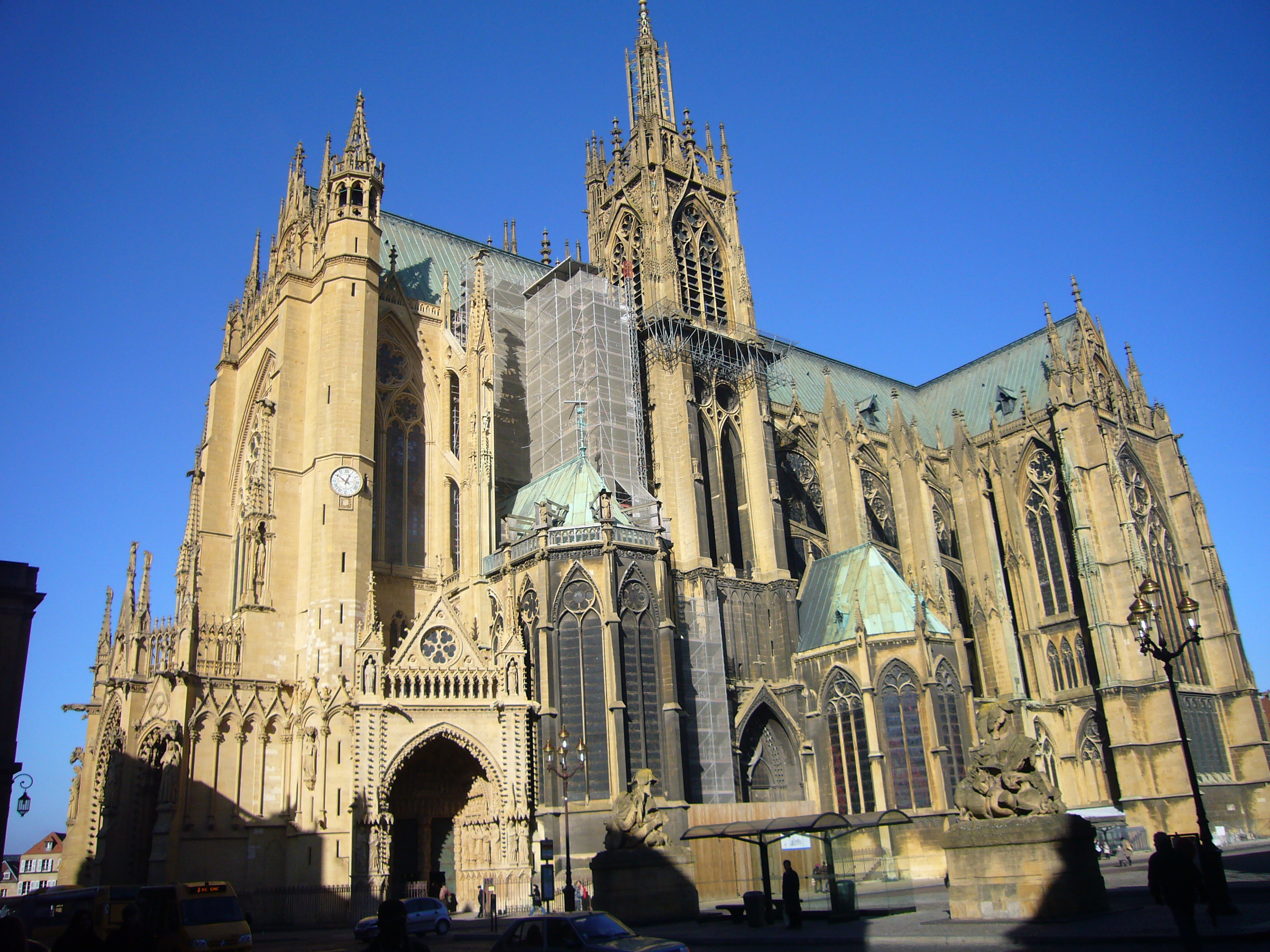
Sur la place d'Armes, avec de gauche à droite : la chapelle Notre-Dame-du-Carmel, la tour de la Mutte, et la chapelle du Saint-Sacrement
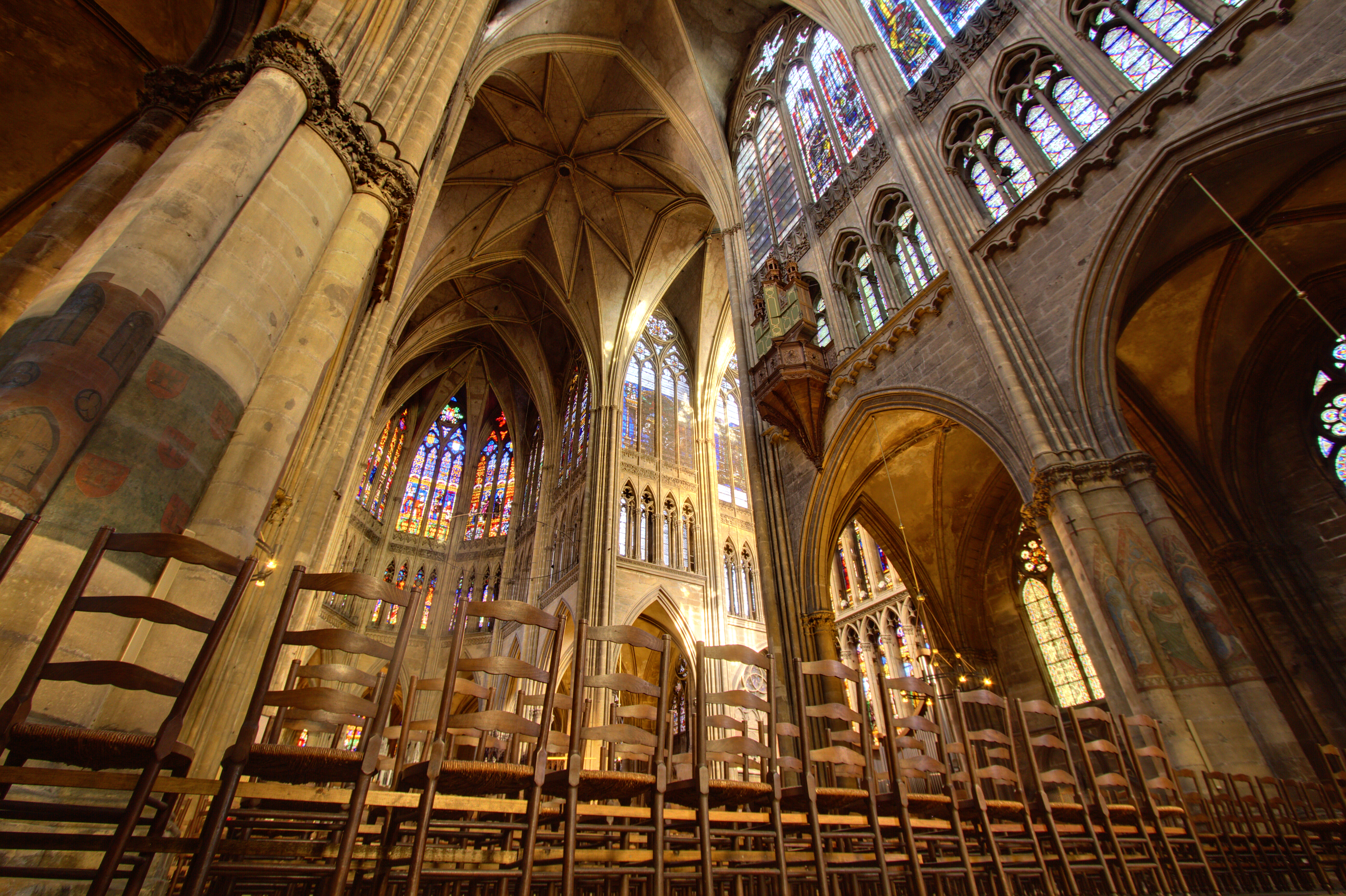
Le chœur et ses vitraux.

### Façade occidentale et position des tours
La cathédrale de Metz a la particularité de ne pas posséder de « façade harmonique » à la manière des autres grandes cathédrales gothiques de France (comme à Reims, Paris ou encore Toul), c'est d'ailleurs grâce à cette façade singulière qu'a été possible la réalisation de la grande verrière. Ainsi la cathédrale n'a qu'un seul portail sur sa façade principale.
En effet, les tours de la Mutte et du Chapître ont été placées seulement à la troisième travée car il s'agissait en réalité de la limite occidentale de la cathédrale, la collégiale Notre-Dame-la-Ronde occupait alors les trois premières travées (la séparation était assurée par un mur à l'intérieur de l'édifice et une importante différence de dénivelé) ; l'entrée à cette dernière se faisait essentiellement par un portail donnant sur la place Saint-Étienne. Lors de l'abattement du mur séparateur des « deux églises » en 1380 et la mise à niveau du sol de la cathédrale, le portail de la Vierge est percé vers le sud mais de façon oblique par rapport au bâtiment. La façade occidentale ne disposera d'un portique qu'à partir de 1764 (ensemble classique de Blondel). Lors de l'édification du porche néogothique actuel au début du XXe siècle, un projet de portail triple fut proposé mais rejeté car il n'adhérait pas assez à la façade inhabituelle de la cathédrale.

### Deux églises en une
Les trois premières travées de la nef de la cathédrale sont celles de Notre-Dame-la-Ronde dont l’axe est perpendiculaire à celui de Saint-Étienne et le visiteur attentif notera, selon les canons architecturaux gothiques, le portail principal de cette église au nord de la seconde travée, son abside et son maître-autel au sud de la seconde travée alors que la première et troisième travées servent de bas-côtés à cette curieuse « église dans l’église ».
L’autre église (ancienne basilique ottonienne et antérieure à Notre-Dame-la-Ronde), comprenait le reste de la surface de la cathédrale ; son chœur et son transept avaient été conservés jusqu’en 1440, sa nef avait été détruite au début de la construction de la cathédrale au XIIIe siècle. On peut encore admirer la crypte de l’édifice ottonien, sous le chœur de la cathédrale.

### Le portail de la Vierge ou Notre-Dame
Ce portail donnait accès, côté sud, à la collégiale Notre-Dame-la-Ronde après sa reconstruction vers 1260. Après 1380, il donnait accès à la première travée du bas-côté sud de la cathédrale. Il avait été caché et abîmé au moment de la construction des arcades construites à partir de 1754 sur la place d'Armes suivant les plans de Jacques-François Blondel. Dès 1854, l'évêque de Metz, Paul Dupont des Loges, rachète les maisons construites derrière les arcades et va commencer à démolir les arcades et les maisons faisant réapparaître le portail de la Vierge. Le portail est restauré à partir de 1880 par l'architecte Paul Tornow et le sculpteur Auguste Dujardin.
La partie la mieux conservée de l'ancien portail de la Vierge est le tympan. Il est divisé en trois niveaux. Le niveau supérieur représente le Couronnement de la Vierge, au-dessous, la Dormition de la Vierge avec le Christ et, de part et d'autre, deux apôtres et six anges. Les dix autres apôtres sont sculptés au niveau inférieur.
Les autres sculptures du portail ont été refaites par l'équipe de sculpteurs dirigée par Auguste Dujardin. Le portail a été inauguré par Paul Dupont des Loges, le jour de Pâques, le 5 avril 1885.

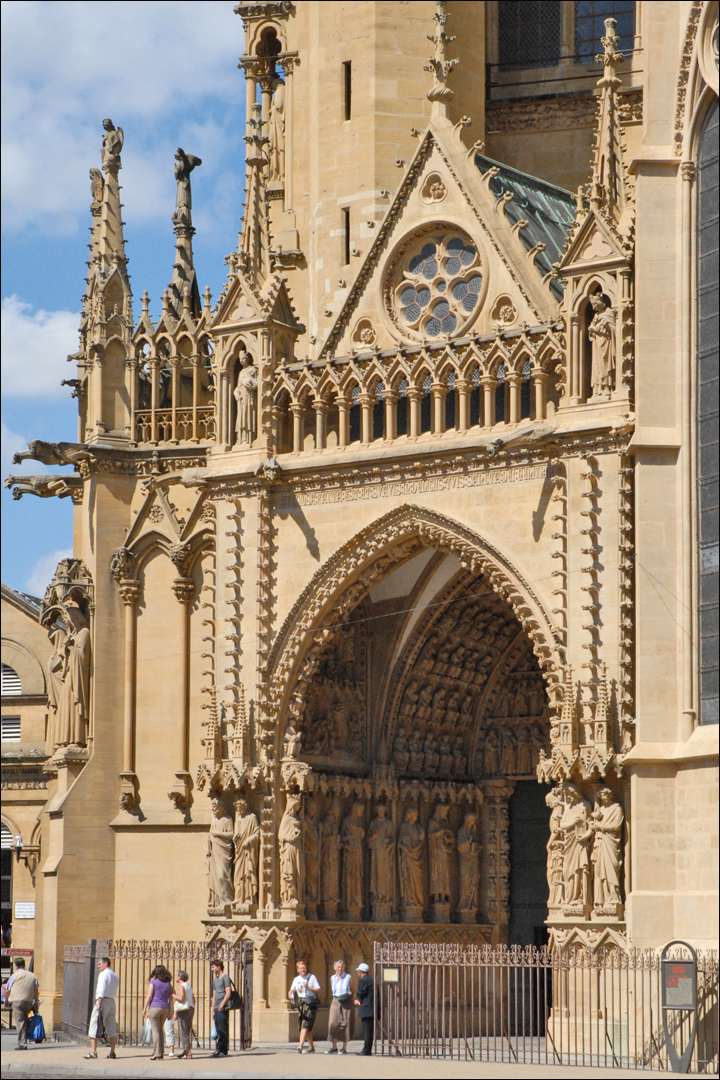
Portail de la Vierge ou Notre-Dame.
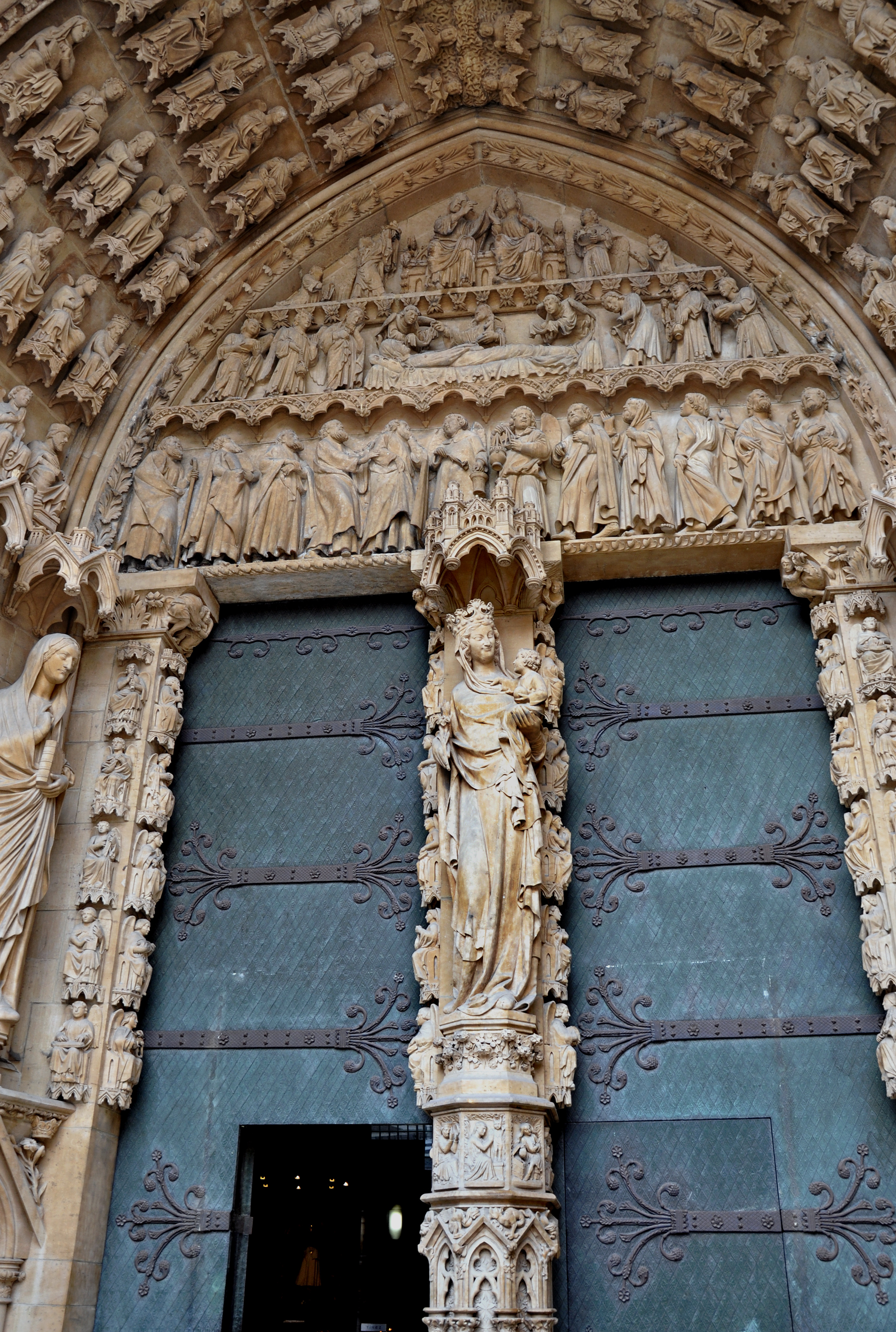
Vierge à l'Enfant, tympan de la Dormition et du Couronnement de la Vierge.
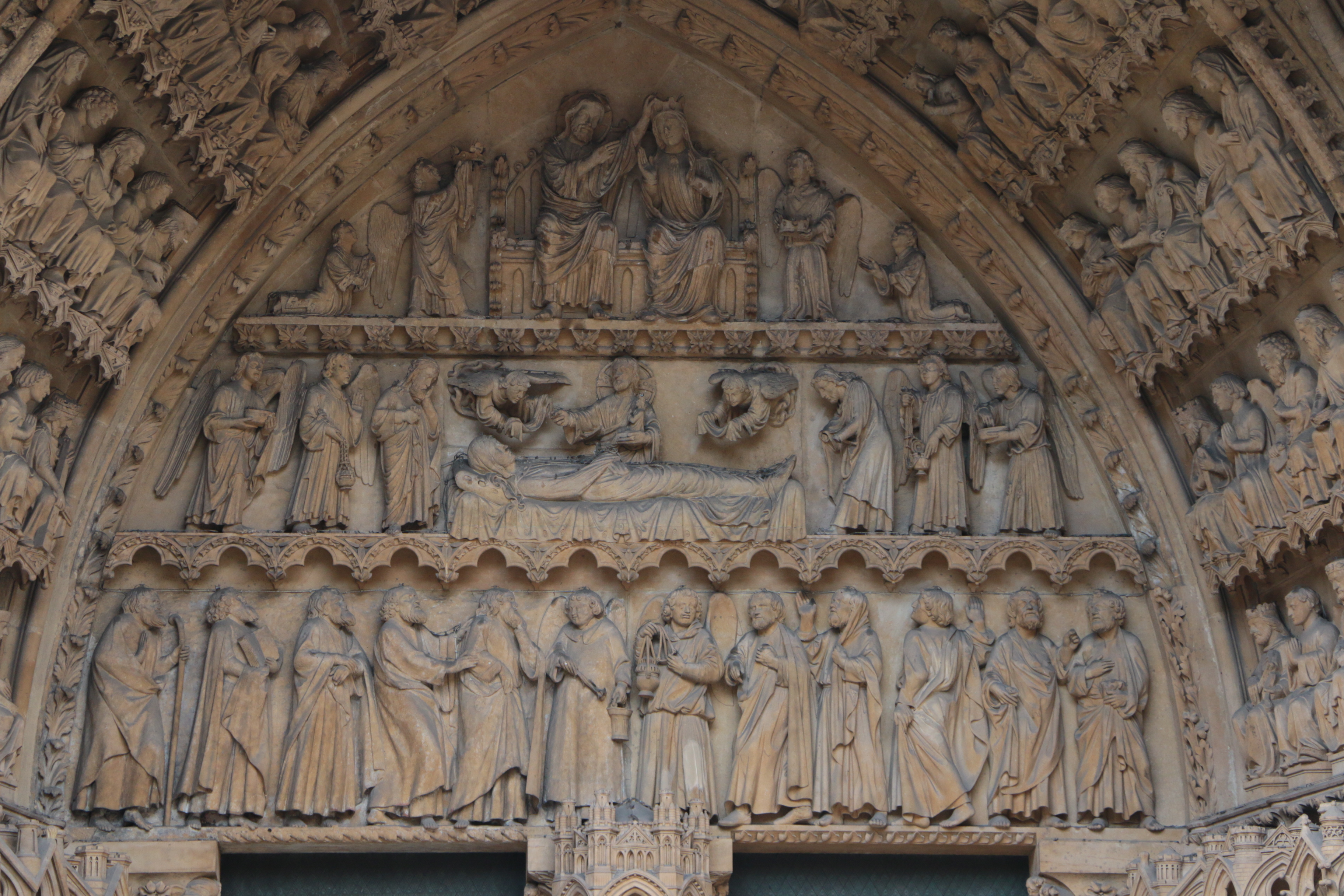
Tympan du portail de la ViergeAu centre est représentée la Dormition, au sommet, le couronnement de la Vierge Marie.
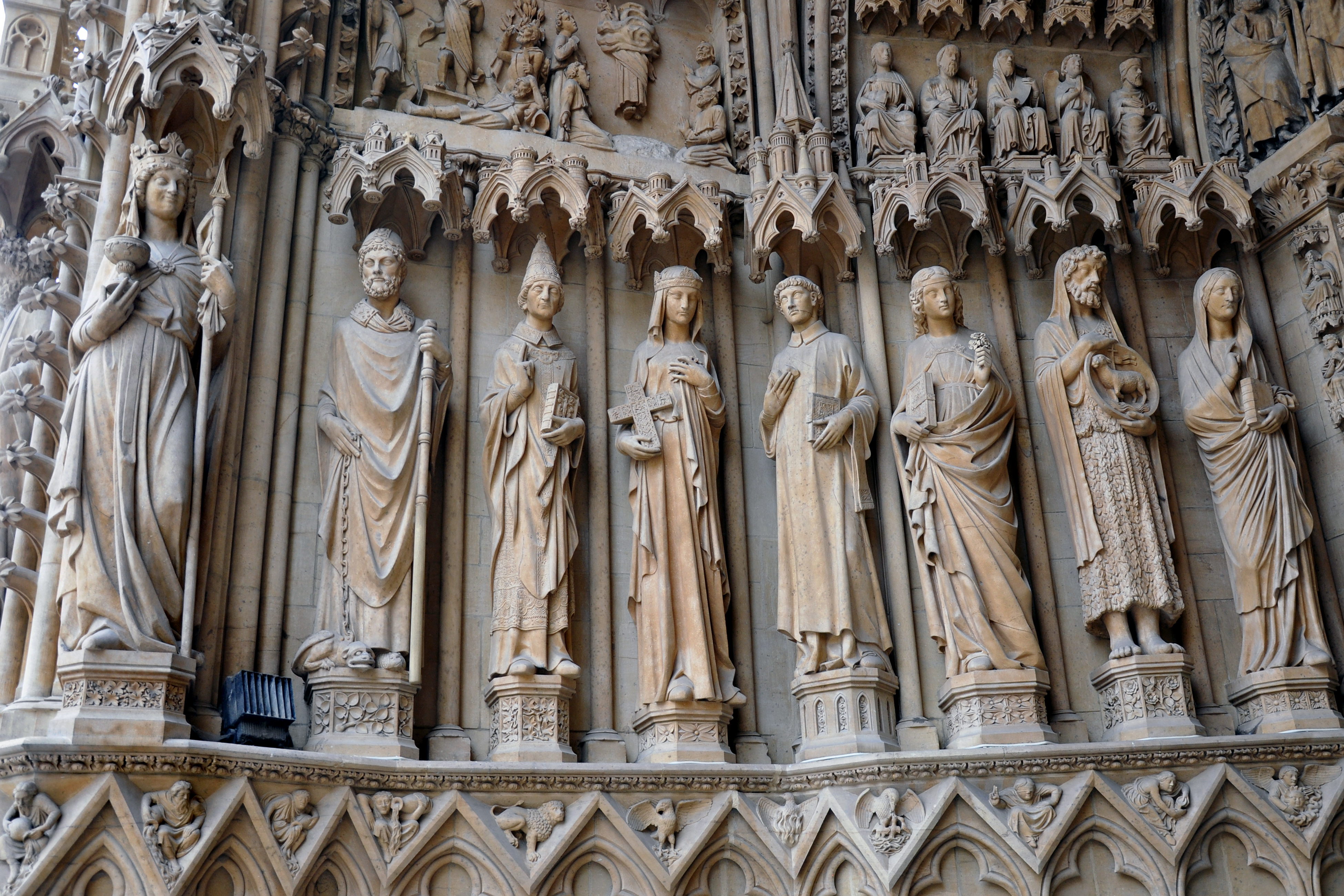
Côté gauche du portail.
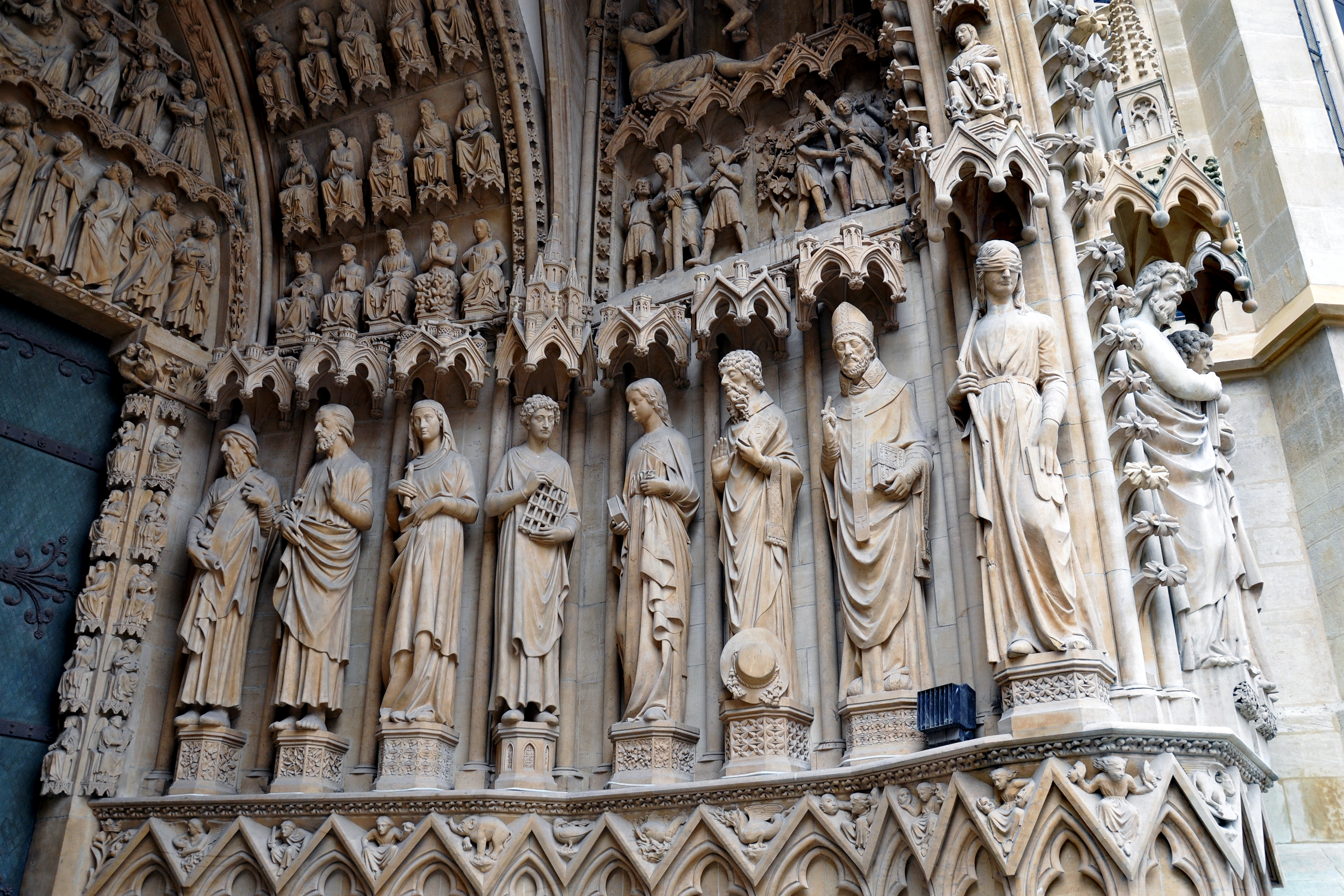
Côté droit du portail.
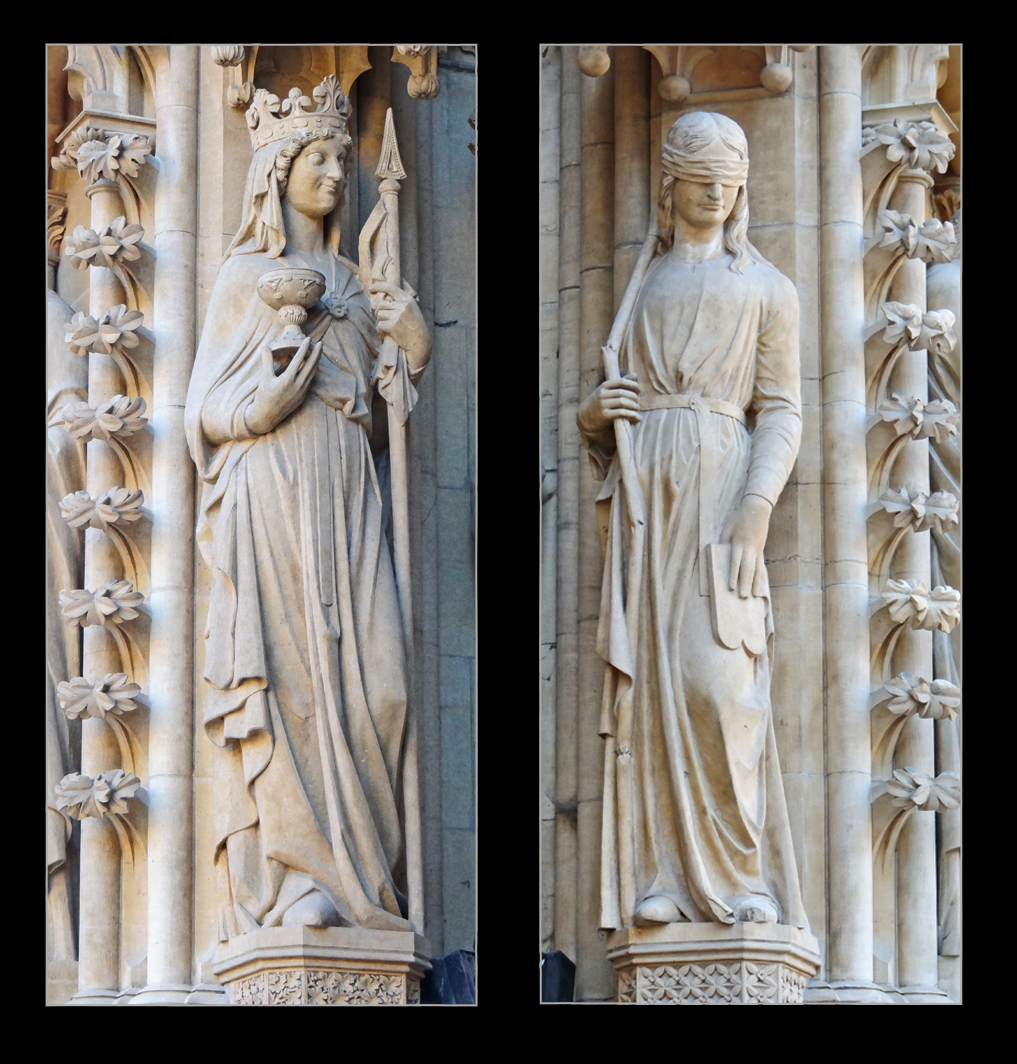
Ecclesia et Synagoga : la Synagogue est inspirée de celle de la cathédrale de Strasbourg.

### Portail Notre-Dame
Le portail Notre-Dame s'ouvre sur la deuxième travée de la nef, côté nord, face à l'abside de la chapelle Notre-Dame-la-Ronde. L'essentiel de son décor doit dater du dernier quart du XIIIe siècle. Le tympan est ajouré avec une rose suivant le type rémois et le linteau n'est pas sculpté.
Le soubassement des piédroits et des contreforts situés de part et d'autre sont sculptés en partie basse avec des draperies, et, au-dessus, une suite de compartiments en losanges à gauche, avec des figures fantastiques, en rectangles à droite, contenant des scènes historiées tirées de l'histoire de David, de l'impératrice Hélène, de sainte Marguerite et de saint Étienne. La plupart de ces panneaux sont d'origine.

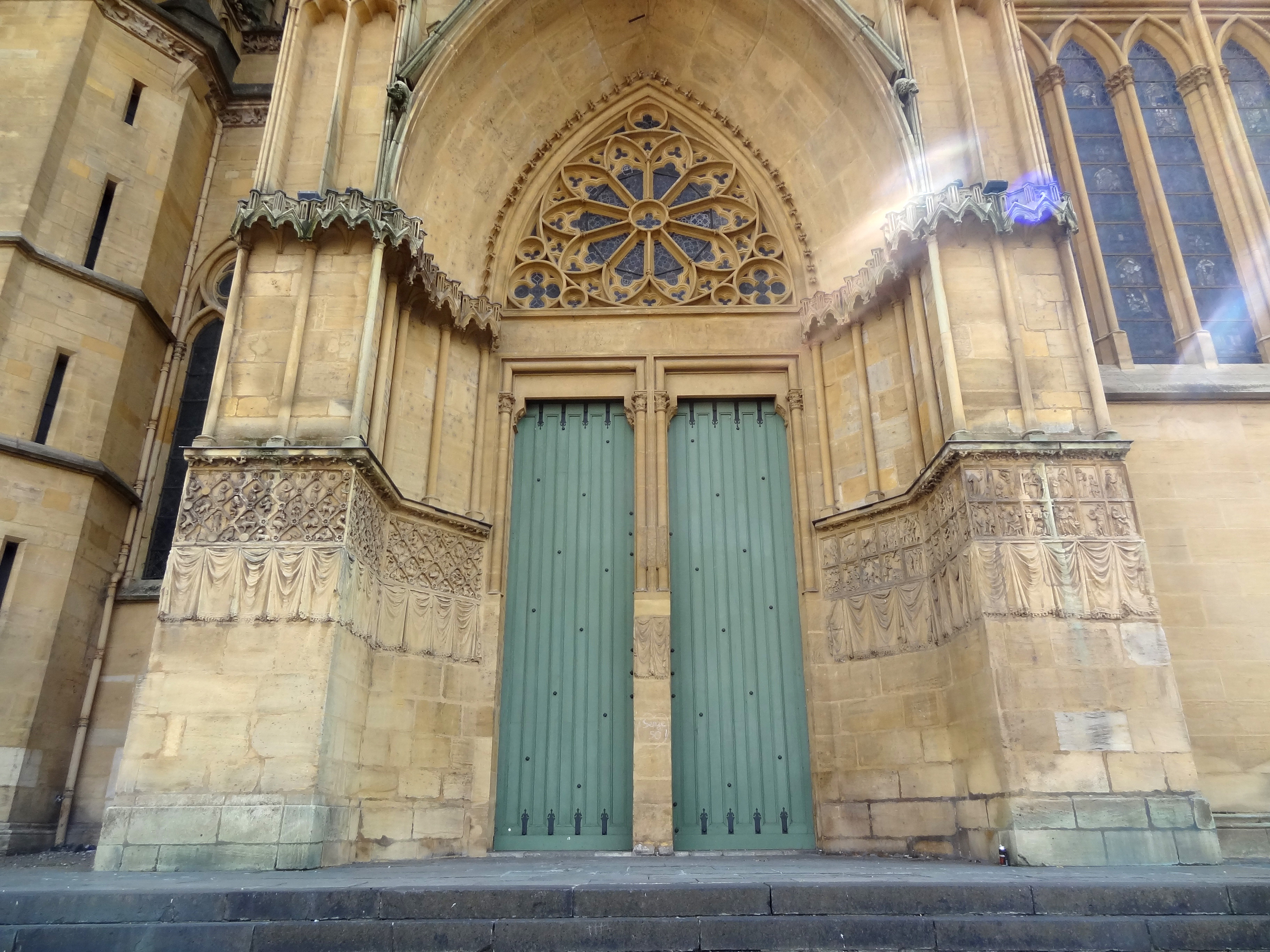
Portail Saint-Étienne
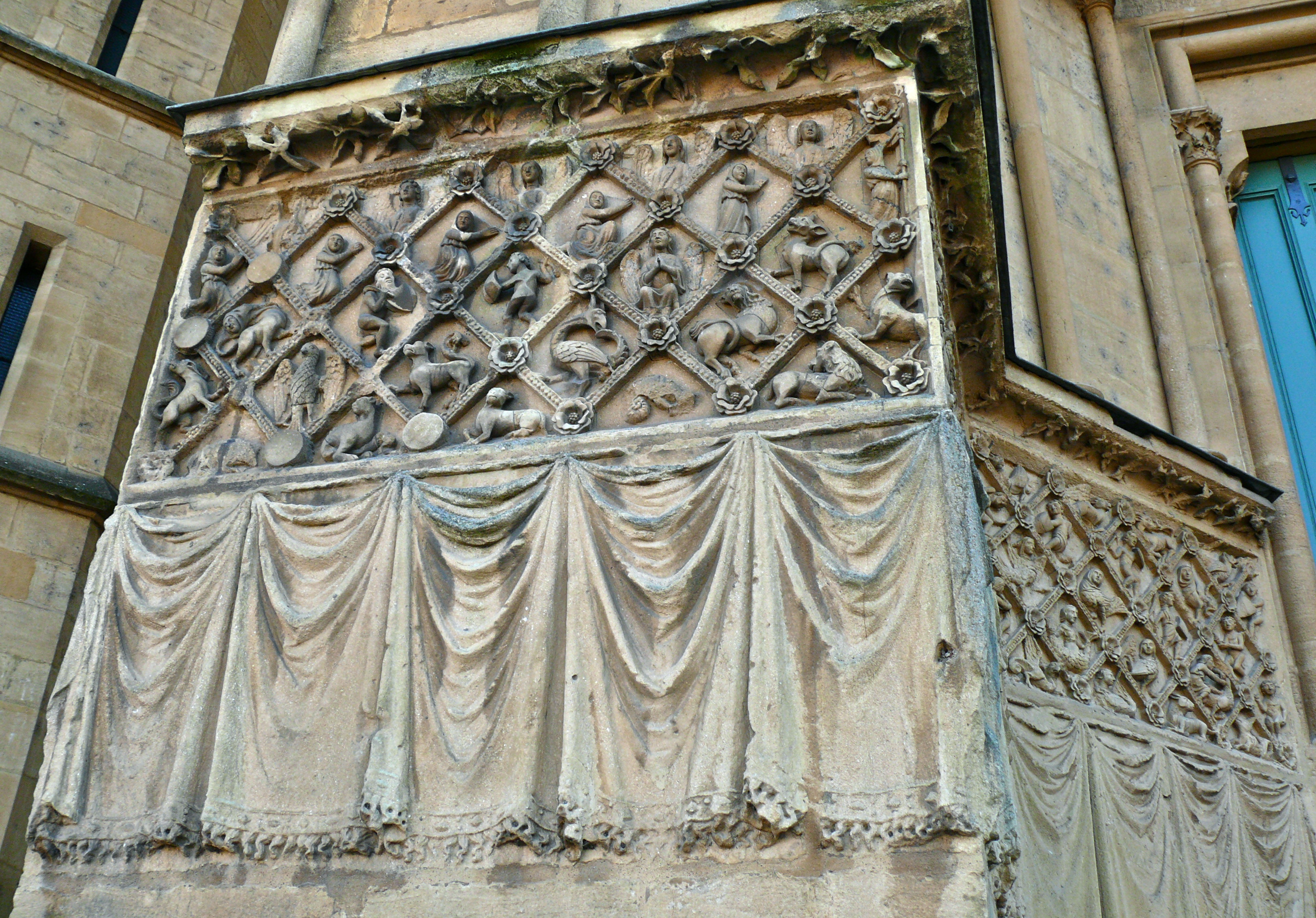
Piédroit et contrefort côté gauche avec draperies et bestiaire fantastique dans des losanges
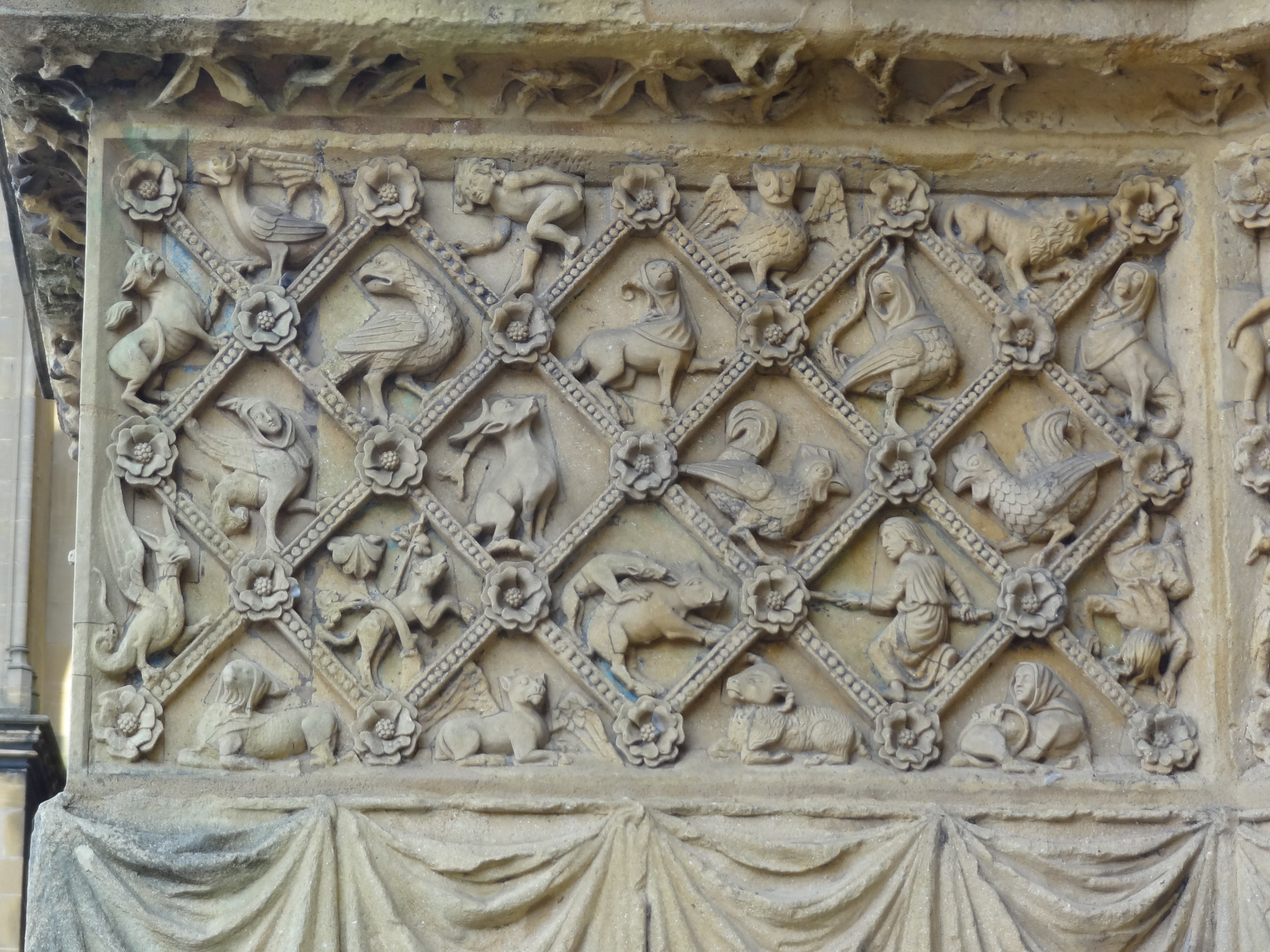
Piédroit côté gauche : bestiaire fantastique
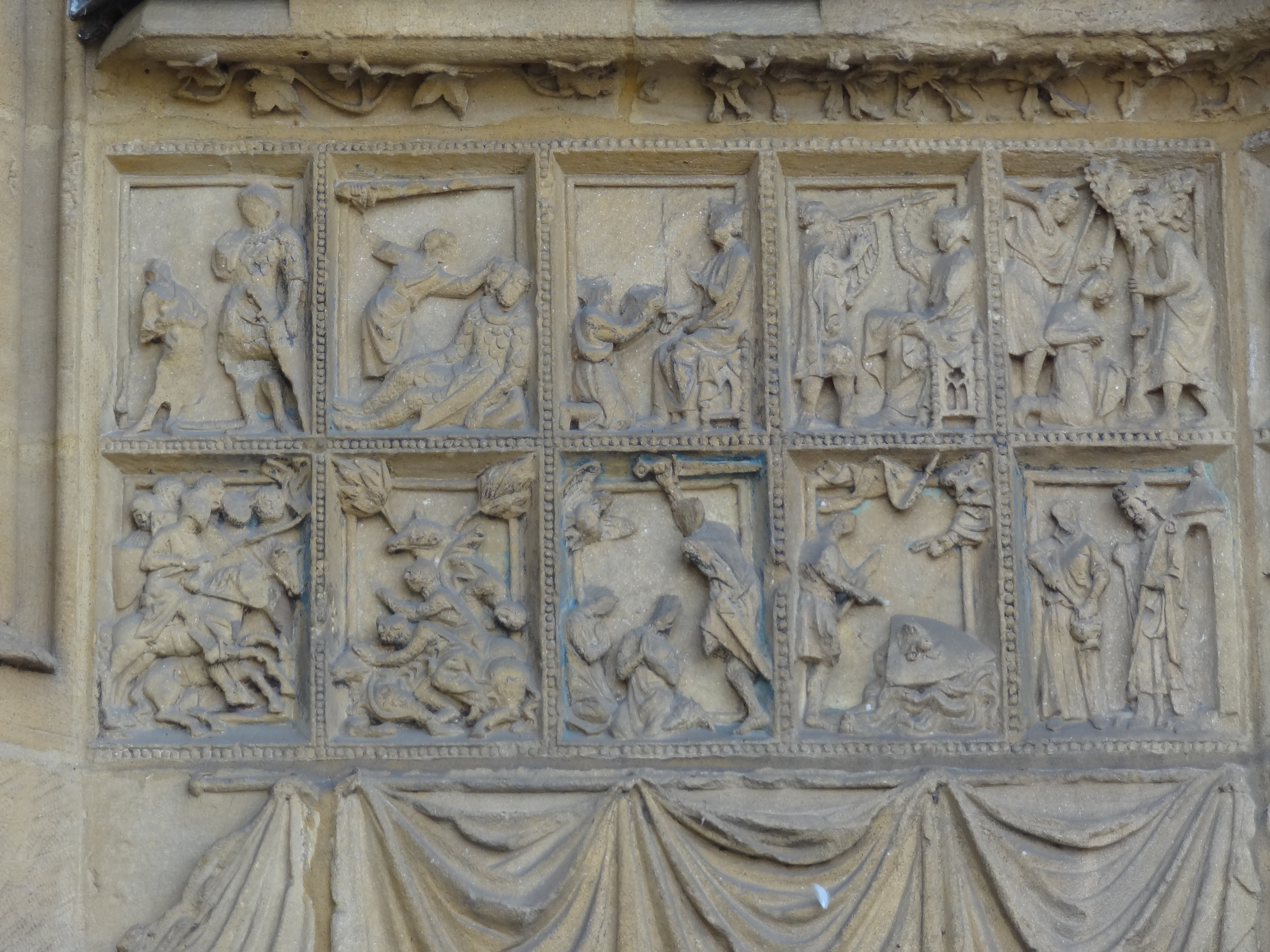
Piédroit côté droit : histoire de David

### Portail occidental
Émile Bégin, dans son Histoire & description pittoresque de la cathédrale de Metz parue en 1840, traite la construction de Blondel d'« ignoble placage ».
En 1847, Charles Paul du Coëtlosquet, député de la Moselle, critique les bâtiments construits selon les plans de Blondel contre la cathédrale. Il souhaite que le portail de Blondel soit remplacé par une construction plus en rapport avec l'architecture de la cathédrale : « Espérons qu'un jour viendra où nous verrons l'absurde portail de Blondel disparaître et faire place à une œuvre conçue dans le style du Moyen Âge ».
En 1859, l'évêque commande à Jean François Racine, architecte diocésain de la Moselle, une étude pour une nouvelle façade occidentale. Il prévoit trois portails permettant d'accéder aux trois nefs.
Après l'annexion de la Moselle par l'empire allemand, l'architecte Franz Jakob Schmitt a présenté un premier projet de restauration du portail en 1873 qui s'inspirait du portail de l'église Saint-Nicaise de Reims. En 1874, il a présenté un second portail prenant en considération le style gothique bourguignon du portail de la collégiale Notre-Dame-la-Ronde. Paul Tornow a succédé à Franz Jakob Schmitt comme en architecte du chantier de la cathédrale en 1874. Ce dernier a présenté un premier projet en 1875 qui se distingue des projets précédents par un portail unique. L'incendie de la toiture, en 1877, va arrêter les projets sur la façade occidentale et ne reprennent qu'après la fin des travaux de réparation de la cathédrale à la suite de ce sinistre, en 1889. Pour préparer son projet, Paul Tornow fait deux voyages en France avec Auguste Dujardin, en 1891 et 1895, pour visiter des églises et cathédrales gothiques.
Le dernier projet porte la date du 15 juin 1895. Paul Tornow a écrit qu'il s'est inspiré des portails des églises Notre-Dame de Dijon, de Semur-en-Auxois et de Saint-Père-sous-Vézelay. Le projet envoyé à Berlin est approuvé par Guillaume II le 2 septembre 1895.
Le portail occidental conçu par l'architecte Paul Tornow est réalisé par l'équipe de sculpteurs d'Auguste Dujardin. Le pignon occidental est repris pour augmenter son ornementation. Il est terminé en 1897. Le portail de Blondel est démoli en 1898. La première pierre du nouveau portail est posée en 1900. Il est inauguré le 14 mai 1903 par l'empereur Guillaume II.
Le tympan du portail représente le Jugement dernier, reprenant un thème des cathédrales de Paris, Bourges et Amiens.

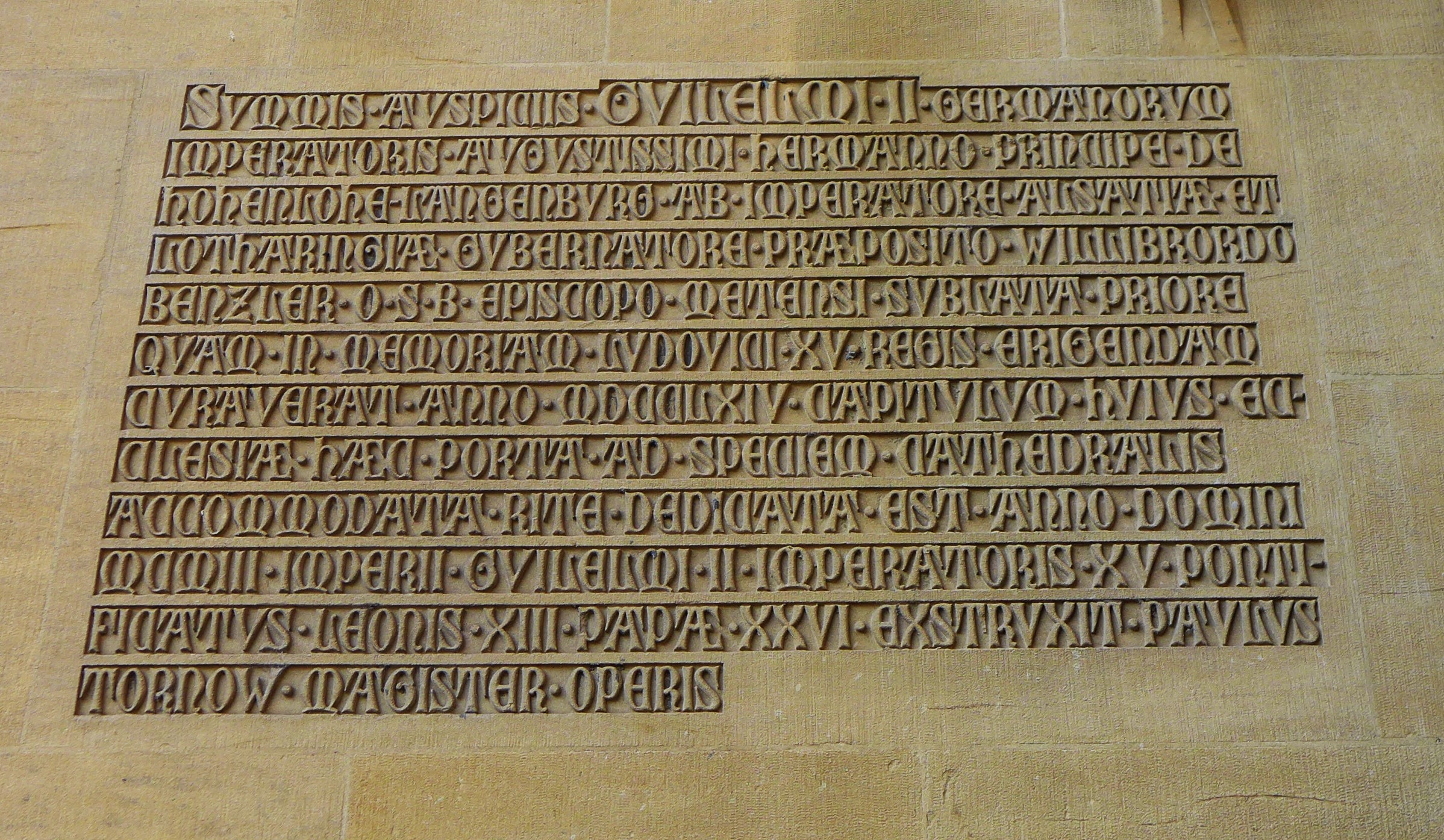
Inscription latine rappelant l'inauguration. Traduction : « Sous la plus haute souveraineté tutélaire de Guillaume II, auguste empereur des Germains, alors que le prince Hermann de Hohenlohe-Langenburg était gouverneur impérial en Alsace et Lorraine, alors que Willibrord Benzler de l'ordre de Saint Benoît était évêque de Metz, après la démolition de l'ancien portail que le chapitre de cette église a fait construire en 1764 à la mémoire du roi Louis XV, ce nouveau portail conforme au style de la cathédrale a été inauguré solennellement en l'an 1903, dans la quinzième année du règne de l'empereur Guillaume II, dans la vingt-sixième année du pontificat du pape Léon XIII. Il a été réalisé par Paul Tornow, maître d'œuvre ».
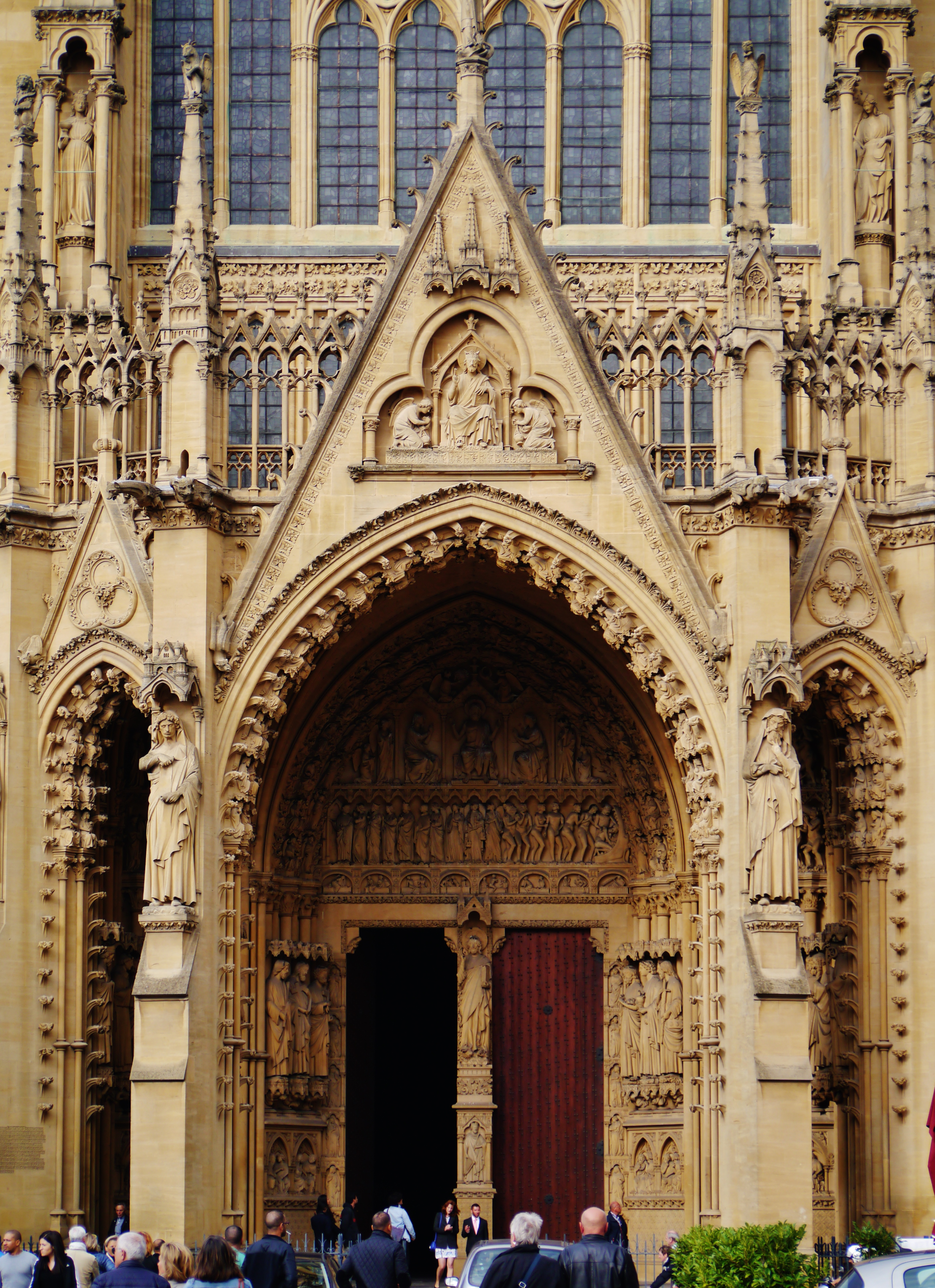
L'ensemble du portail
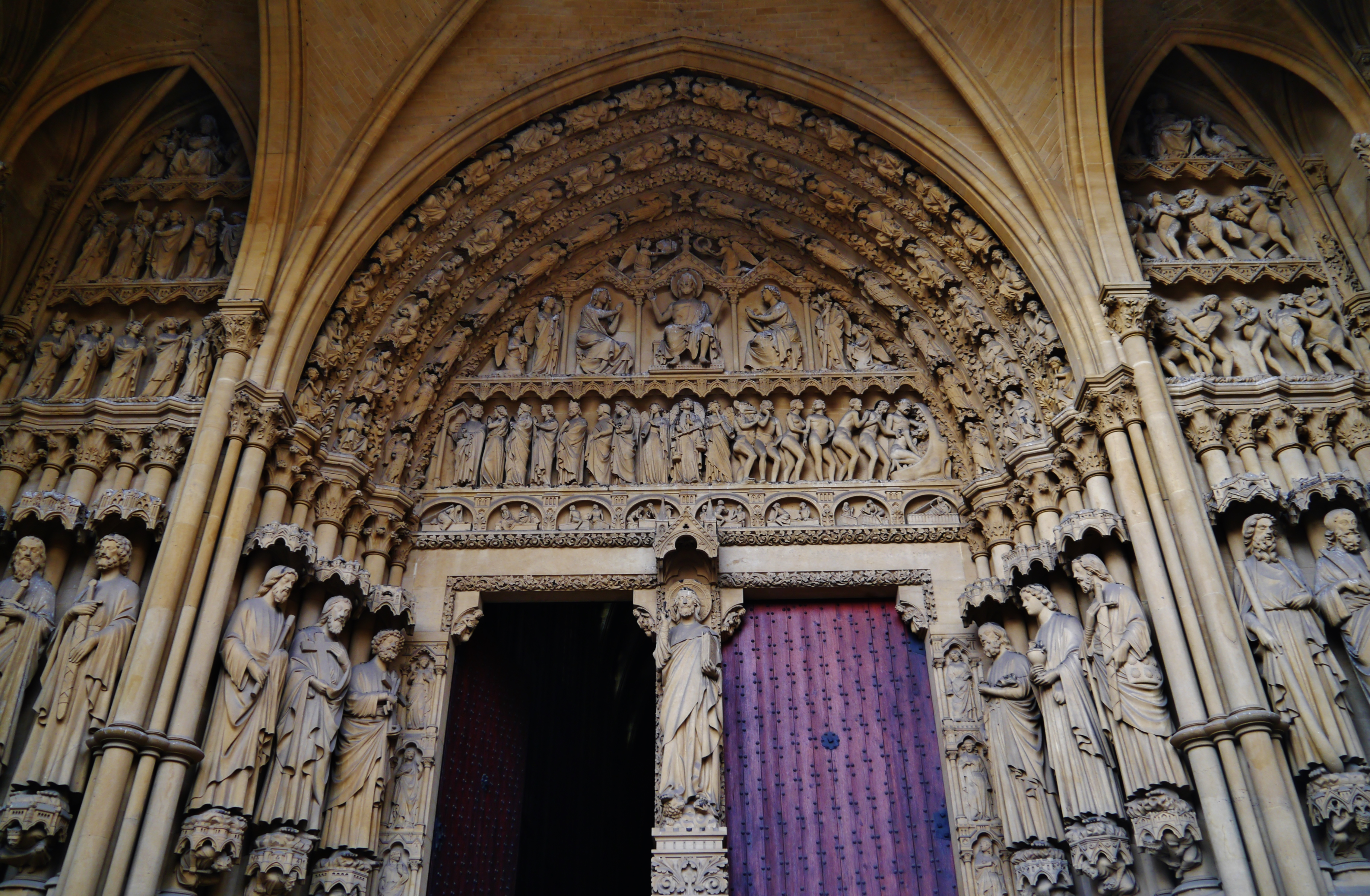
Le portail avec le Christ bénissant et au-dessus, le tympan du Jugement dernier
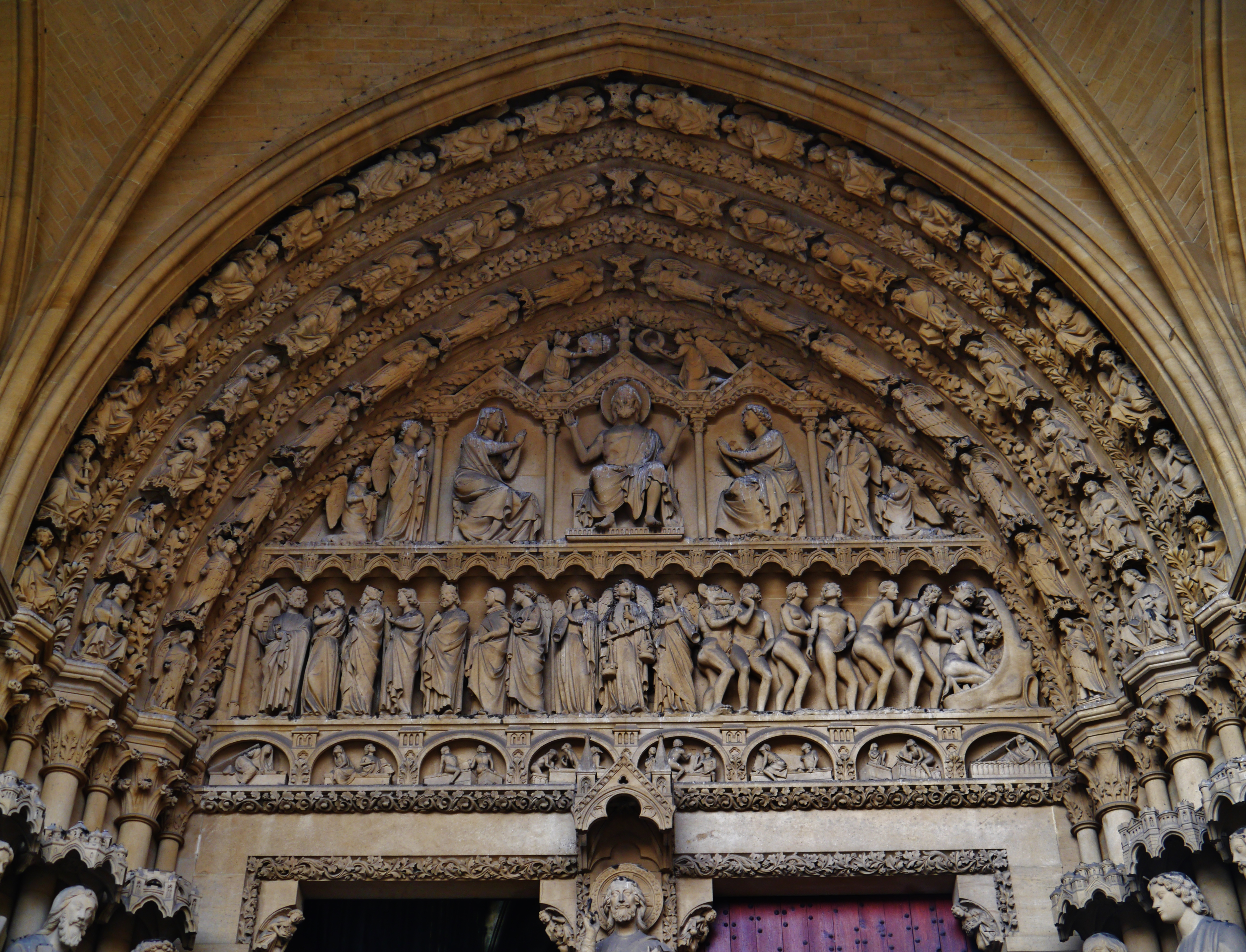
Tympan du Jugement dernier
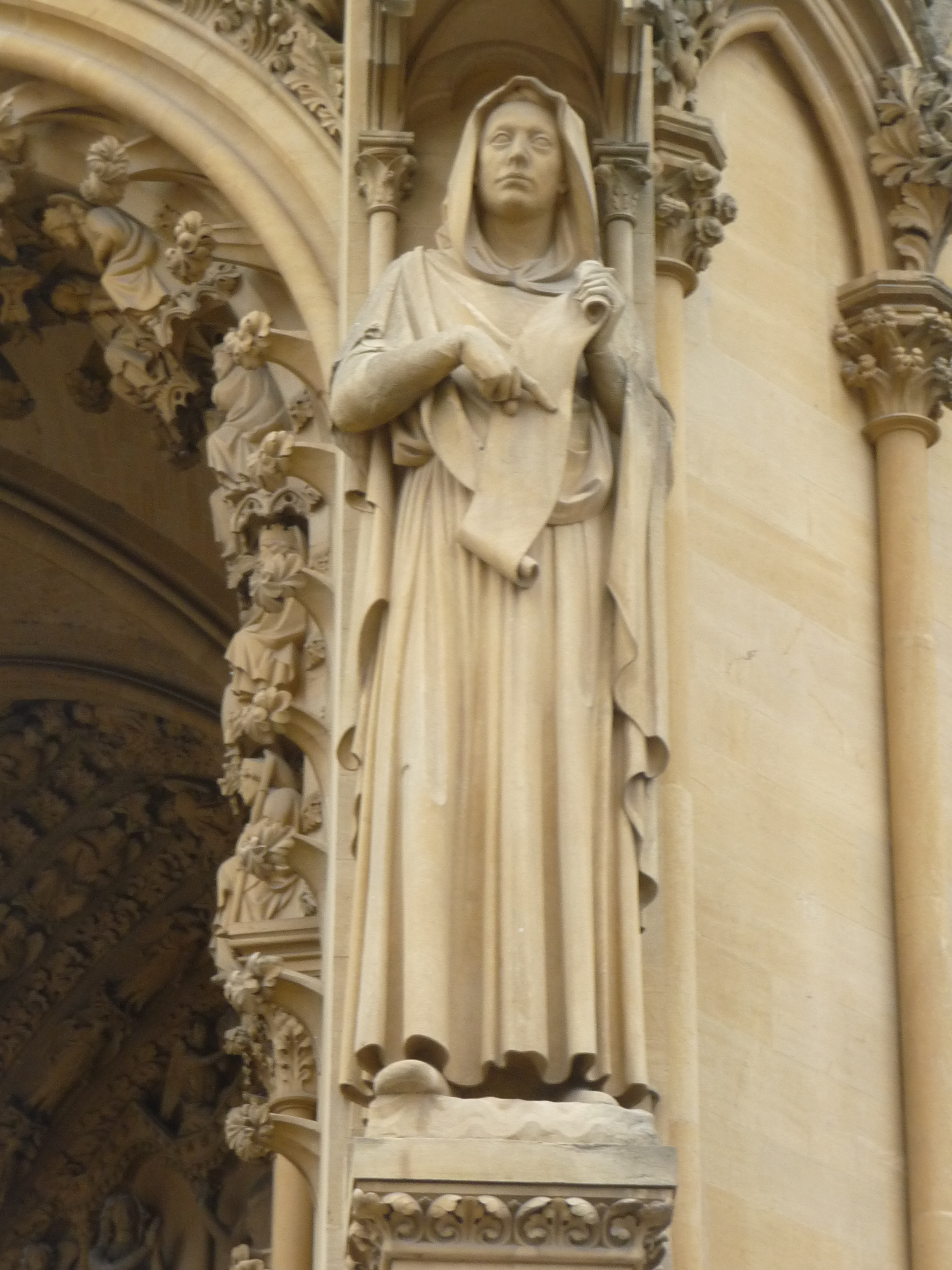
Le prophète Daniel avait été représenté avec le visage de Guillaume II. Après 1918, le sculpteur l'a retouché et enlevé sa moustache

### La tour de Mutte

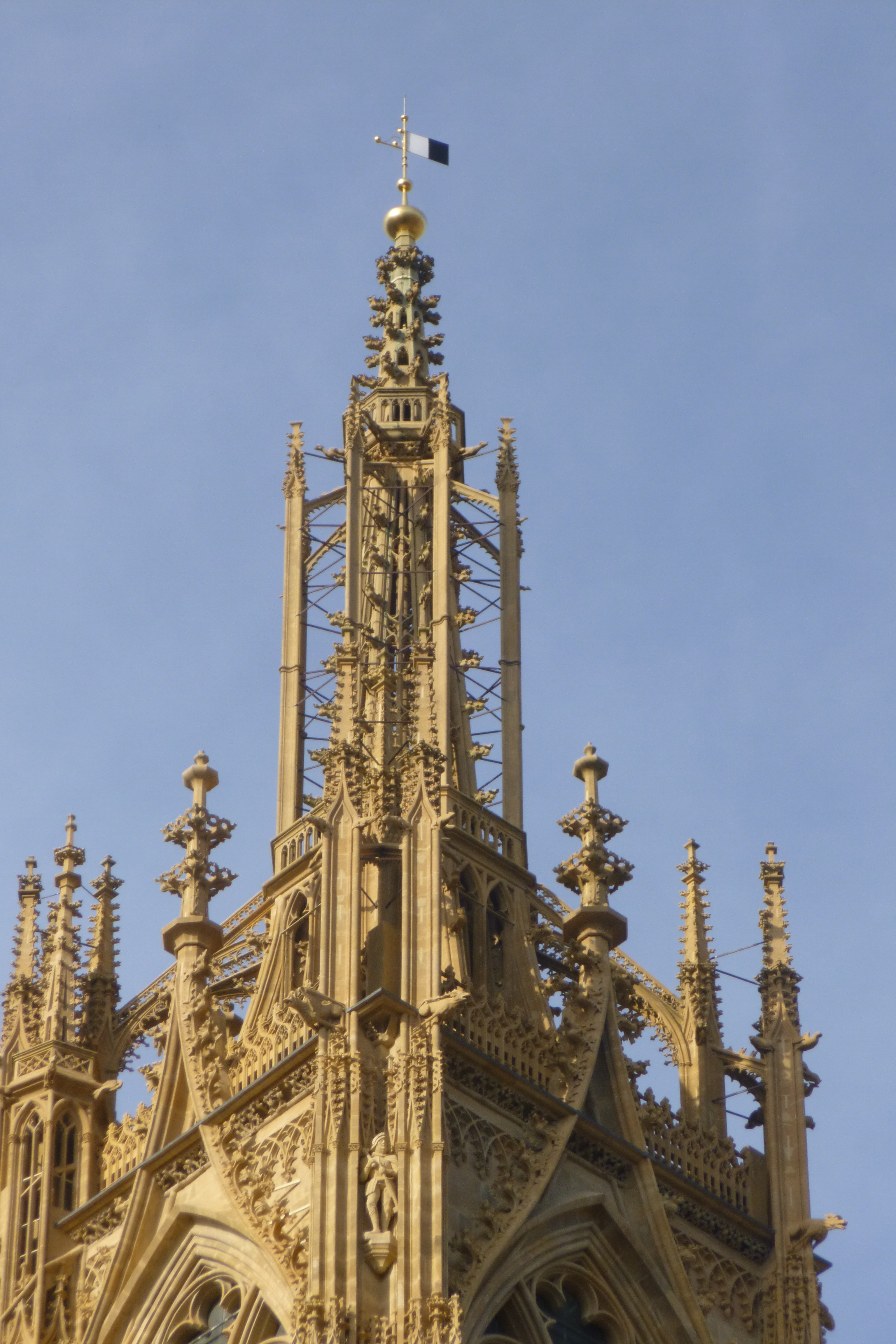
Flèche de la tour de la Mutte, arborant le drapeau municipal hérité de la République messine

La tour de Mutte qui servit de beffroi municipal s’élève à quatre-vingt-huit mètres de hauteur, le sommet de la flèche atteignant 93 m.
Jusqu’à la fin du XIVe siècle, à Metz, c’est la cloche de Saint-Eucaire qui servait de cloche municipale. On l’appelait « bancloche » ou plus communément « mutte », puisqu’elle était destinée à ameuter la population en diverses occasions. Cette cloche fut par la suite transférée dans un clocher de bois adossé à la cathédrale. En juillet 1478, le clocher de bois est détruit et la construction d’une tour de pierre est entreprise, ce travail est confié à Hannès de Ranconvaulx qui achèvera sa construction en octobre 1481.
Malgré une silhouette flamboyante, la flèche conserve des ornements rayonnants, probablement dans un souci d'harmonisation avec le reste de l'édifice. Un dessin d'architecture conservé à Ratisbonne, daté du début du XVe siècle, présente une grande ressemblance avec le parti de la flèche de Metz. L'historien de l'art Peter Kurmann propose d'y voir l'indication que le projet de la flèche est bien antérieur à sa réalisation et peut être attribué à Pierre Perrat, maître d'œuvre de la fin du XIVe siècle. D'autres influences messines peuvent se retrouver dans le grand chantier de la cathédrale de Ratisbonne, comme la présence d'un crucifix en façade.
En 1412, il fut décidé d’installer la cloche municipale, la « bancloche », déjà fondue en 1381, sur la tour sud de la cathédrale, alors en construction. La cloche nommée La Mutte, car elle ameutait la population, pèse onze tonnes et mesure 2,32 m de diamètre. Elle sonne en fa dièse 2. Les Études campanaires mosellanes du chanoine Bour signalent huit refontes, nécessitées par des fêlures successives. Il situe la première en 1418, mais sans certitude. Une autre est attestée le 24 novembre 1428, le travail ayant été confié aux maîtres fondeurs Jean de Galle et Jean de Luxembourg. Une troisième eut lieu en octobre 1442, garantie par un bombardier de la ville, maître Louis de Hamelle. Mais la Mutte se rompit encore, nécessitant l’intervention de maître Anthoine d’Estain, qui effectua une coulée en septembre 1443.
La suivante date de 1459 ; on sait que le chantier était installé dans l’église Saint-Pierre-aux-Images, située près de la cathédrale, sous la direction de deux maîtres fondeurs allemands, Arnould de Coblence et Tillmann de Hachenburg. Une refonte est effectuée en 1479 dans la grange Saint-Symphorien, au haut de Saint-Hilaire-le-Petit, tout près du palais de justice actuel. On avait fait appel au fondeur Jehan Lambert de Deneuvre. En 1574, on fit encore appel à Gaspard Sonnoy de Romain-sur-Meuse, qui installa son chantier dans une maison de la ruelle de Vazelle, près du marché couvert actuel. Enfin, la dernière refonte a eu lieu en 1605.
La Mutte ne sonnait qu’en cas d’attaques ennemies, d’incendies, de très grandes fêtes. Elle a sonné à la volée pour la dernière fois en 1918 lors de la victoire des Français. Mais, une campagne de travaux menée entre 2009 et 2015 a permis de remettre en état le beffroi et la cloche et elle peut à nouveau sonner à la volée depuis le 26 juin 2015.

### La tour du Chapitre

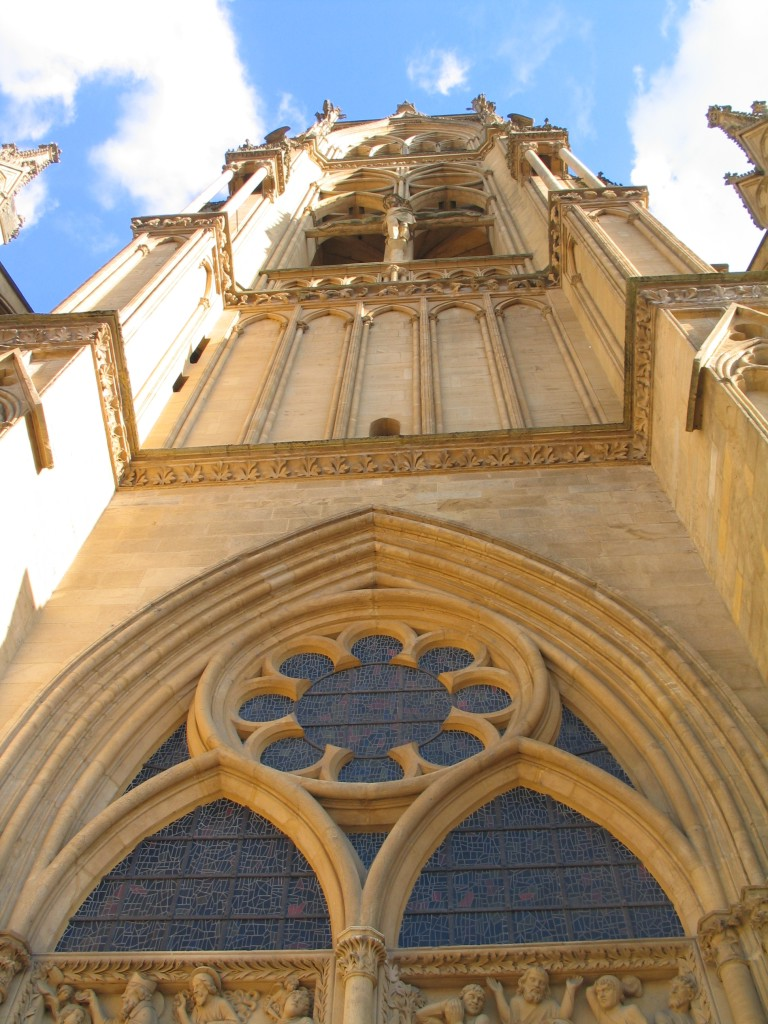
Tour du Chapitre

La tour du Chapitre, située sur la façade nord à l’opposé de la tour de la Mutte, s’élève à soixante-neuf mètres juste au-dessus du portail de Saint-Étienne. À la différence de la tour de la Mutte, elle ne possède pas de flèche. La partie inférieure fut construite au XIIIe siècle et la partie haute de 1840 à 1843. À mi-hauteur sur un meneau central, le sculpteur Dujardin a réalisé un monumental crucifix (il mesure 5,20 mètres) en 1894. Ce dernier remplace « le grand Christ » qui avait été détruit un siècle plus tôt.
À l’intérieur de la tour, se trouvent six cloches : la grosse Marie, datant du XVIIe siècle, la Catherine, datant de la Renaissance mais refondue en 1890 par le fondeur messin André Guenser (1843-1935), Clément, Marie-Immaculée, Étienne, et Paul, installée en 2020,,,.
En 1905, Tornow propose la surélévation de la tour par une flèche afin de retrouver une symétrie à la tour de la Mutte et d'élancer un peu plus cette tour qui, à la suite de la surélévation de la couverture de la nef paraissait plus petite. Cette proposition, tout comme la réalisation d'une flèche à la croisée du transept pour les mêmes raisons, ne fut cependant pas retenue.

### Un héritage rhénan

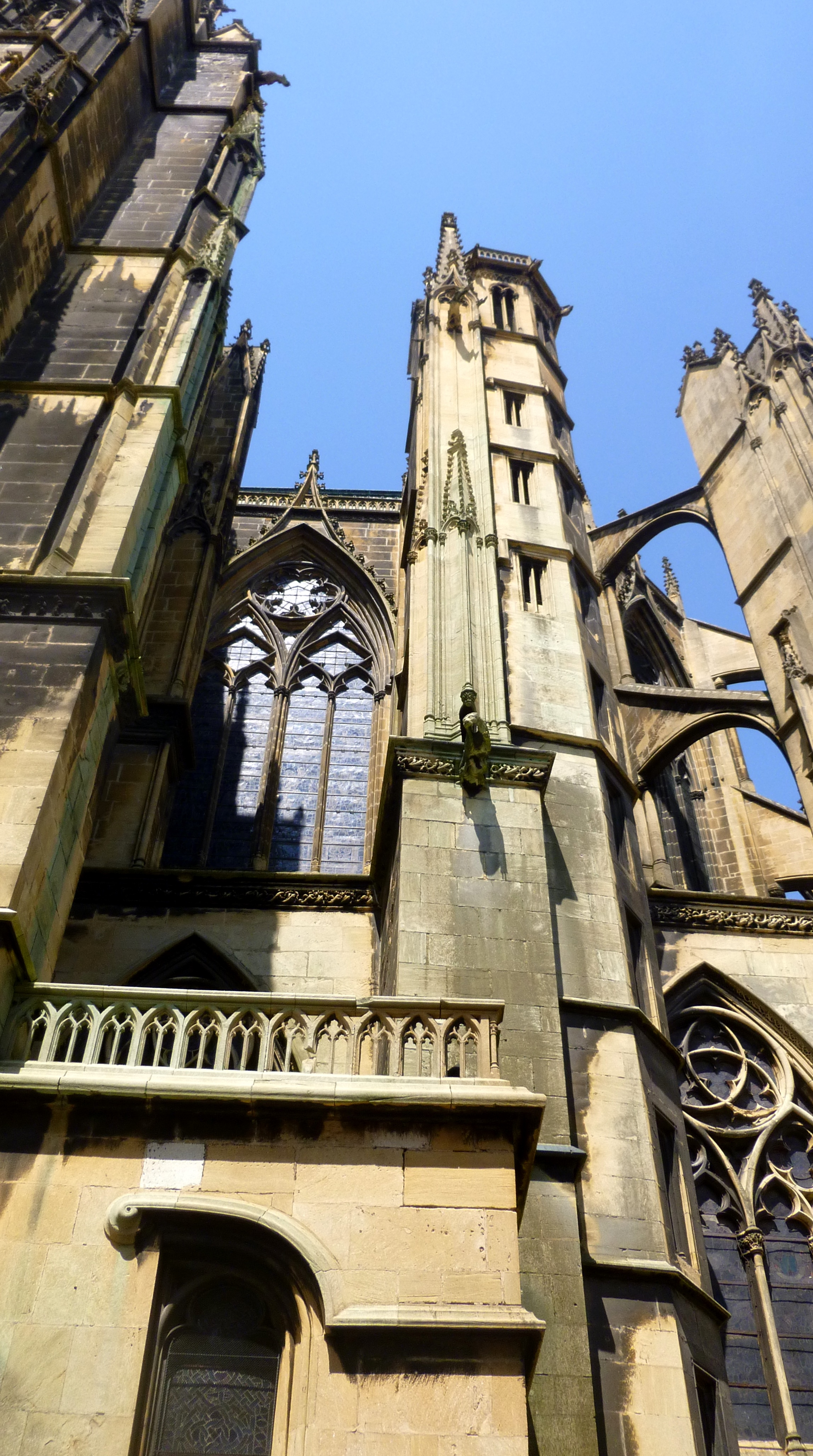
La tour Charlemagne et le chevet de la cathédrale

Le gothique lorrain est longtemps resté sensible à une influence rhénane, héritée du style roman rhénan, un style lui-même très inspiré par l'architecture ottonienne. Ce style local doit à la cathédrale Notre-Dame de Verdun son plan à deux chœurs et à des édifices comme la cathédrale Saint-Étienne de Toul ou la basilique Saint-Vincent de Metz leur « chevet lorrain » caractérisé par la présence de tours encadrant un chevet sans déambulatoire.
Le transept, le chœur et le chevet de la cathédrale, reconstruit entre 1486 et 1520, témoignait encore d'un style ottonien du XIe siècle et était flanqué, selon la tradition rhénane, de deux tours qui étaient surnommées tour Charlemagne et tour de la Boule d'Or. Reconstruit dans un style gothique au début du XVIe siècle, le chevet devant comprendre un déambulatoire ne permettait la réalisation d'un chevet lorrain. Cependant, l'époque renaissante en Europe, suscitant un regain pour des styles considérés comme dépassés (principalement des styles antiques), deux tourelles octogonales sont ajoutées contre la base du déambulatoire et servent de contreforts.
Leur présence discrète reflète ainsi un certain héritage du gothique rhénan, rappelant également l'architecture romane par la forme octogonale et les arcades géminées à leur sommet. La tourelle nord est surnommée « tour de la Boule d'or » car ayant présenté un dôme doré à son sommet à une époque, avant qu'il ne soit remplacé par une flèche. La seconde a gardé l'appellation de "tour Charlemagne".

## Vitraux

### XIIIesiècle

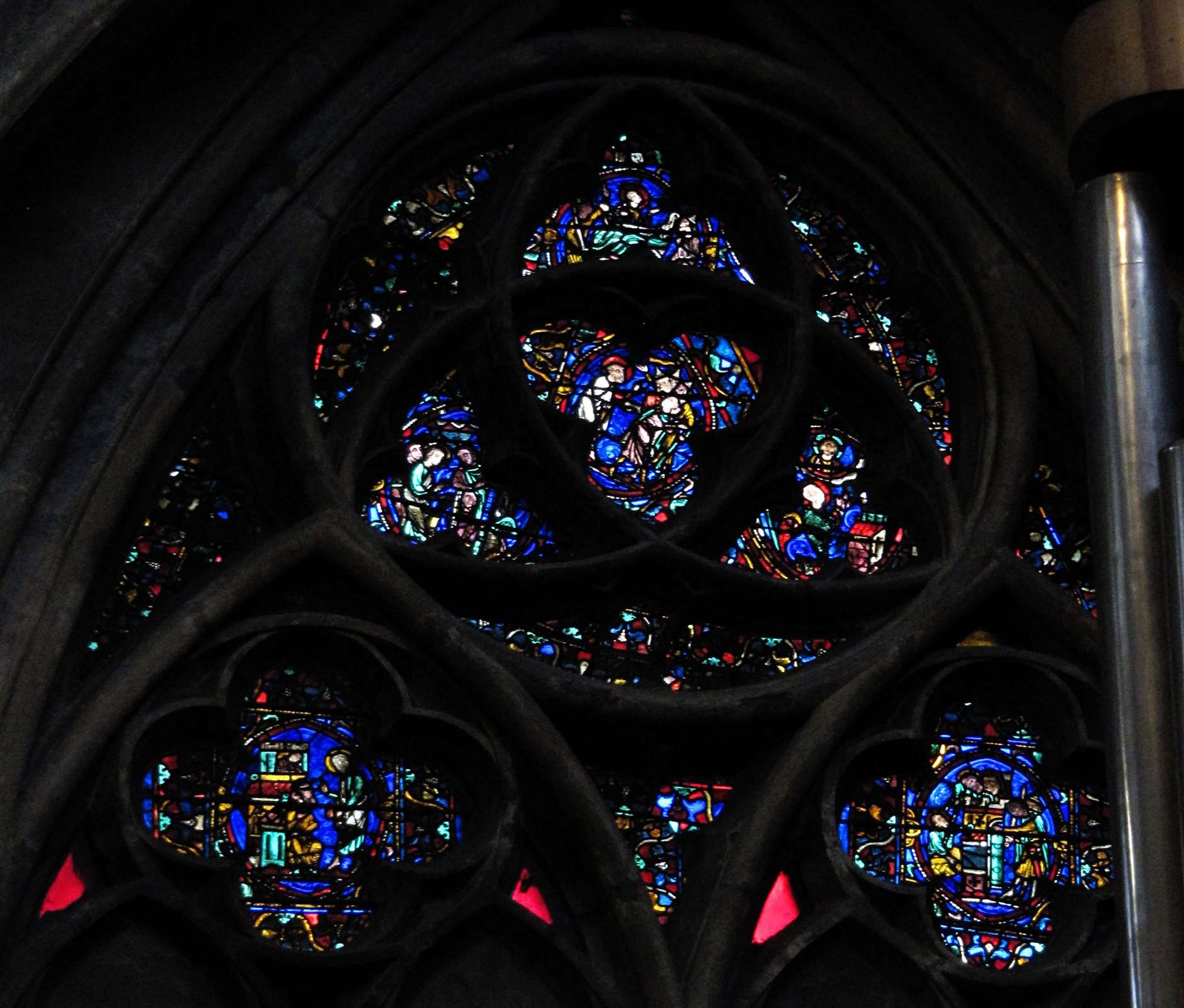
Vie de Saint-Paul, vitraux XIIIe siècle

Dans le transept sud, à gauche du grand orgue, de petits vitraux bleus remontant au XIIIe siècle, les plus anciens de la cathédrale, figurent six scènes de la vie de saint Paul. Ils proviennent vraisemblablement de l’église Saint-Paul qui faisait partie du groupe cathédral et fut démolie au XVIIIe siècle.
Plusieurs roses du XIIIe siècle ornent les dernières travées des bas-côtés sud et nord de la nef. La rose de la troisième travée sud de la nef provient du vitrail central du chœur de Notre-Dame-la-Ronde. Son médaillon central figure le Couronnement, des anges aux mains jointes, portant couronnes ou encensoirs occupent les six médaillons du pourtour.

### Hermann de Münster (XIVesiècle)

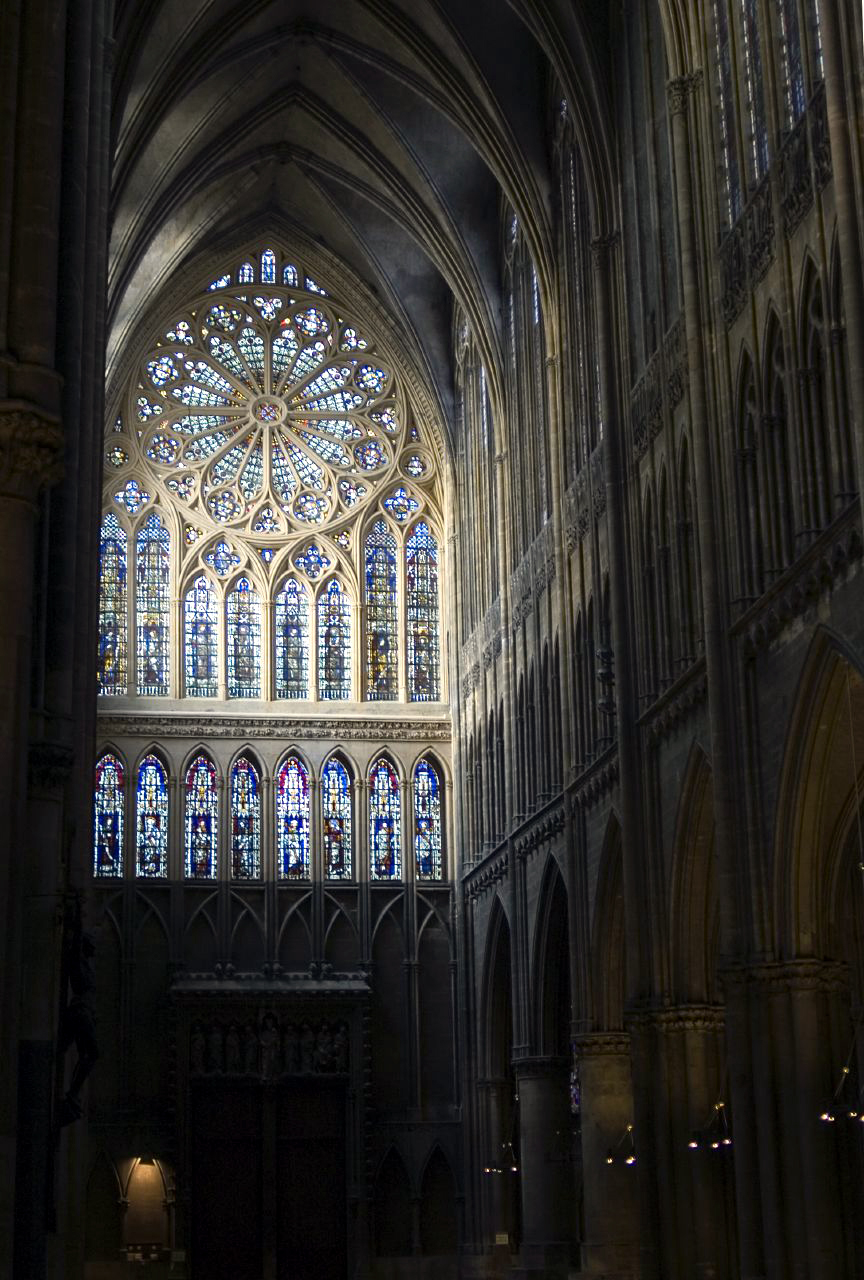
Verrière de Hermann de Münster, façade ouest.

Au-dessus du grand portail de la façade se déploie la grande verrière occidentale (350 m2). Elle comporte une grande rosace de 11 m de diamètre et fut créée en 1384 par Hermann de Münster (Münster, Westphalie, c.1330 - Metz, 1392). Le programme iconographique illustre la concordance entre les articles du Symbole des Apôtres et leur préfiguration dans l’Ancien Testament.
Preuve de sa notoriété et de la reconnaissance des chanoines, Hermann de Münster se vit accorder le droit de sépulture dans la cathédrale et fut inhumé au pied de son chef-d’œuvre. Une épitaphe, retrouvée dans la première travée du bas-côté nord, nous apprend qu’il venait de Münster en Westphalie :

« CI DEVANT GIST

MAISTRE HARMAN LI VALRIER

DE MÜNSTERE AN WAILTEFALLE

ET FIST LE GRANT OZ DE CEANS

QUI MORUT LE JOR DE LA NOSTRE DAME

EN MARS M.CCC.IIIIXX et XII. »

### Théobald de Lixheim (XVIesiècle)

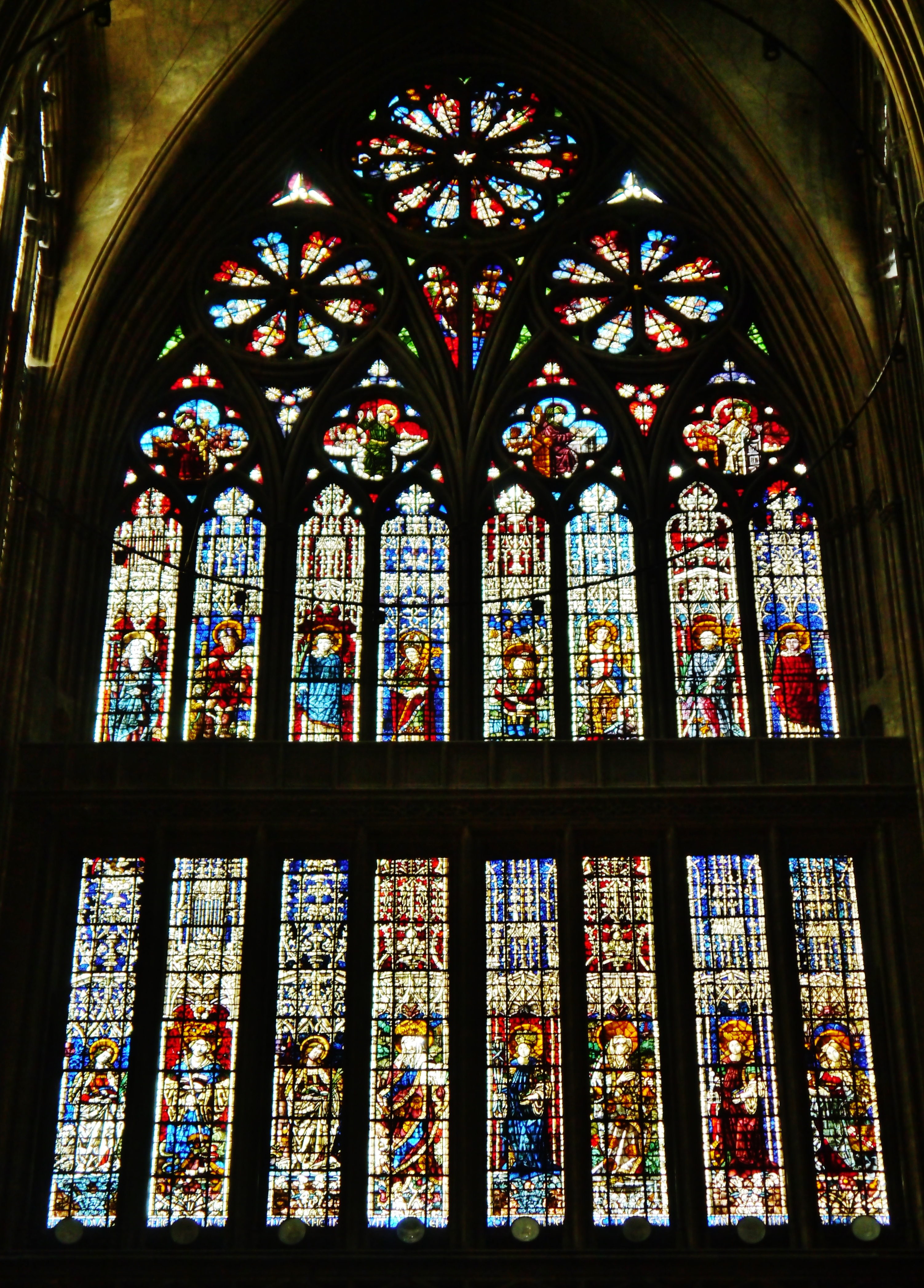
Verrière de Théobald de Lixheim sur la face nord du croisillon nord du transept

Sur la face nord du croisillon nord du transept, la verrière de Théobald de Lixheim (baie 15) offerte par l'évêque Henri de Lorraine est datée de 1504. Les vitraux ont été restaurés en 1907-1910 par Geiges, de Fribourg. Seuls les vitraux du tympan et des deux registres supérieurs sont de Théobald de Lixheim. Le registre inférieur et sur le tympan, les vitraux sont d'un peintre-verrier de l'entourage de Thomas de Clinchamp, mais d'une facture proche de celle des registres supérieurs.
Les vitraux représentent : 
- dans la galerie inférieure, dans les lancettes : huit apôtres avec les articles du Credo sous leurs pieds et les scènes de leur martyre,
- dans la galerie intermédiaire, huit saintes : sainte Agnès, sainte Marguerite, sainte Barbe, sante Élisabeth, sainte Apolline, sainte Odile, sainte Catherine, sainte Madeleine, avec les armoiries d'Henri de Lorraine-Vaudémont, évêque de Metz de 1484 à 1505,
- dans la galerie supérieure, huit saints : saint Antoine, saint Roch, un saint moine, saint Nicolas, saint Hubert, saint Michel, un saint moine avec un dragon,
- dans les quatre quadrilobes au-dessus : les évangélistes,
- au-dessus : Couronnement de la Vierge

Au bas des lancettes de la galerie intermédiaire court une frise à fond bleu portant l’inscription :

« HOC OPUS PER THEOBALDUM DE LYXHEIM VITRIARIUM PERFECTUM EST ANNO DOMINI MCCCCCIV. »

c’est-à-dire : 

« Cette œuvre fut achevée par Theobald de Lixheim, verrier, en l’an du Seigneur 1504. »

### Valentin Bousch (XVIesiècle)
En face, la grande verrière du bras sud du transept est le chef-d’œuvre de Valentin Bousch (Strasbourg, fin XVe s. - Metz, 1541), exécuté en 1521-1527.
Les vitraux des parties hautes du chœur, plus anciennes, sont également de Valentin Bousch.
Une partie des verrières des absides lui sont également attribuées bien que non signées.
Son activité du maître-verrier à la cathédrale est attestée à partir de 1514. Il travaille d’abord à la basilique de Saint-Nicolas-de-Port, siège d’un pèlerinage fréquenté, puis à la cathédrale de Metz dont il devient le verrier attitré de 1520 jusqu’à sa mort en 1541, mais il est employé également pour d’autres édifices de Lorraine. Le style de Valentin Bousch emprunte beaucoup de ses traits à l’art germanique, en particulier à Hans Baldung Grien qu’il connaissait probablement.

### Villon, Bissière, Chagall (XXesiècle)
La cathédrale de Metz a largement bénéficié du renouveau du vitrail français après la Seconde Guerre mondiale. Quelques architectes en chef des Monuments historiques, auxquels incombait la charge de remplacer par des verrières neuves les œuvres détruites pendant la guerre, comprirent les possibilités offertes par la peinture-vitrail.
Robert Renard, aidé par l’inspecteur des Monuments historiques Jacques Dupont, peut imposer à la cathédrale de Metz Jacques Villon à la chapelle du Saint-Sacrement, située sur le côté sud de la nef (1956-1957). Par sa puissance expressive, Villon parvient à rehausser une chapelle ordinaire grâce à cinq verrières à thème eucharistique, exécutées par Charles Marcq.
Tout particulièrement, parmi les cinq baies vitrées, Jacques Villon, (de son vrai nom Gaston Duchamp, frère aîné du célèbre Marcel Duchamp) va révéler son exceptionnel talent avec le thème de la crucifixion du Christ dans le vitrail central (le 3e à partir de la gauche). D'abord il met en évidence la perspective de la lance que porte le soldat et qui traverse le côté du Christ. Cette perspective est construite à la manière de Piero della Francesca et selon Rosalind Krauss "sur un vecteur qui relie le point de vue au point de fuite " et permet donc de relier  chaque spectateur au Christ lui-même.
Ensuite ce même artiste va révéler la chaîne syntagmatique de la croix grâce aux différentes utilisations du bois.
En 1960, Roger Bissière crée les maquettes de deux verrières pour les tympans nord et sud. Les deux verrières opposées de Bissière complètent à merveille les espaces intermédiaires laissés par les autres chefs-d'œuvre de cette "Lanterne du Bon Dieu". Mais en plus elles vont donner un souffle nouveau grâce à une orientation biblique jusqu'à présent insoupçonnée. Les verrières de Roger Bissière rappellent les débuts de la création et notamment ce 4e jour où apparaissent les deux luminaires au firmament des cieux pour séparer le jour et la nuit. Dans ces conditions ces deux vitraux irradient la lumière à l’image de la lune et du soleil grâce à ces deux ouvertures opposées de la cathédrale, l’une issue du tympan nord pour signifier le monde de la nuit et l’autre du tympan sud, pour  celui du jour. Et par conséquent toute la lecture  des vitraux de cette cathédrale va pouvoir s’interpréter à partir de cette séparation initiale.
En 1959, Marc Chagall accepte de peindre les cartons de deux baies du déambulatoire nord avec pour sujets des épisodes de l’Ancien Testament.
L’univers biblique et onirique de Chagall est admirablement servi par le savoir-faire de l’atelier Simon-Marq à Reims. L’œuvre, d’une grande liberté, met à contribution toutes les ressources de la gravure et de la peinture sur verre. Les couleurs, le bleu surnaturel, le vert cosmique, le rouge mystique et le jaune paradisiaque servent admirablement les baies vitrées. La couleur enveloppe tout, le dessin et le sujet. L'œuvre chagallienne est à la recherche d'une langue "judéo-universelle " accessible à un regard non initié, elle recèle toujours un langage crypté. Son œuvre à Metz est tout à fait originale.
Un vitrail de Marc Chagall de 1963 représentant Ève a été brisé par un ou plusieurs cambrioleurs dans la nuit du 10 août 2008.

### Kimsooja (XXIe siècle)
Entre 2020 et 2022, l'artiste sud-coréenne Kimsooja réalise les vitraux de seize baies du transept Sud de la cathédrale de Metz. S'inspirant des couleurs de l'Obangsaek, elle fait aussi bien appel à des verres soufflés traditionnels qu'à des verres industriels dichroïques qui changent de couleur en fonction de la lumière.

## Monuments funéraires

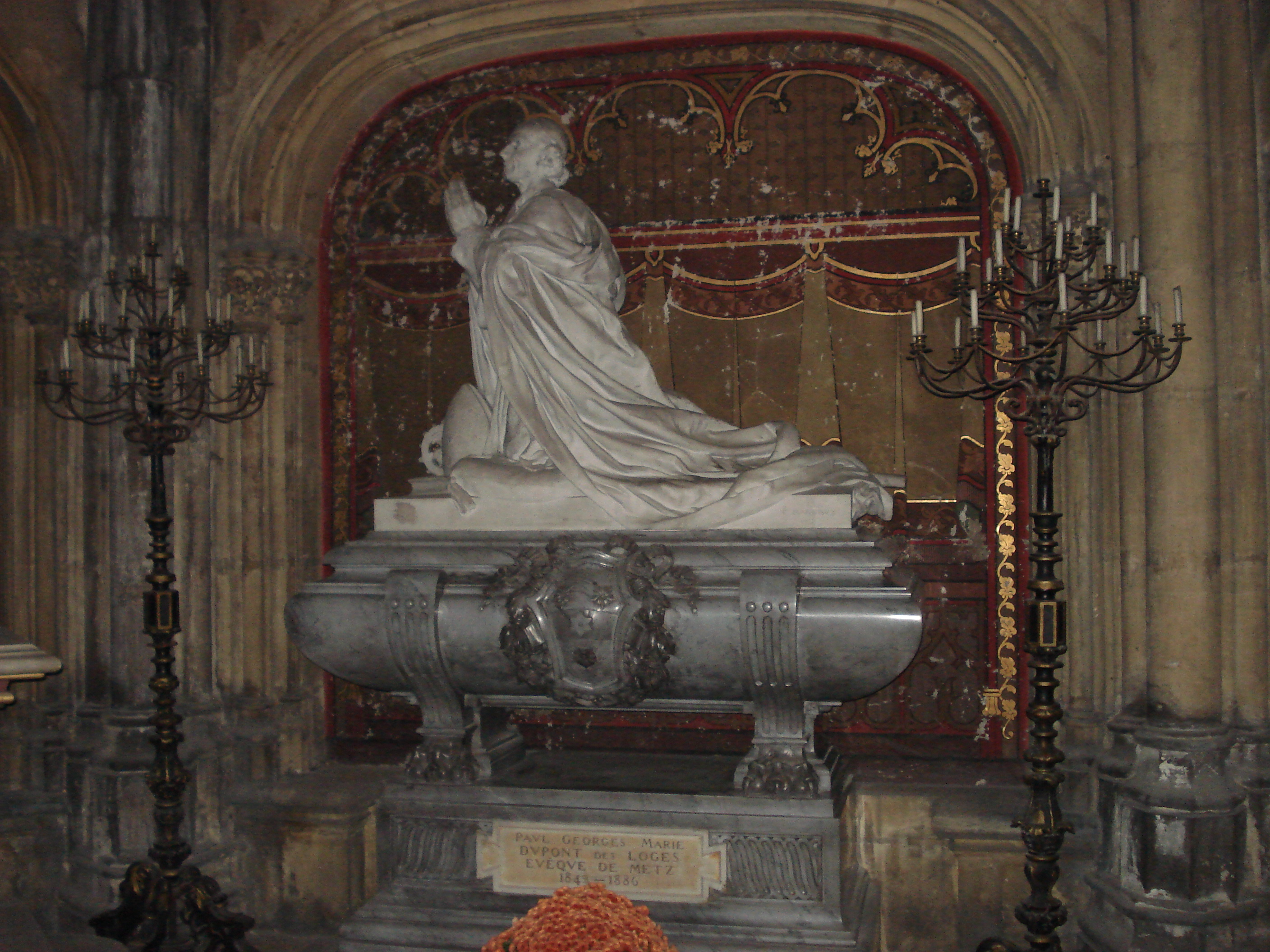
Tombe de l’évêque Paul Dupont des Loges

La cathédrale de Metz renferme peu de monuments funéraires. Dans les chapelles rayonnantes autour du déambulatoire se trouve notamment les priants d’Anne de Pérusse des Cars, cardinal de Givry et de Paul Dupont des Loges, tous deux évêques de Metz.
Le tombeau du cardinal de Givry (mort en 1612) représente celui-ci en prière sur son prie-Dieu. Le monument actuel est la restauration datant de 1854 et 1911 du tombeau original détruit au cours de la Révolution.
Le tombeau de Paul Dupont des Loges (mort en 1886), qui fut également député au Reichstag, est l’œuvre du sculpteur Hanneaux.

## Orgues
En 1805, pour des raisons de sécurité, l'orgue médiéval construit en 1454 au revers de la tour du Chapitre est démantelé. Dès lors, dépourvue de grand orgue, la cathédrale de Metz possède tout de même aujourd'hui 4 instruments .

### Orgue du triforium

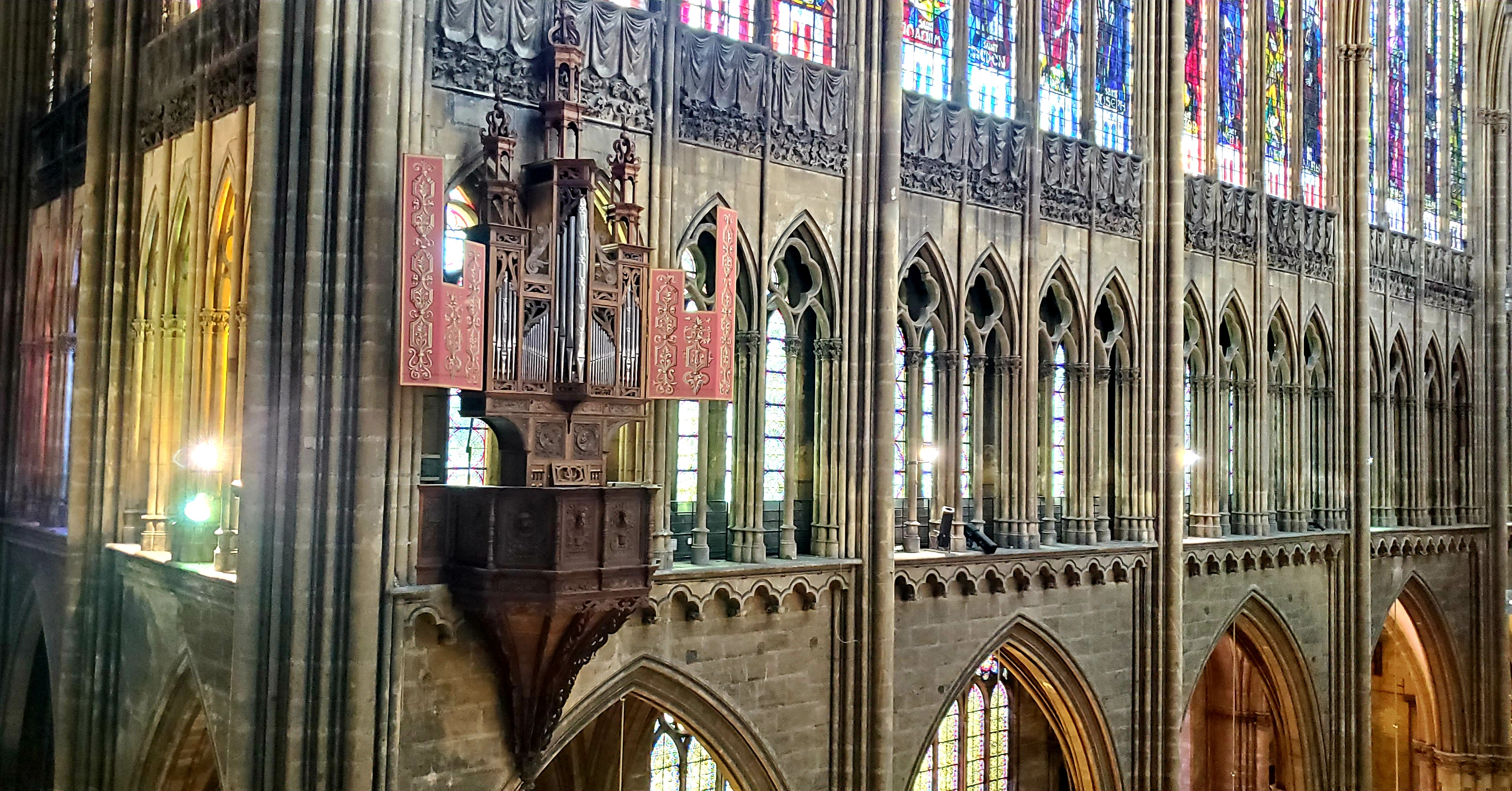
Orgue du triforium de la cathédrale de Metz, construit en 1537 par Jehan de Trêves, reconstruit en 1981 par Marc Garnier

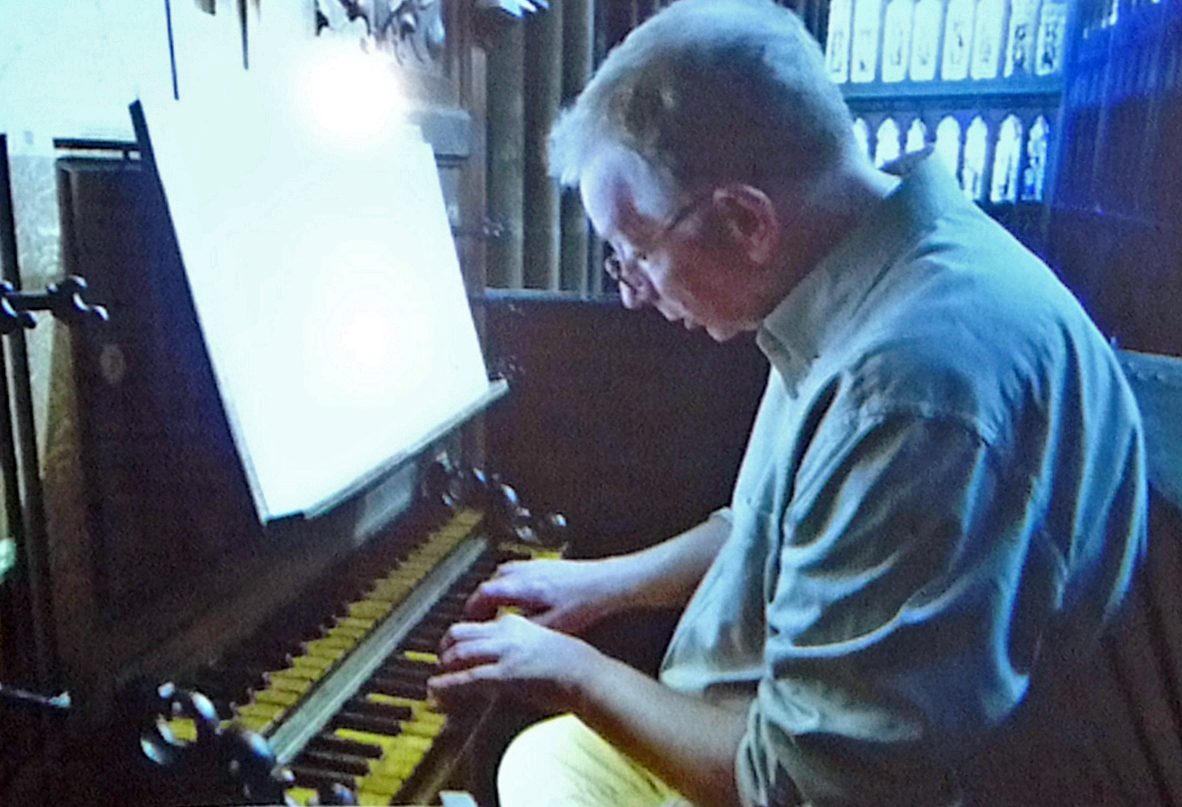
Vue des claviers de l'orgue du triforium sur grand écran, lors d'un concert de Jean-Luc Étienne en 2022

Le plus emblématique est celui suspendu en nid d'hirondelle à 14 mètres au-dessus du sol dans le triforium en 1537 par Jehan de Trêves. Entièrement reconstruit en 1981  par Marc Garnier dans le style d'un orgue flamand de la fin de la Renaissance, il est classé aux Monuments Historiques.
Le 10 juillet 2022, après huit mois de restauration par le facteur d'orgue suisse Peter Meier, l'orgue est inauguré et béni lors de la grand-messe, avec la participation de l'organiste Thierry Ferré et de l'ensemble vocal Scola Metensis.
L'orgue possède deux claviers de seulement 45 touches (soit 3 octaves et demie, de fa à do), alors que les orgues modernes en comptent 56 (soit 4 octaves et demie).
| I Clavier principal C–c’’’ |              |            |
| 1.                         | Montre       | 8′         |
| 2.                         | Grosse Flûte | 8′         |
| 3.                         | Prestant     | 4′         |
| 4.                         | Quinte       | 2 ²⁄₃′     |
| 5.                         | Traversine   | 2′         |
| 6.                         | Tiercelette  | 1 ³⁄₅′     |
| 7.                         | Fourniture   | III–IV rgs |
| 8.                         | Cymbale      | II–III rgs |
| 9.                         | Trompette    | 8′         |

| II Second clavier C–c’’’ |        |    |
| 10.                      | Régale | 8′ |

| Pédale C–d’ |           |    |
| 11.         | Trompette | 8′ |

- Accouplement: II/I, I/P

### Orgue de chœur

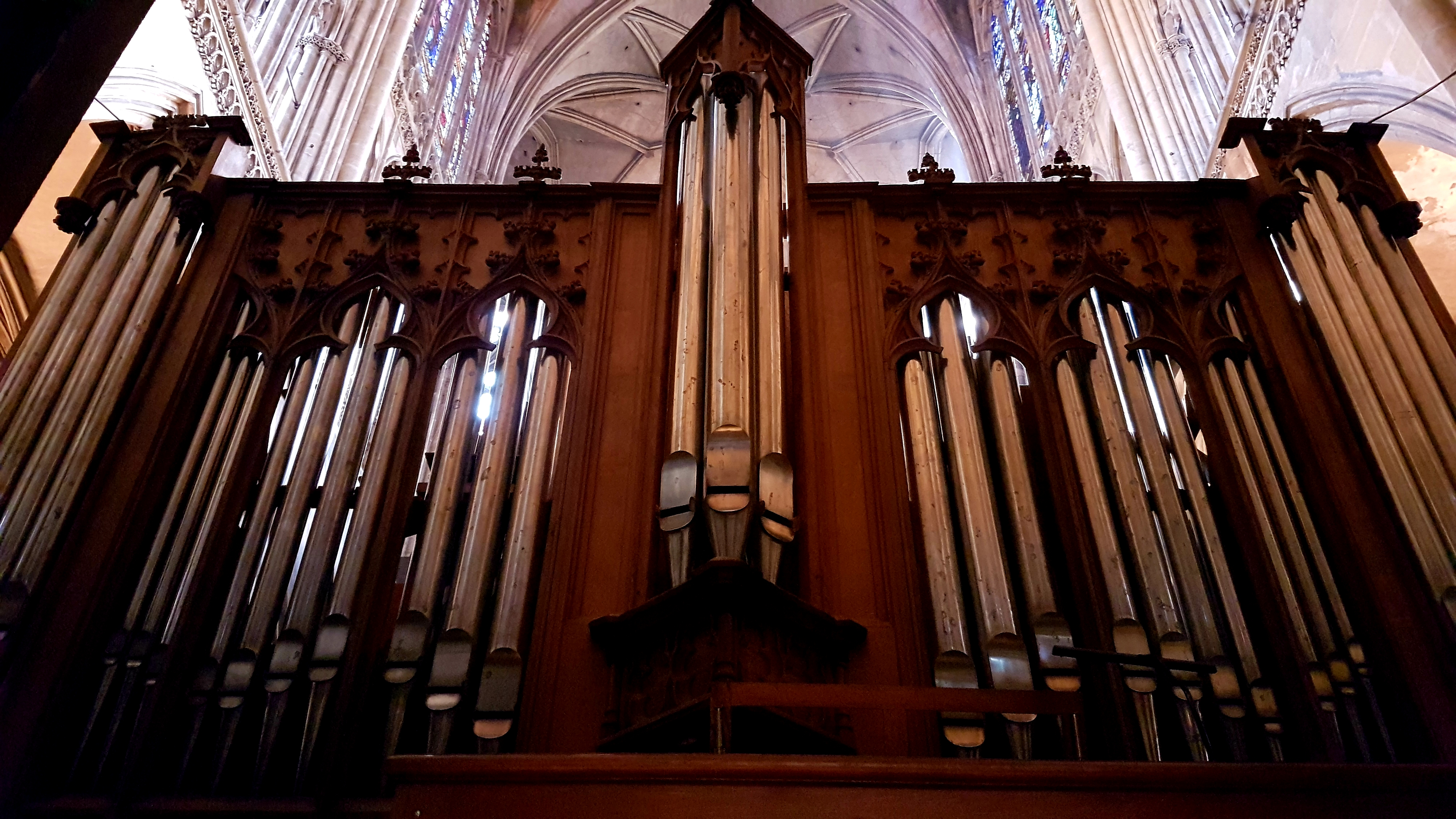
Orgue du maître-autel.

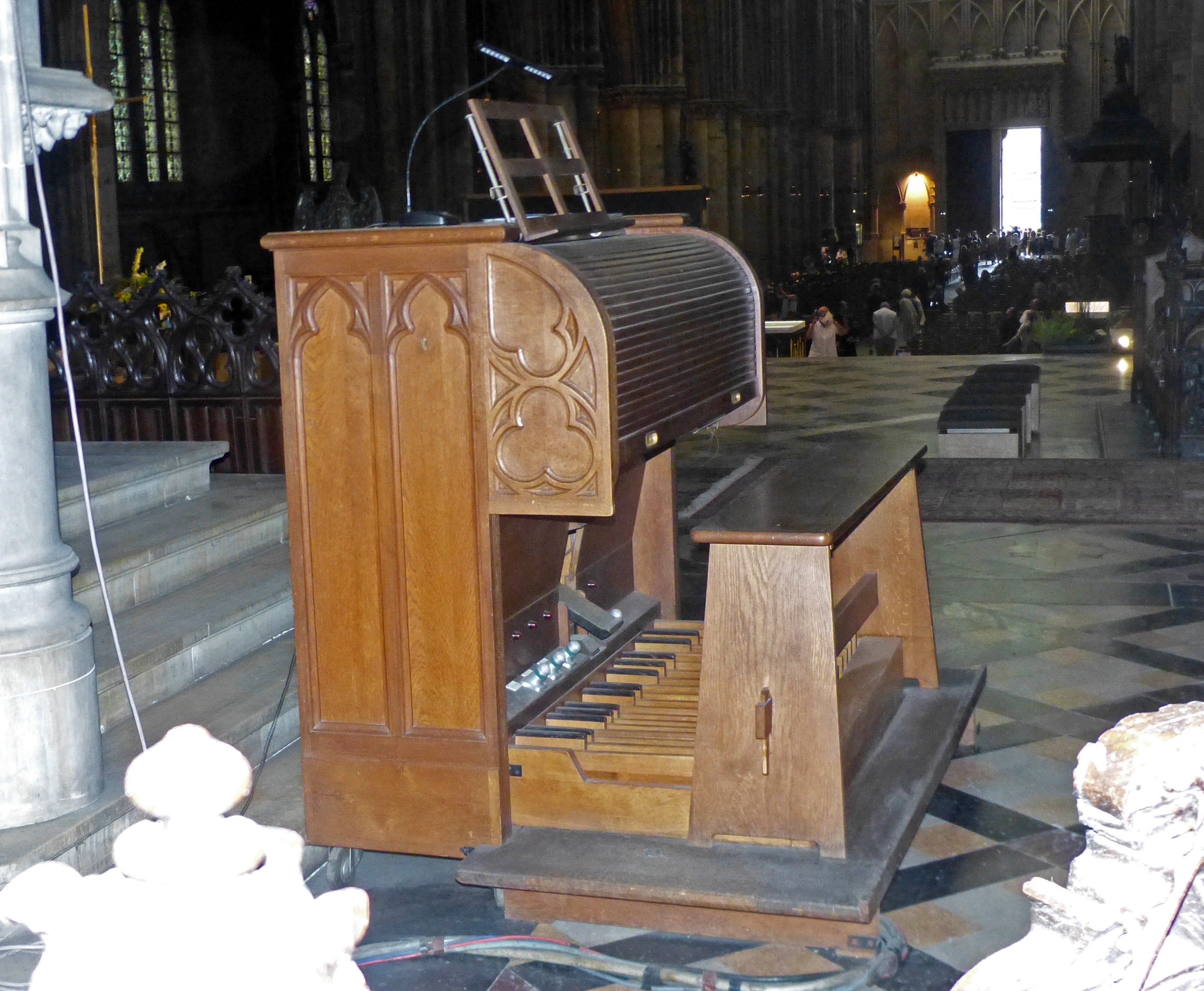
La console de l'orgue du chœur avec les claviers et le pédalier.

Derrière le maître-autel trône un orgue construit par Cavaillé-Coll en 1862. Remanié et déplacé, l'instrument actuel possède 30 registres, dont 10 sont entièrement ou partiellement d'origine.
| I Grand Orgue C-g’’’ |                  |       |
| 1.                   | Bourdon          | 16′   |
| 2.                   | Montre           | 08′   |
| 3.                   | Bourdon          | 08′   |
| 4.                   | Prestant         | 04′   |
| 5.                   | Flûte à cheminée | 04′   |
| 6.                   | Doublette        | 02′   |
| 7.                   | Fourniture       | V rgs |
| 8.                   | Cornet V         |       |
| 9.                   | Trompette        | 08′   |
| 10.                  | Voix humaine     | 08′   |
| 11.                  | Clairon          | 04′   |
|                      | Tremblant        |       |

| II Récit expressif C-g’’’ |              |         |
| 12.                       | Principal    | 8′      |
| 13.                       | Bourdon      | 8′      |
| 14.                       | Gambe        | 8′      |
| 15.                       | Voix céleste | 8′      |
| 16.                       | Prestant     | 4′      |
| 17.                       | Flûte        | 4′      |
| 18.                       | Nazard       | 2 ²⁄₃′  |
| 19.                       | Quarte       | 2′      |
| 20.                       | Tierce       | 1 ³⁄₅′  |
| 21.                       | Cymbale      | III rgs |
| 22.                       | Trompette    | 8′      |
| 23.                       | Cromorne     | 8′      |
|                           | Tremblant    |         |

| Pédale C-f’ |               |     |
| 24.         | Contrebasse 0 | 16′ |
| 25.         | Soubasse      | 16′ |
| 26.         | Flûtebasse    | 08′ |
| 27.         | Principal     | 04′ |
| 28.         | Basson        | 16′ |
| 29.         | Trompette     | 08′ |
| 30.         | Clairon       | 04′ |

- Accouplement:
  - II/I, I/P, II/P
  - II/I en 16’
  - II/I en 4’
- 2 combinaisons libres, 2 combinaisons fixes; Annulateur anches: I, II, P; Général. Tremblants: I, II

### Orgue du transept
En 1970, dans le transept sud, a pris place un orgue de la maison Haerpfer Erman de Boulay. Avec ses 27 registres, il sert pour l'accompagnement des offices et a la particularité d'être relié électriquement à l'orgue du maître-autel, ce qui permet de jouer sur les deux orgues simultanément.
| I Grand Orgue C-g’’’ |            |         |
| 1.                   | Montre     | 16′     |
| 2.                   | Montre     | 08′     |
| 3.                   | Bourdon    | 08′     |
| 4.                   | Prestant   | 04′     |
| 5.                   | Nasard     | 02 ²⁄₃′ |
| 6.                   | Doublette  | 02′     |
| 7.                   | Tierce     | 01 ³⁄₅′ |
| 8.                   | Fourniture | 0V rgs  |
| 9.                   | Cymbale    | IV rgs  |
| 10.                  | Trompette  | 08′     |

| II Récit expressif C-g’’’ |                   |           |
| 11.                       | Principal conique | 08′       |
| 12.                       | Cor de nuit       | 08′       |
| 13.                       | Principal         | 04′       |
| 14.                       | Flûte à cheminée  | 04′       |
| 15.                       | Doublette         | 02′       |
| 16.                       | Larigot           | 01 ¹⁄₃′   |
| 17.                       | Mixtur            | IV–VI rgs |
| 18.                       | Régale            | 16′       |
| 19.                       | Trompette         | 08′       |

| Pédale C-g’ |            |        |
| 20.         | Principal  | 16′    |
| 21.         | Soubasse   | 16′    |
| 22.         | Gemshorn   | 08′    |
| 23.         | Prestant   | 04′    |
| 24.         | Nachthorn  | 02′    |
| 25.         | Mixtur     | IV rgs |
| 26.         | Bombarde 0 | 16′    |
| 27.         | Trompette  | 08′    |

- Accouplement: II/I, I/P, II/P
- 1 combinaison libre, Tutti, Appel des anches : I, II, P

### Orgue de la crypte
En 1905, Charles Mutin installe un petit orgue de 4 registres dans la crypte qui vient alors d'être restaurée par Paul Tornow.

### Organistes titulaires
- 1981 à 2020 : Norbert Pétry[87]
- Depuis 2020 : Thierry Ferré [88].

## Cloches
| Nom                              | Masse          | Diamètre à la base | Note    | Parrains et Marraines | Dédicace | Tour              | Année         | Fondeur                             | Illustration |
| -------------------------------- | -------------- | ------------------ | ------- | --------------------- | -------- | ----------------- | ------------- | ----------------------------------- | ------------ |
| Marie (volée)                    | 3 100 kg       | 172,5 cm           | la 2    |                       |          | tour du Chapitre  | 1665          | Gaultier et Guyot                   |              |
| Catherine (volée)                | 2 423 kg       | 152,5 cm           | do 3    |                       |          | tour du Chapitre  | 1890          | F.J. Goussel                        |              |
| Clément (volée)                  | 1 137 kg       | 120,6 cm           | mi 3    |                       |          | tour du Chapitre  | 1950          | Bollée                              |              |
| Marie-Immaculée (volée)          | 800 kg         | 110 cm             | fa 3    |                       |          | tour du Chapitre  | 1954          | Otto                                |              |
| Étienne (Jubilé de 2000) (volée) | 540 kg         | 94,4 cm            | la 3    |                       |          | tour du Chapitre  | 1999          | Rincher                             |              |
| Paul                             | 501 kg         |                    | do 4    | Renaud Bartylla       |          | tour du Chapitre  | 2019          | Bollée                              |              |
| La Mutte                         | 8 500 kg       | 232,1 cm           | fa 2    |                       |          | tour de la Mutte  | 1605          | Dubois, Sonnoys, Hutinet et Voitier |              |
| Le Tocsin                        | 1 500 kg       | 125 cm             | mi 3    |                       |          | tour de la Mutte  | 1501          |                                     |              |
| Mademoiselle de Turmel           | 70 kg          | 50 cm              | sol 4   |                       |          | tour de la Mutte  | 1875          |                                     |              |
| Cloche des heures                | 1 900 kg       |                    | mi 3    |                       |          | tour de l'Horloge | 1413          |                                     |              |
| Première cloche des quarts       | 60 kg          |                    | si 4    |                       |          | tour de l'Horloge | 1398          |                                     |              |
| Deuxième cloche des quarts       |                |                    | si 4    |                       |          | tour de l'Horloge |               |                                     |              |
| Cloche de la Sacristie           | 13 kg          |                    | mi 6    |                       |          | sacristie         | XVIIIe siècle |                                     |              |
| cloche de Prime                  | 75 kg          | 50 cm              | ré aigu |                       |          | crypte            | XVe siècle    |                                     |              |
| Total                            | Masse : tonnes |                    |         |                       |          |                   |               |                                     |              |

## Curiosités

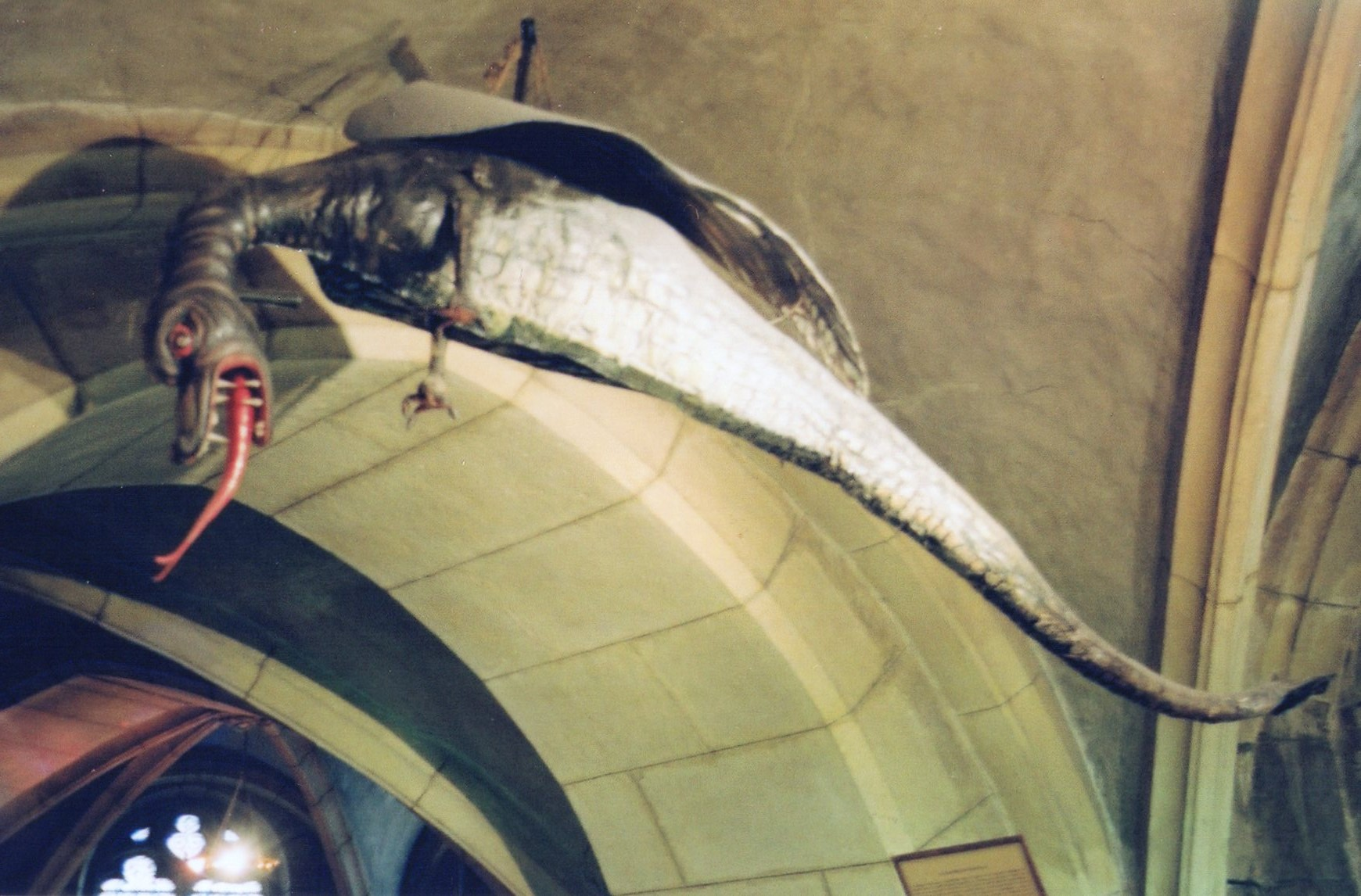
L'effigie du Graoully conservée dans la crypte.
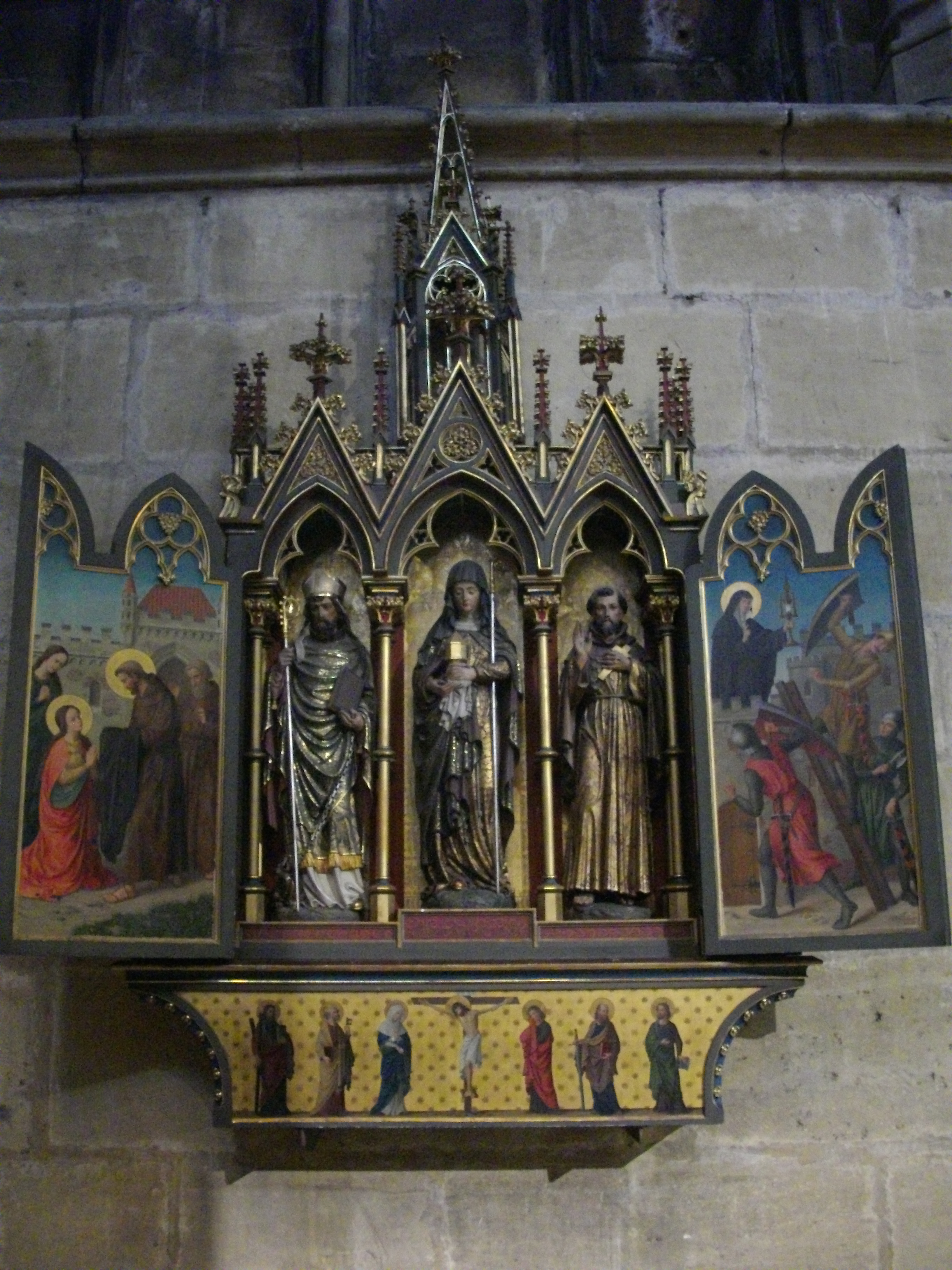
Le triptyque de sainte Claire avec st Clément à gauche maîtrisant le Graoully.

L’impression qui marque le plus de l’extérieur est la hauteur de l’élévation de la nef principale. a priori unique au monde, la nef principale (42 m) est trois fois plus haute que les nefs collatérales (14 m), lui conférant ainsi une exceptionnelle élévation (la plupart des cathédrales ayant une nef principale seulement deux fois supérieure aux latérales).
La crypte conserve une effigie du Graoully, le fameux dragon qui terrorisait la ville et saint Clément capturant le Graoully dans le triptyque néogothique du XIXe siècle de sainte Claire.

## Le trésor
Le trésor épiscopal qui recèle des pièces remarquables, telles des crosses d’évêques en ivoire des XIIe et XIIIe siècles, l’anneau épiscopal de saint Arnoul, des pièces d’orfèvrerie du XIIe au XIXe siècle et une tête en bois polychrome à mâchoire articulée provenant de l’orgue du Moyen Âge de la cathédrale (aujourd’hui disparu) : sa bouche s’ouvrait quand la note la plus basse de l’instrument était jouée.

### Anciens objets du trésor
La statuette équestre dite de Charlemagne et conservée au musée du Louvre, provient du trésor de la cathédrale. Cette statue en bronze doré, datant en grande partie du IXe siècle, représente probablement le petit-fils de Charlemagne, Charles le Chauve.
Plusieurs manuscrits exceptionnels conservés à Paris proviennent également du trésor messin : le sacramentaire de Drogon, la bible de Charles le Chauve, le Psautier de Charles le Chauve ainsi que divers évangéliaires précieux, dont les Évangiles de Metz, les Évangiles de Drogon, les Évangiles du Cardinal de Lorraine.

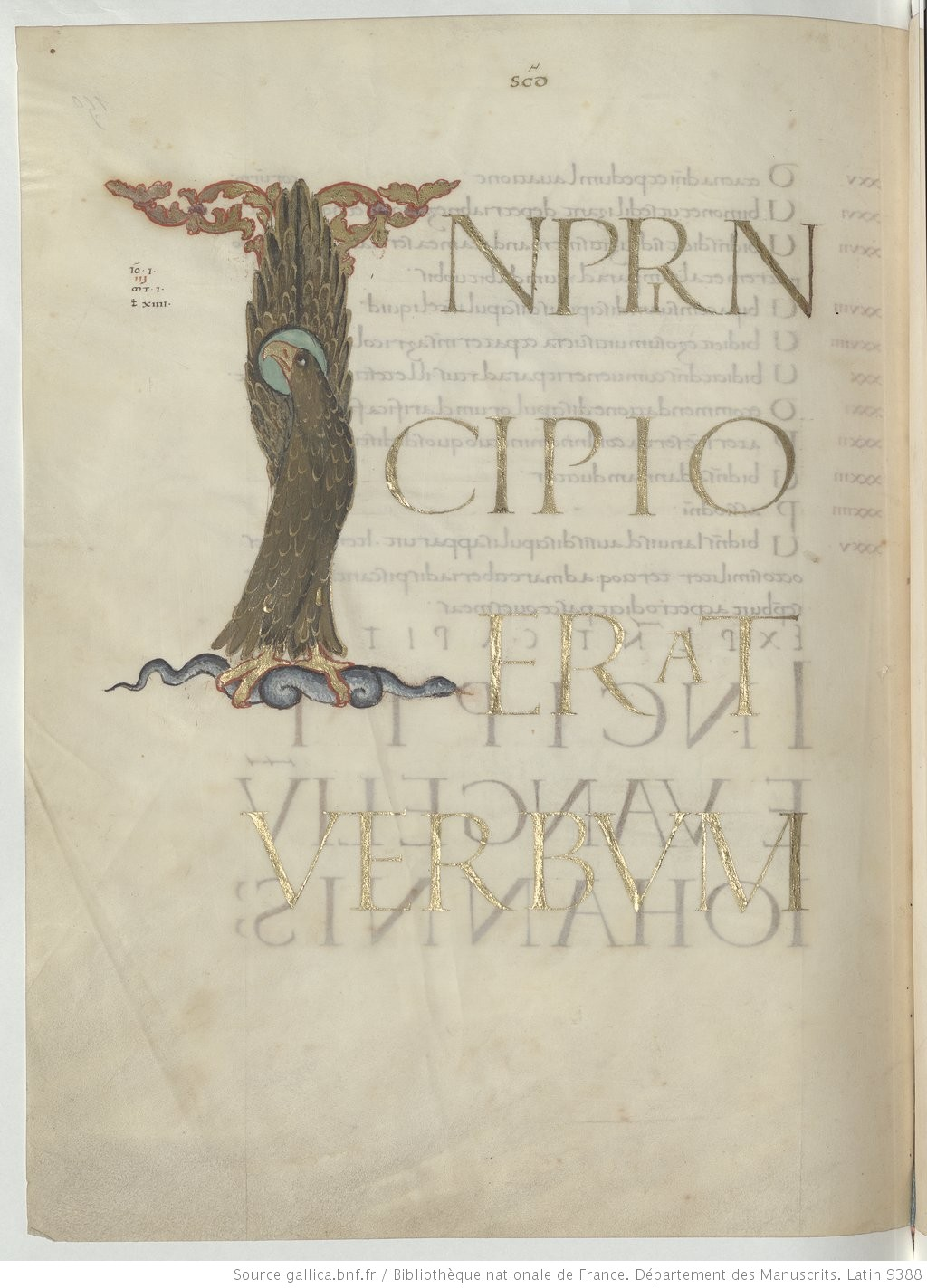
Évangiles de Drogon.
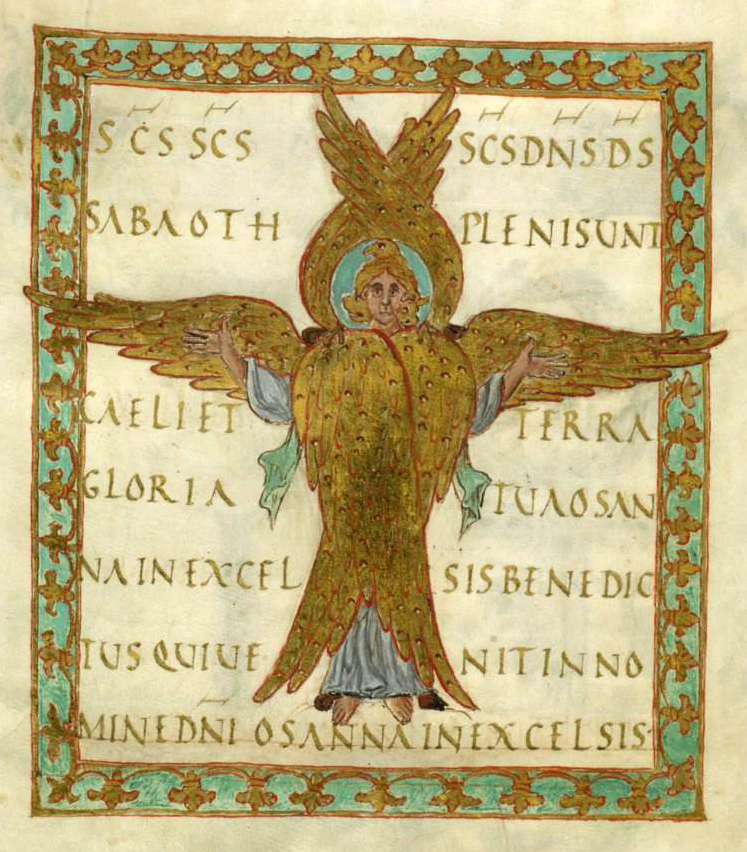
Sacramentaire de Drogon.
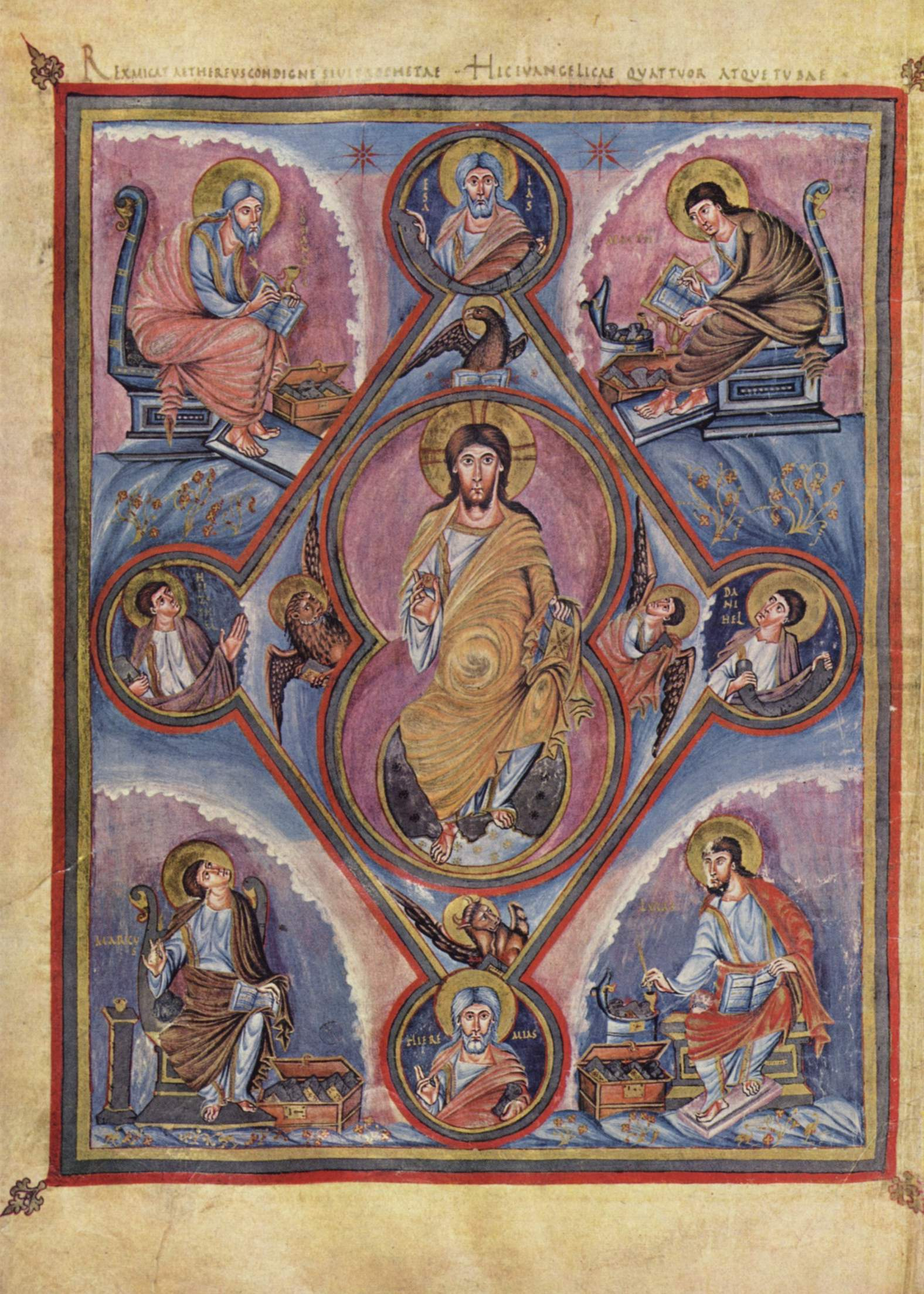
Première Bible de Charles le Chauve.
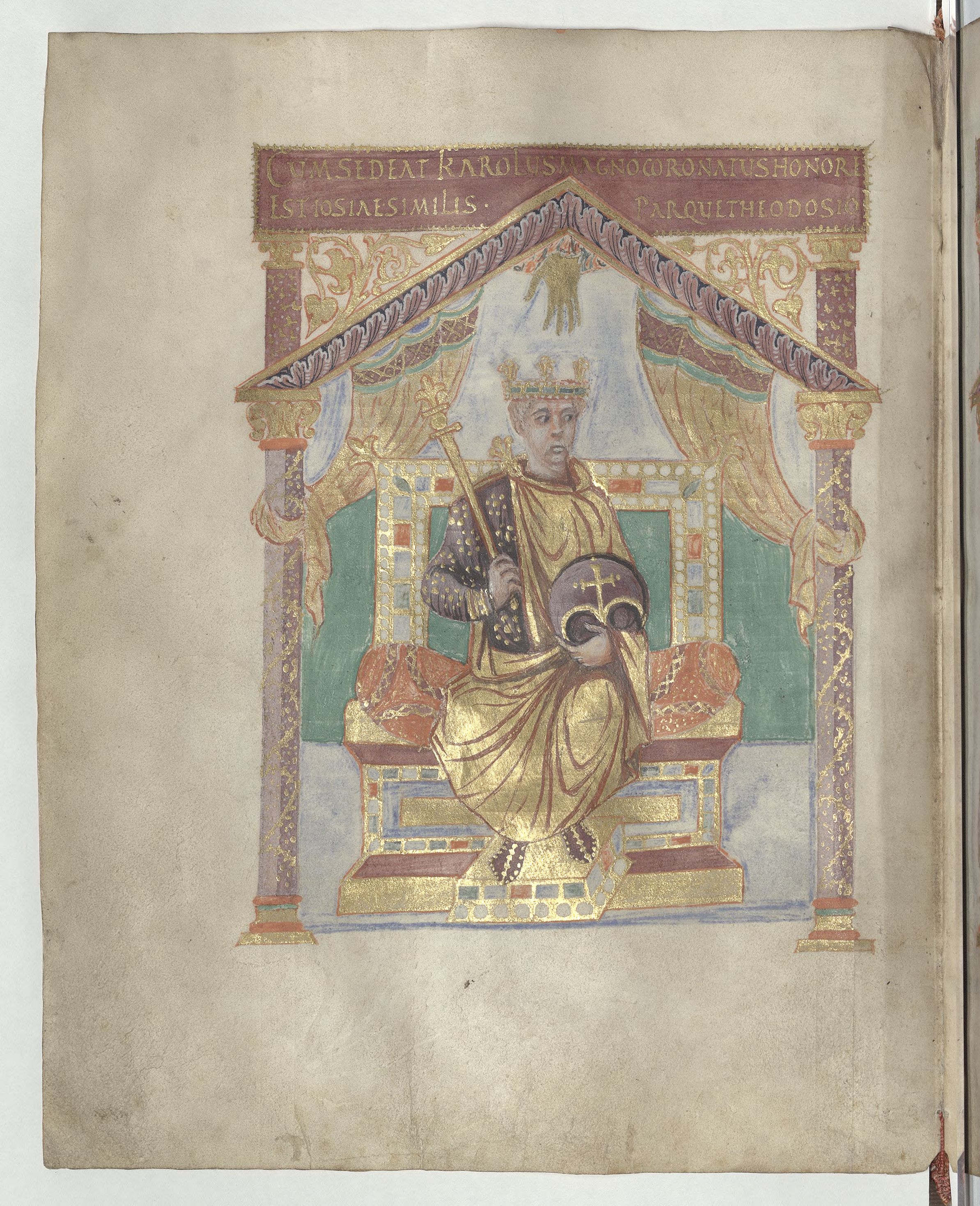
Psautier de Charles le Chauve.
Statuette dite de Charlemagne.

## Le mobilier liturgique du chœur
Ce mobilier résulte d'un nouvel aménagement en 2006-2007, financé par la Fabrique et le Chapitre de la cathédrale. Il se compose d'un autel, d'une crédence, d'une croix, d'un ambon, d'un pupitre de chantre, de fauteuils pour les célébrants et de chandeliers. L'ensemble, en fer, fer doré et marbre, est dû à Mattia Bonetti, artiste-designer, et Christophe Bottineau, ACMH.
Une tapisserie réalisée à la Manufacture Nationale de la Tapisserie de Beauvais, commande publique de la délégation aux Arts plastiques du Ministère de la Culture et de la Communication, placée derrière la cathèdre, complète l'ensemble.

## La cathédrale dans la littérature
La cathédrale de Metz est évoquée à diverses reprises dans la littérature.
Paul Verlaine, né à Metz en 1844, l’évoque en ces termes dans ses Confessions qui datent de 1895 :

« Metz possédait et doit encore posséder une très belle promenade appelée « l’Esplanade », donnant en terrasse sur la Moselle, qui s’y étale, large et pure, au pied de collines fertiles en raisins et d’un aspect des plus agréables. Sur la droite de ce paysage, en retrait vers la ville, la cathédrale profile à une bonne distance panoramique son architecture dentelée à l’infini. Vers la nuit tombante, des nuées de corbeaux reviennent en croassant, faut-il dire joyeusement ? reposer devers les innombrables tourelles et tourillons qui se dressent sur le ciel violet. »

La cathédrale est très présente dans le roman écrit par Maurice Barrès en 1909, Colette Baudoche.

« Devant eux s’étendait un pays à la mesure humaine, vaste sans immensité, façonné et souple, et, près de sa rivière, Metz, toute plate au ras de la plaine, et que spiritualise le vaisseau de sa haute cathédrale. »

## La cathédrale dans l’art pictural

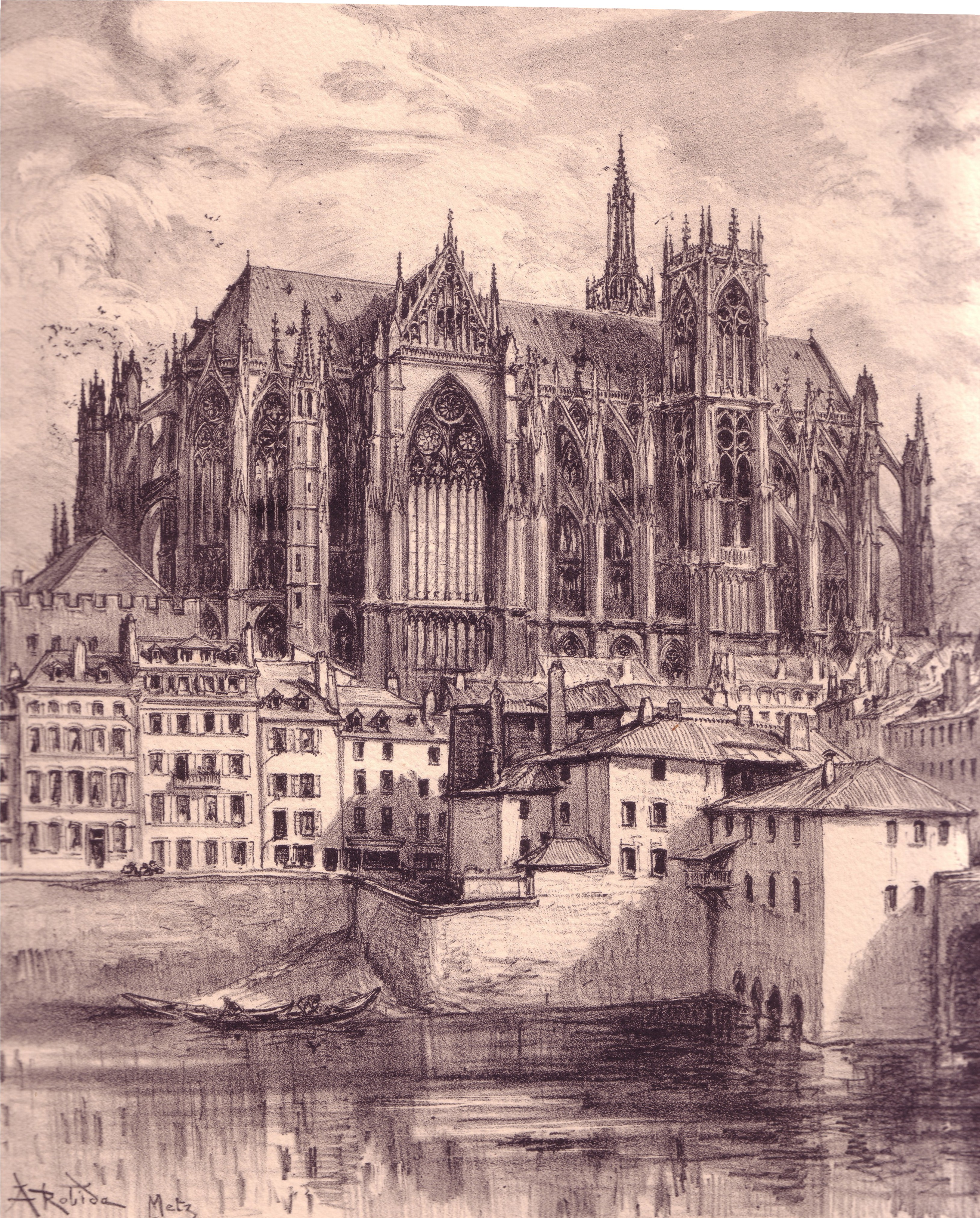
Lithographie par Albert Robida

La cathédrale de Metz figure dans l’œuvre de peintres comme Auguste Migette ou Monsù Desiderio. Dans sa série Les belles villes gauloises d’entre Rhin et Moselle, Albert Robida a consacré en 1915 une lithographie à la cathédrale de Metz.
Wayne Sleeth, un artiste anglo-français a réalisé en 2020  une vingtaine de toiles sur les différentes façades de la cathédrale Saint-Étienne  en s'inspirant des Cathédrales de Claude  Monet.

## Philatélie
En 1936, la cathédrale est représentée sur un timbre à l’effigie de l’aéronaute messin Jean-François Pilâtre de Rozier à l’occasion du 150e anniversaire de sa mort.
En 1945, la cathédrale de Metz est représentée conjointement avec celle de Strasbourg sur un timbre commémorant la Libération de l’Alsace et de la Lorraine.
Un timbre représentant un vitrail de la cathédrale de Metz, réalisé par Marc Chagall en 1963 est émis le 8 juillet 2002. Ce timbre, détail du vitrail Ève et le serpent, a été vendu à plus de huit millions d’exemplaires.
Un timbre représentant le portail de la cathédrale est émis en juin 2011.

## L’Œuvre de la cathédrale
L’Œuvre de la cathédrale est une association à but non lucratif fondée le 21 mars 1885 par Paul Dupont des Loges. Son objectif est d’éveiller l’intérêt du public pour l’édifice et de promouvoir sa conservation. Depuis le XIXe siècle, elle a permis la restauration du portail de la Vierge, la construction du grand portail, l’installation du chauffage central et d’un éclairage électrique, l’acquisition des stalles de la crypte et du grand chœur, la restauration de l’orgue suspendu et la remise en état de la grande sacristie. Le réaménagement du chœur, inauguré le 17 décembre 2006, est réalisé avec le concours de l’artiste Mattia Bonetti. L’association s’occupe de l’accueil et des visites guidées, elle édite des guides en plusieurs langues, des dessins et diapositives,.